# Пайні-Вудс
Ліси Пайні-Вудсу (ідентифікатор WWF: NA0523) — неарктичний екорегіон хвойних лісів помірної зони, розташований на півдні Центральних США. Він охоплює територію площею понад 150 000 км², що лежить у Східному Техасі, Південному Арканзасі, Західній Луїзіані та Південно-Східній Оклахомі. У хвойних лісах регіону домінують кілька видів сосен, а також деякі листяні дерева, передусім гікорі та дуби. Історично центром цього регіону була Велика хаща, однак внаслідок розвитку лісової промисловості концентрація лісів у цій місцевості та в усьому регіоні Пайні-Вудс протягом XIX-XX століть різко зменшилася. Всесвітній фонд дикої природи класифікує природу цього екорегіону як таку, що перебуває під загрозою зникнення. Агенція з охорони довкілля США визначає цей екорегіон як Рівнини півдня Центральних США.

## Географія
Екорегіон лісів Пайні-Вудсу простягається приблизно на 400 км з півночі на південь та на 350 км із заходу на схід через схід Техасу, південний схід Оклахоми, південь Арканзасу та захід Луїзіани. Рельєф регіону представлений горбистими рівнинами, які з північного заходу на південний схід перетинає Південна Червона річка або Ред-Рівер, що впадає у Міссісіпі. З геологічної точки зору на півдні екорегіону переважають плейстоценові піски, мули та глини, в центральній частині — міоценові глини, аргіліти та пісковики, а на півночі — еоценові піски, мули та глини.
На сході екорегіон переходить у ліси Міссісіпської низовини, на півдні — у прибережні луки заходу Мексиканської затоки, на півночі — у гірські ліси Озарку, на заході — у ліси сходу Центрального Техасу та у прерії техаського Блекленду, а на північному заході — у перехідні лісостепи Центральних Сполучених Штатів.

## Клімат
В межах екорегіону домінує вологий субтропічний клімат (Cfa за класифікацією кліматів Кеппена), який характеризується спекотним, дощовим літом та м'якою зимою. Середня температура в регіоні становить 18-19 °C, а взимку температура може опускатися нижче 0 °C. Середньорічна кількість опадів коливається від 1000 до 1500 мм, збільшуючись із заходу на схід. Навесні та влітку в регіоні трапляються сильні грози та торнадо.

## Флора
Подібно до екорегіону хвойних лісів південного сходу США, розташованого на сході Примексиканської низовини, рослинний покрив регіону Пайні-Вудс до появи у Північній Америці європейців був представлений величезними сосновими саванами та лісами, як відображено у його назві. Однак більш горбистий рельєф регіону, порівняно з пласкими прибережними низовинами, спричиняє дещо довші інтервали пожеж, тому щільність дерев у лісах Пайні-Вудсу зазвичай вища, а поряд з соснами зустрічається більше широколистяних дерев. Структура та склад рослинного покриву регіону визначається взаємодією вогню та вологості ґрунту.
На піщаних пагорбах регіону поширені рідколісся, у яких домінують довгохвойні сосни (Pinus palustris), короткохвойні сосни (Pinus echinata) та ладанні сосни (Pinus taeda), а також сиві дуби (Quercus incana) та зірчасті дуби (Quercus stellata). Під розрідженим наметом росте добре розвинений підлісок, який включає яупоновий падуб (Ilex vomitoria) та квітучий кизил (Cornus florida). У відкритих соснових саванах, подібних до тих, що зустрічаються на південному сході Примексиканської низовини, переважають довгохвойні сосни (Pinus palustris) та ладанні сосни (Pinus taeda), а також чорні тупело (Nyssa sylvatica) та американські амброві дерева (Liquidambar styraciflua). У трав'яному ярусі саван зустрічаються надзвичайно різноманітні трав'янисті рослини. На кислих ґрунтах на берегах струмків зростають віргінські магнолії (Magnolia virginiana). Серед інших дерев, поширених в екорегіоні, слід відзначити канадське юдине дерево (Cercis canadensis), чорну березу (Betula nigra), червоний клен (Acer rubrum), флоридський клен (Acer floridanum) та американський в'яз (Ulmus americana). Дерева в гаях часто оповиті лозами американської ґліцинії (Wisteria frutescens).
В регіоні Пайні-Вудс поширені два різновиди водно-болотних угідь: байю, які, як правило, знаходяться поблизу річок, та трясовини, які, як правило, поширені навколо невеликих струмків. У тихих заводях байю, які сезонно затоплюються водою, ростуть болотяні кипариси (Taxodium distichum), вкриті епіфітним луїзіанським мохом (Tillandsia usneoides), та латаття (Nymphaea spp.). У трясовинах переважають неглибокі водойми зі стоячою водою, у яких більшість дерев не здатні рости. Натомість тут зустрічаються пурпурові пухирники (Utricularia purpurea), невеликі рослини-хижаки. Ще одним типом водно-болотних угідь, які зустрічаються в регіоні Пайні-Вудс та в інших лісах на узбережжі Мексиканської затоки, є бейгалли, які є різновидом низинних боліт.
Багато рідкісних та ендемічних видів рослин зустрічаються у нелісових угрупованнях екорегіону, зокрема серед скельних відслонень, на вапнякових галявинах, в преріях, поблизу джерел на схилах пагорбів та на солончакових пустищах. Так, в лісах, що ростуть на глибоких пісках, зустрічаються зимостійкі види опунцій (Opuntia spp.) та юк (Yucca spp.), зокрема ендемічні пониклі юки (Yucca cernua). У соснових лісах на піщаних ґрунтах зростає рідкісний ендемічний підвид сланких флоксів (Phlox nivalis ssp. texensis), а в заплаві річки Нечес на сході Техасу — ендемічний нечеський гібіск (Hibiscus dasycalyx).

### Ссавці

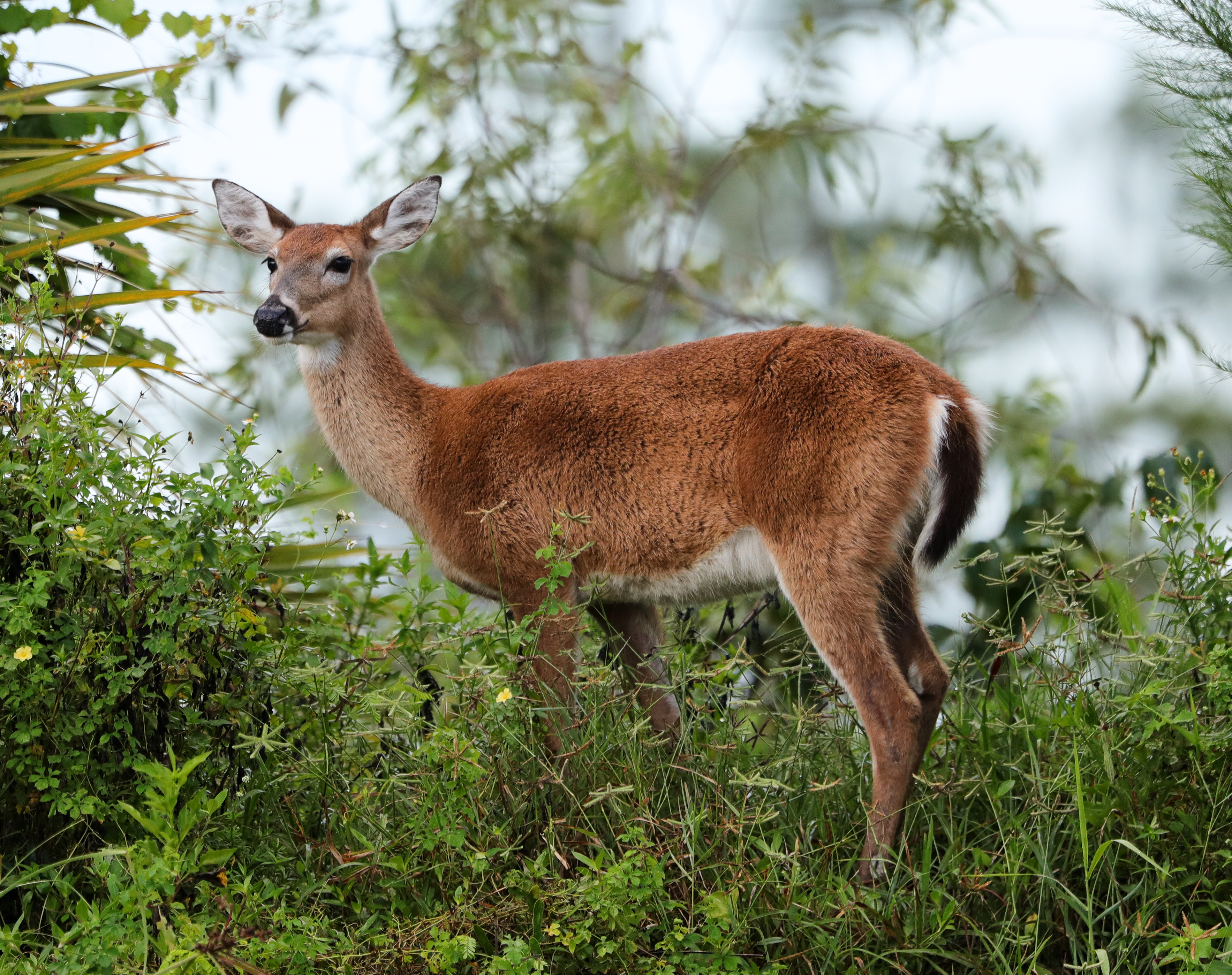
Білохвостий олень (Odocoileus virginianus)

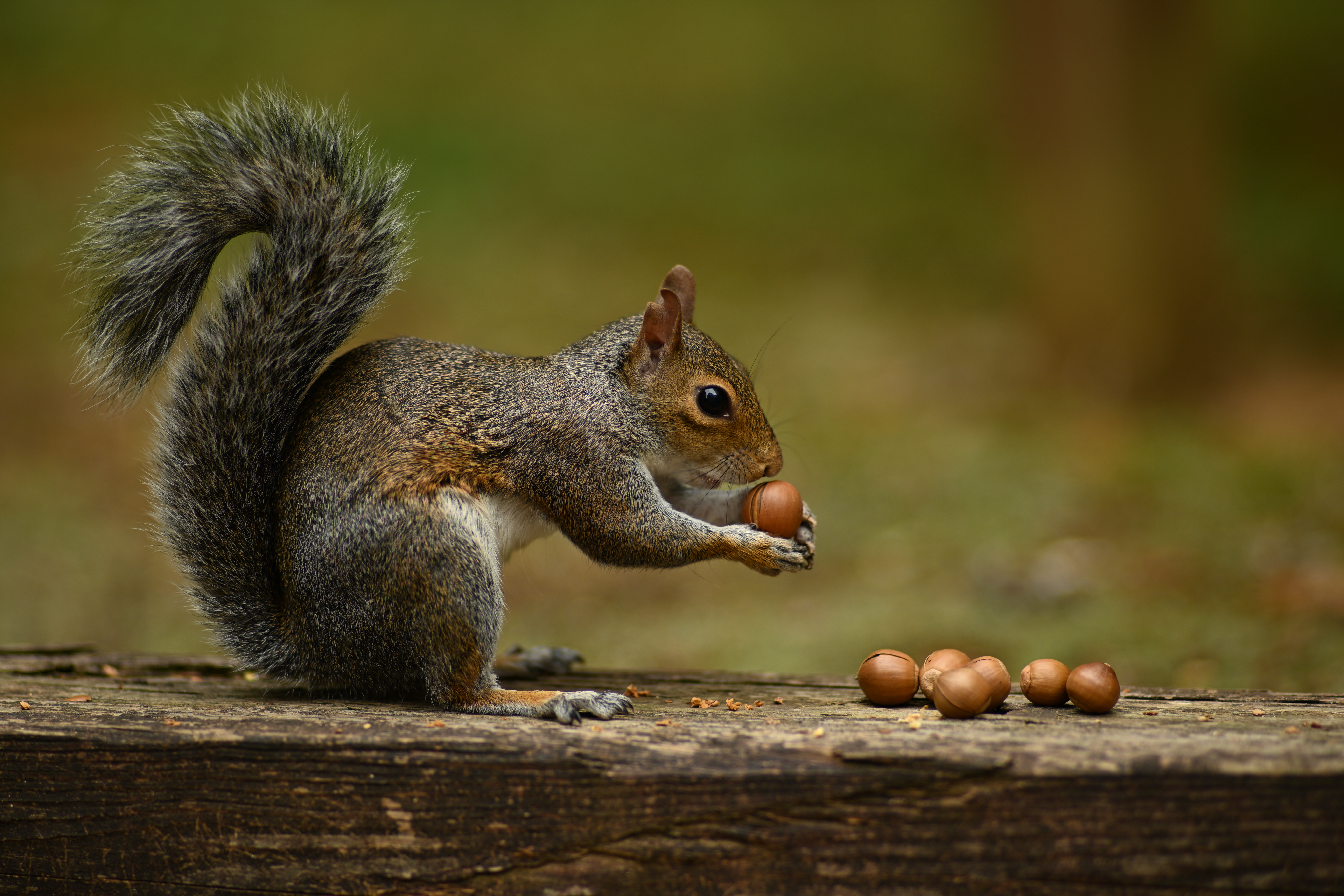
Сіра вивірка (Sciurus carolinensis)

В межах екорегіону зустрічається близько 60 видів ссавців, зокрема білохвості олені (Odocoileus virginianus), віргінські опосуми (Didelphis virginiana), звичайні ракуни (Procyon lotor), смугасті скунси (Mephitis mephitis), східноамериканські кроти (Scalopus aquaticus), північноамериканські коротковухі мідиці (Cryptotis parva), сірі вивірки (Sciurus carolinensis), лисячі вивірки (Sciurus niger) та флоридські кролики (Sylvilagus floridanus). Дещо рідше зустрічаються канадські видри (Lontra canadensis), руді рисі (Lynx rufus), сірі лисиці (Urocyon cinereoargenteus), південні бларини (Blarina carolinensis), канадські бобри (Castor canadensis) та водяні кролики (Sylvilagus aquaticus). Деякі хижі тварини екорегіону, зокрема східні плямисті скунси (Spilogale putorius), північноамериканські котофредки (Bassariscus astutus), довгохвості ласиці (Neogale frenata), річкові візони (Neogale vison) та звичайні лисиці (Vulpes vulpes), є доволі рідкісними, а їх чисельність за останні десятиліття скорочується. У Пайні-Вудсі зустрічається більше десяти видів кажанів, з яких деякі види, зокрема мексиканські молосики (Tadarida brasiliensis) та сріблястохвості лилики (Lasionycteris noctivagans), є мігруючими, а інші, зокрема семінольські волохатохвости (Lasiurus seminolus), лісові вечорняки (Nycticeius humeralis) та рідкісні великовухі брилоносики (Corynorhinus rafinesquii), зустрічаються в Техасі протягом всього року. Серед поширених у Пайні-Вудсі гризунів слід відзначити південну літягу (Glaucomys volans), болотяну ондатру (Ondatra zibethicus), луїзіанського гофера (Geomys breviceps), соснову полівку (Microtus pinetorum) та ще близько 10 видів місцевих пацюків та мишей.
Кілька видів хижаків, які колись зустрічалися в лісах Пайні-Вудсу, зокрема американські свинорилі скунси (Conepatus leuconotus), руді вовки (Canis rufus), ягуари (Panthera onca) та оцелоти (Leopardus pardalis), повністю вимерли. Північноамериканські пуми (Puma concolor couguar) та барибали (Ursus americanus) також були винищені на більшій частині екорегіону, однак дуже рідко цих тварин можна побачити в Пайні-Вудсі. Ймовірно, стійких популяцій цих тварин в регіоні все ж немає, хоча поодинокі бродячі особини іноді трапляються. Стабільні популяції барибалів зустрічаються у прилеглих районах на північ і схід від Пайні-Вудсу, і, схоже, їх кількість повільно збільшується, тому, можливо, ведмеді будуть траплятися в екорегіоні все частіше. Внаслідок знищення лісів та зменшення чисельності місцевих хижаків або конкурентів, такі види, як дев'ятипоясні броненосці (Dasypus novemcinctus), койоти (Canis latrans) та великовухі зайці (Lepus californicus) розширили свої ареали на схід і заселили регіон. Інші види, зокрема нутрії (Myocastor coypus), хатні миші (Mus musculus), чорні пацюки (Rattus rattus) та сірі пацюки (Rattus norvegicus), були інтродуковані в регіон людьми. Здичавілі коти (Felis catus) та дикі свині (Sus scrofa) становлять загрозу для місцевої фауни та викликають серйозне занепокоєння природоохоронців.

### Птахи
Орнітофауна екорегіону нараховує понад 300 видів птахів, з яких деякі мігрують навесні та восени, інші гніздяться навесні та влітку, а треті зимують в лісах регіону. Серед птахів, які зустрічаються у Пайні-Вудсі протягом всього року, слід відзначити каролінку (Aix sponsa), урубу (Coragyps atratus), рудоплечого канюка (Buteo lineatus), американського боривітра (Falco sparverius), великого індика (Meleagris gallopavo), віргінську перепелицю (Colinus virginianus), американську слукву (Scolopax minor), каліфорнійську таязуру-подорожника (Geococcyx californianus), флоридського дятла (Leuconotopicus borealis), американського сорокопуда (Lanius ludovicianus), багатоголосого пересмішника (Mimus polyglottos), прямодзьобого тремблера (Toxostoma rufum), каролінську гаїчку (Poecile carolinensis), малого повзика (Sitta pusilla), соснового пісняра-лісовика (Setophaga pinus), соснового чінголо (Peucaea aestivalis) та берегову ворону (Corvus ossifragus). Серед птахів, що мігрують з південних регіонів і гніздяться в екорегіоні навесні та влітку, слід відзначити американську змієшийку (Anhinga anhinga), чорногорлого квака (Nyctanassa violacea), блакитну чепуру (Egretta caerulea), американську чепуру (Egretta thula), американську султанку (Porphyrio martinica), каролінську дрімлюгу (Antrostomus carolinensis), мексиканського тирана (Tyrannus forficatus), прерієвого пісняра-лісовика (Setophaga discolor), бурого пісняра (Limnothlypis swainsonii) та райдужну скригнатку (Passerina ciris). Натомість канадські казарки (Branta canadensis), канадські черні (Aythya collaris), жовтоокі крехи (Lophodytes cucullatus), сизоголові віреони (Vireo solitarius), рудокрилі багновці (Centronyx henslowii), лучні багновці (Ammospiza leconteii) та вохристі подорожники (Calcarius pictus) гніздяться на півночі та зимують в регіоні. Раніше у Пайні-Вудсі зустрічалися мандрівні голуби (Ectopistes migratorius), каролінські папуги (Conuropsis carolinensis) та жовті червоїди (Vermivora bachmanii), однак наразі вони вимерли. Великодзьобі дятли-кардинали (Campephilus principalis) також вважаються вимерлими, однак деякі свідчення вказують на те, що ці птахи могли зберегтись у заплавних лісах екорегіону.

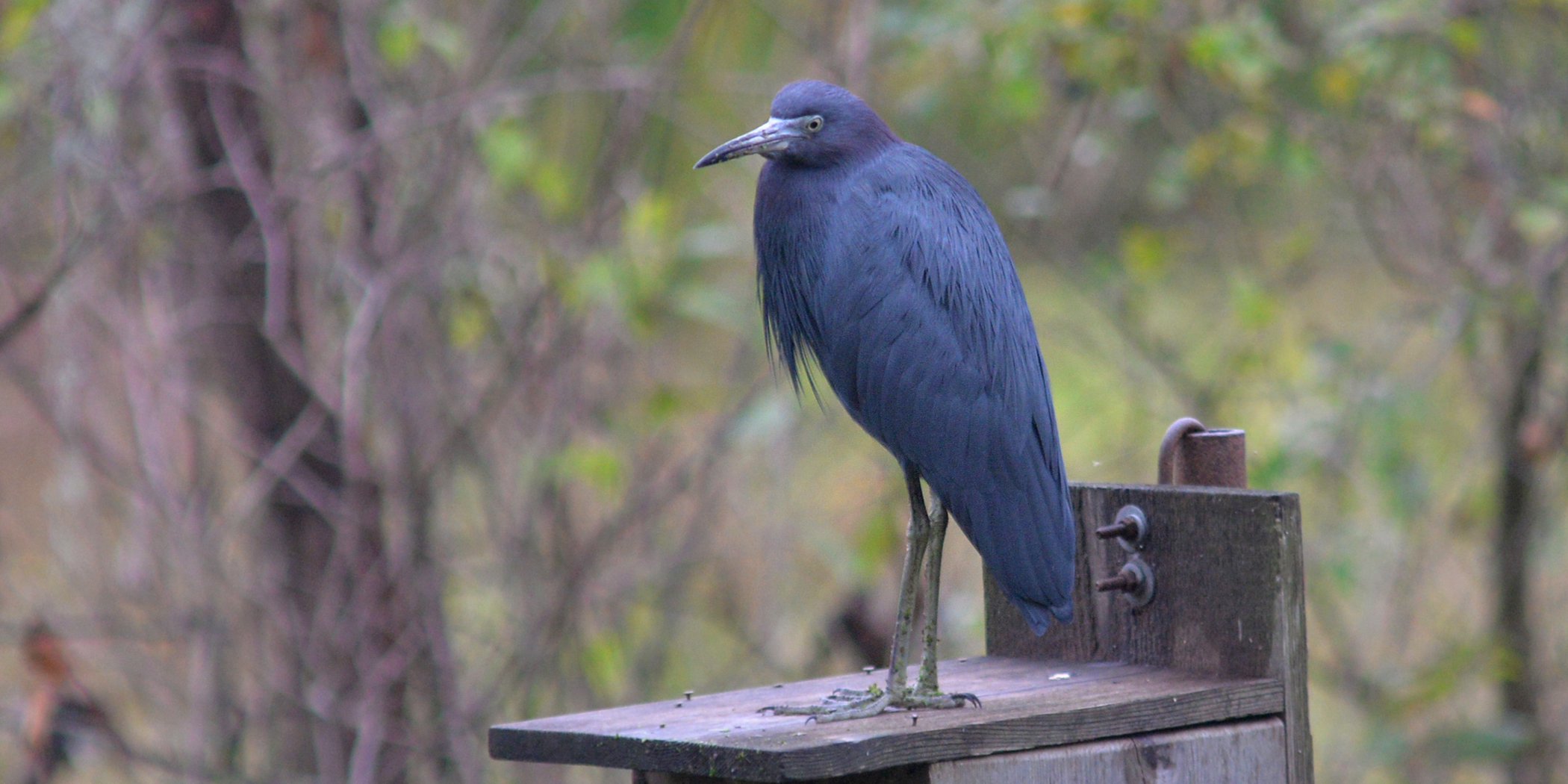
Блакитна чепура (Egretta caerulea)
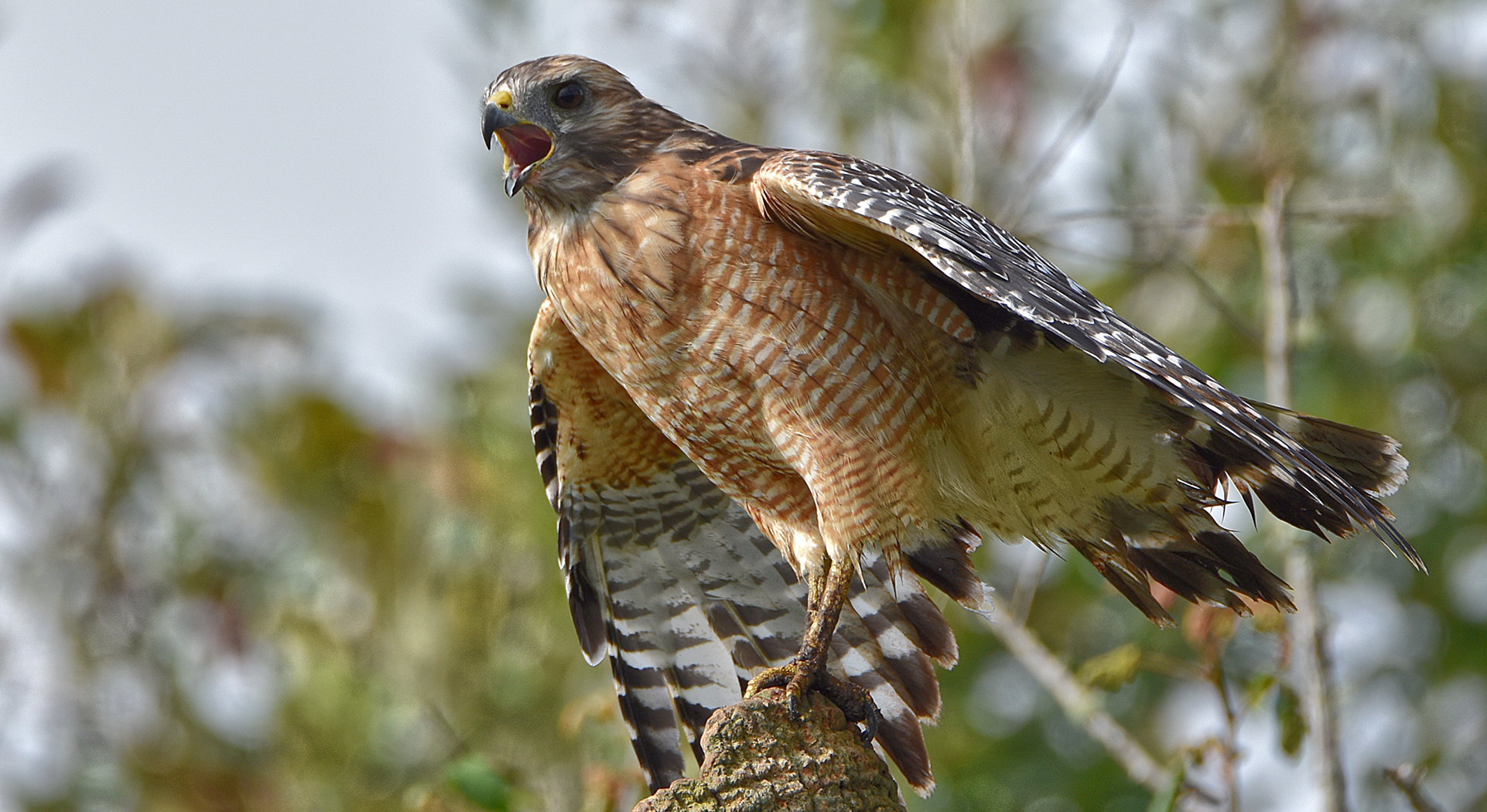
Рудоплечий канюк (Buteo lineatus)
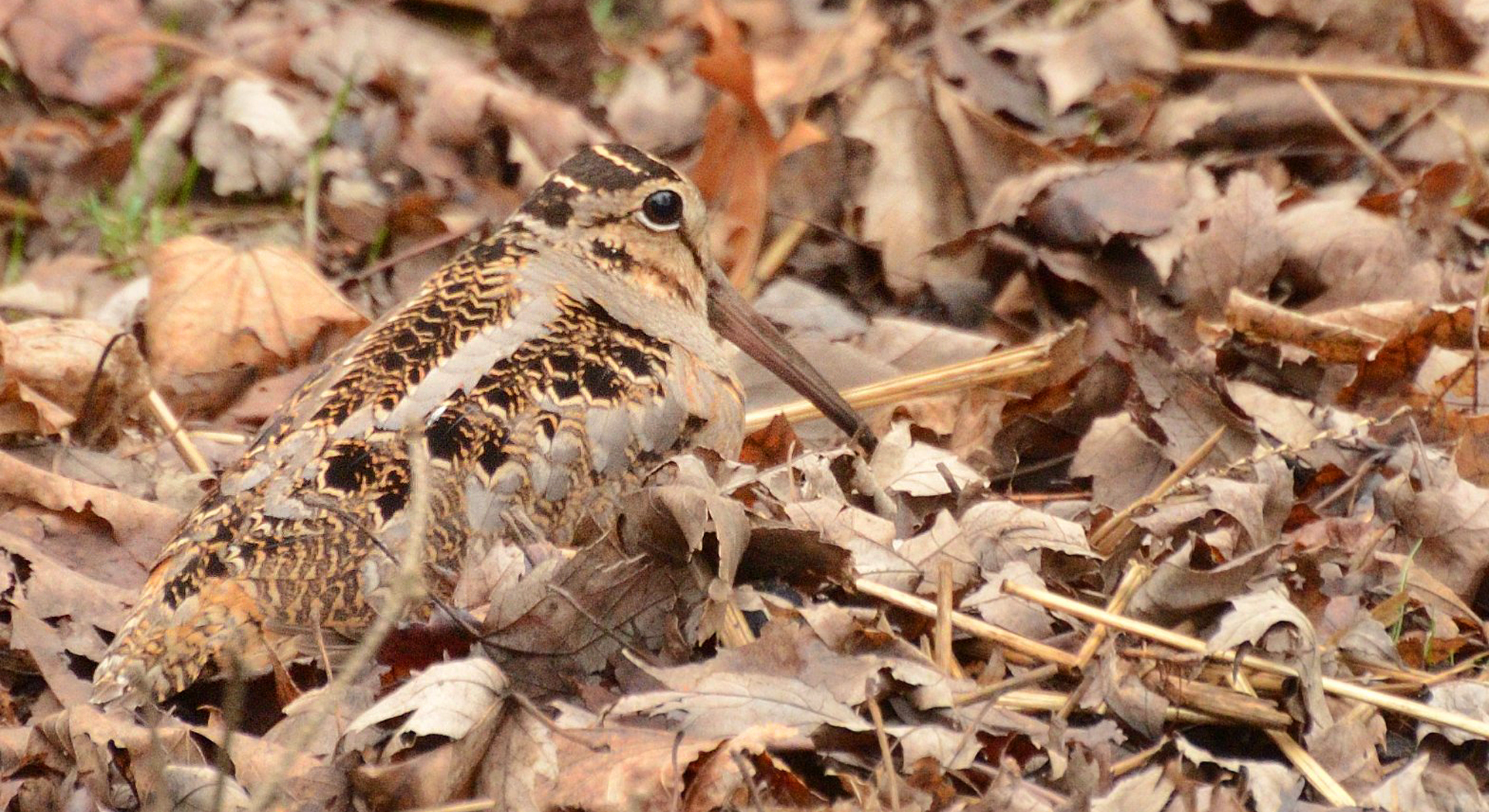
Американська слуква (Scolopax minor)
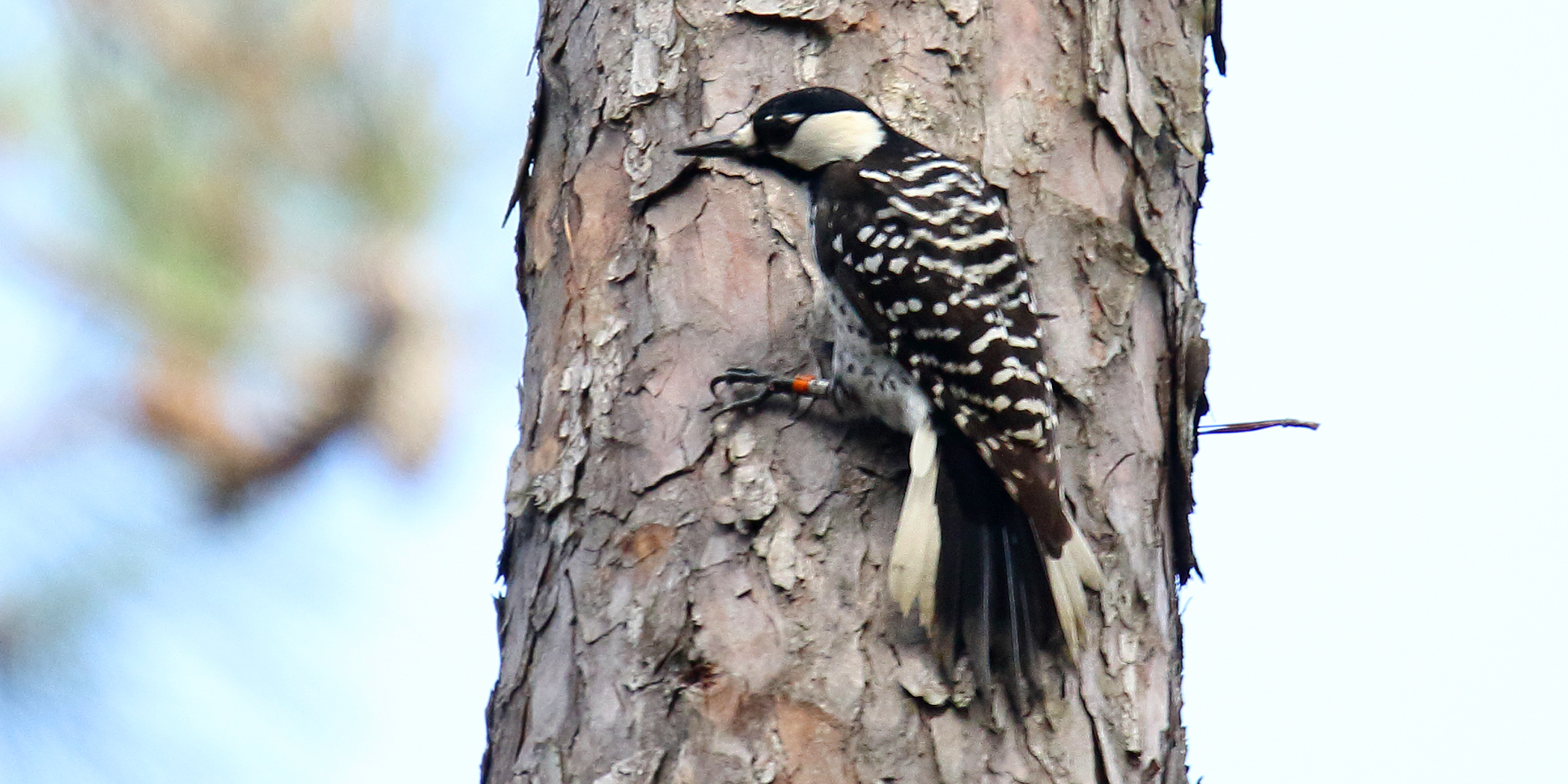
Флоридський дятел (Leuconotopicus borealis)
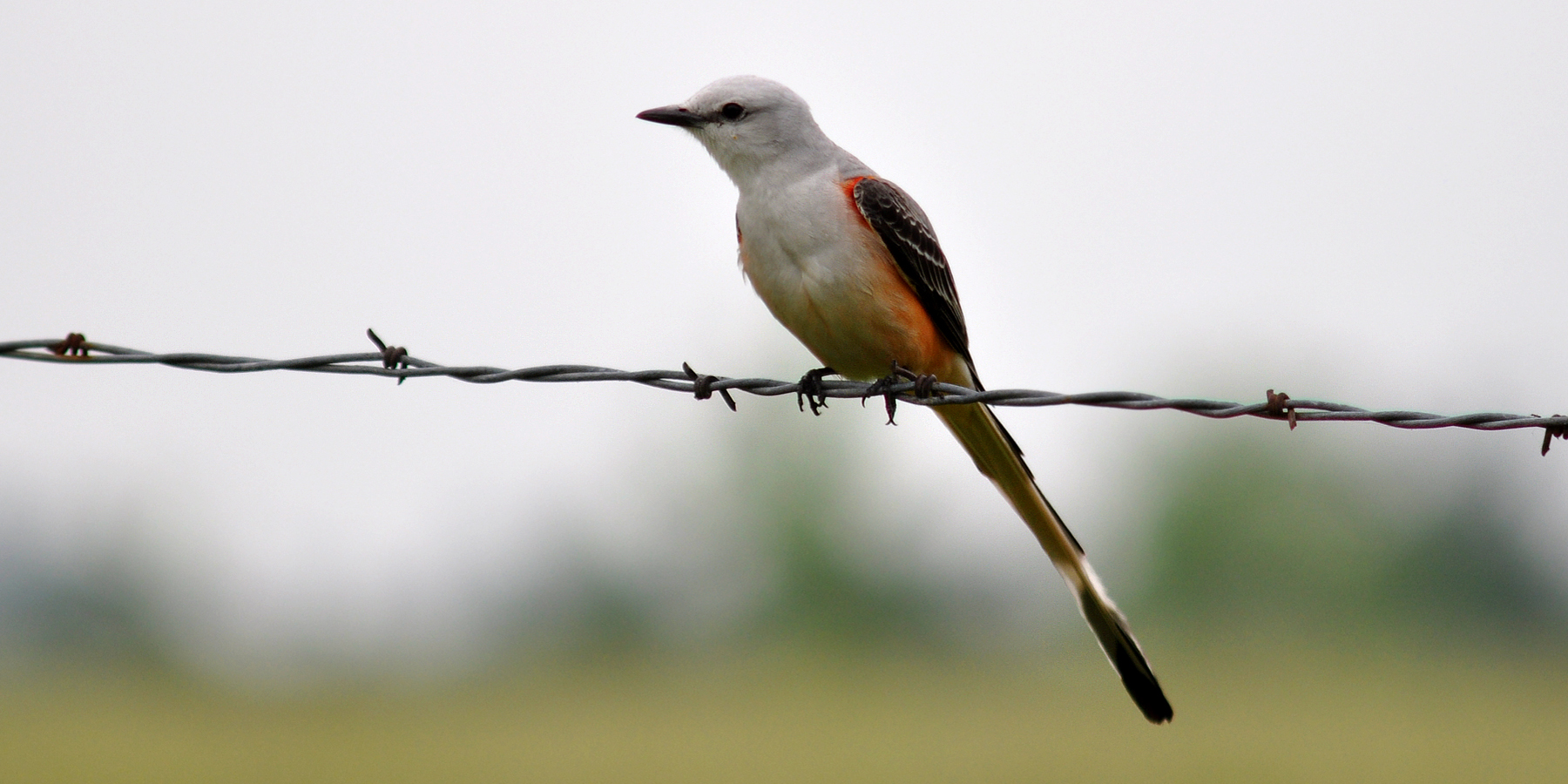
Мексиканський тиран (Tyrannus forficatus)
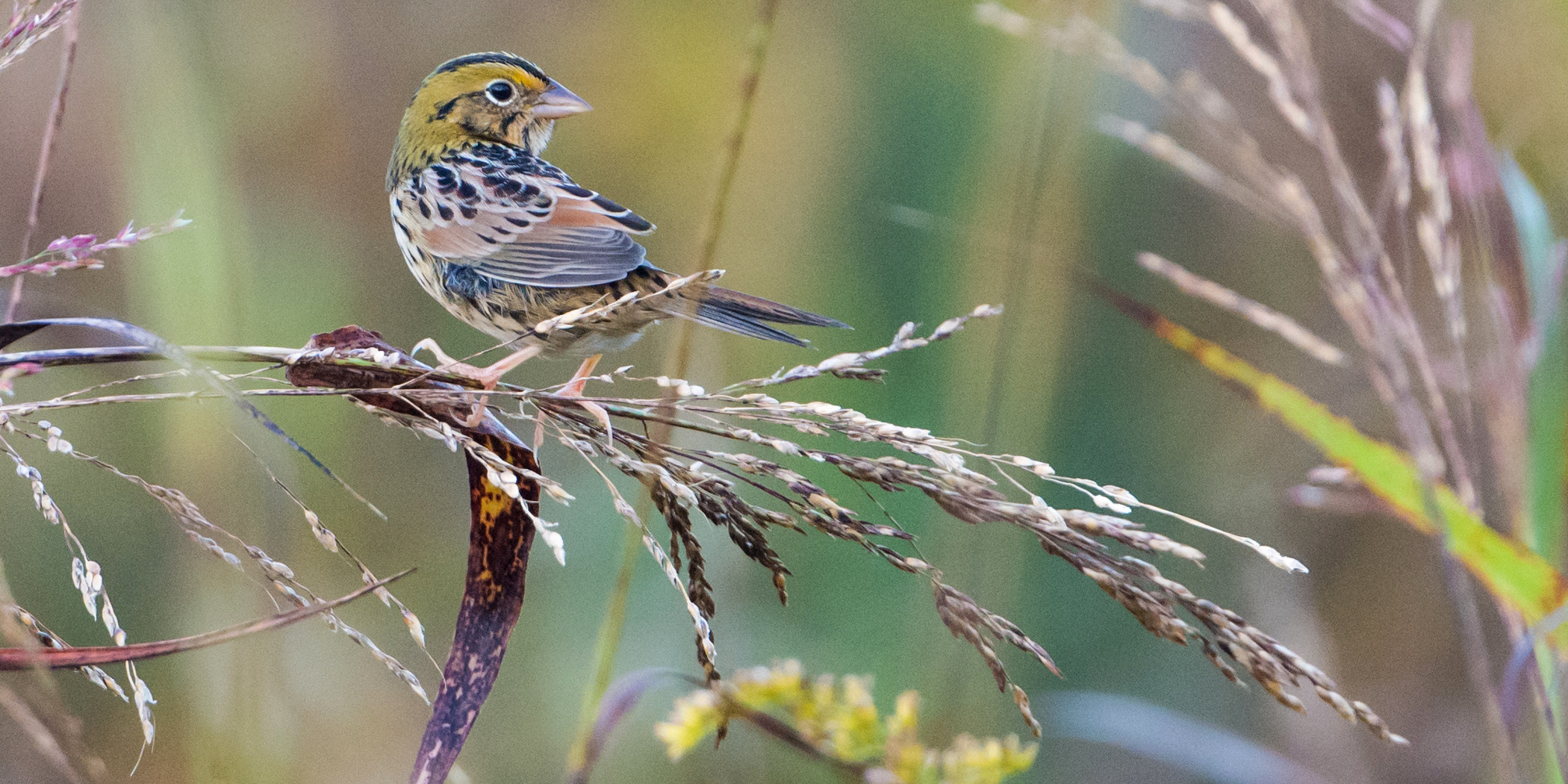
Рудокрилий багновець (Centronyx henslowii)

### Плазуни
По всій території екорегіону, за винятком північного заходу, зустрічаються міссісіпські алігатори (Alligator mississippiensis), однак ці тварини не дуже поширені в лісах, порівняно з відкритими болотами та преріями на півдні. Ендеміками екорегіону є сабінські горбаті черепахи (Graptemys ouachitensis sabinensis), поширені в басейні річки Сабін на кордоні Техасу та Луїзіани. Серед багатьох інших черепах, поширених в екорегіоні, слід відзначити грифову черепаху (Macrochelys temminckii), довгошию черепаху (Deirochelys reticularia), гострогорбу черепаху (Graptemys pseudogeographica), річкову прикрашену черепаху (Pseudemys concinna), трипалу коробчасту черепаху (Terrapene triunguis), пенсильванську черепаху (Kinosternon subrubrum), гостроспинну мускусну черепаху (Sternotherus carinatus) та колючу м'якотілу черепаху (Apalone spinifera). У Пайні-Вудсі поширені різноманітні ящірки, зокрема каролінські аноліси (Anolis carolinensis), шестисмугі батогохвости (Aspidoscelis sexlineatus), прерієві ігуани (Sceloporus consobrinus) і стрункі скляні веретільниці (Ophisaurus attenuatus), та сцинки, зокрема американські п'ятисмугі сцинки (Plestiodon fasciatus), широкоголові сцинки (Plestiodon laticeps), вугільні сцинки (Plestiodon anthracinus) та земляні сцинки (Scincella lateralis). Різноманіття змій в екорегіоні є відносно високим, як для помірного екорегіону такого розміру. Тут зустрічається понад 30 видів змій, зокрема ендемічні луїзіанські соснові змії (Pituophis ruthveni) та майже ендемічні кукурудзяні змії Словінського (Pantherophis slowinskii). У регіоні зустрічається п'ять видів отруйних змій: техаські коралові аспіди (Micrurus tener), мідноголові мокасинові змії (Agkistrodon contortrix), водяні мокасинові змії (Agkistrodon piscivorus), лісові гримучники (Crotalus horridus) та карликові просяні гримучники (Sistrurus miliarius). Серед неотруйних змій, поширених у Пайні-Вудсі, слід відзначити зелену трав'яну змію (Opheodrys aestivus), буру змію Декея (Storeria dekayi), східну свиноносу змію (Heterodon platirhinos), західну підв'язкову змію (Thamnophis proximus), блискучого вужа-ракоїда (Liodytes rigida), смугастого вужа (Nerodia fasciata), алмазного вужа (Nerodia rhombifer), мулову змію (Farancia abacura), чорного полоза (Coluber constrictor), полоза-батога (Masticophis flagellum), яскраво-червоного полоза (Cemophora coccinea), прерієву королівську змію (Lampropeltis calligaster), плямисту королівську змію (Lampropeltis holbrooki), щурячого полоза (Pantherophis obsoletus) та ще принаймні дюжину видів.

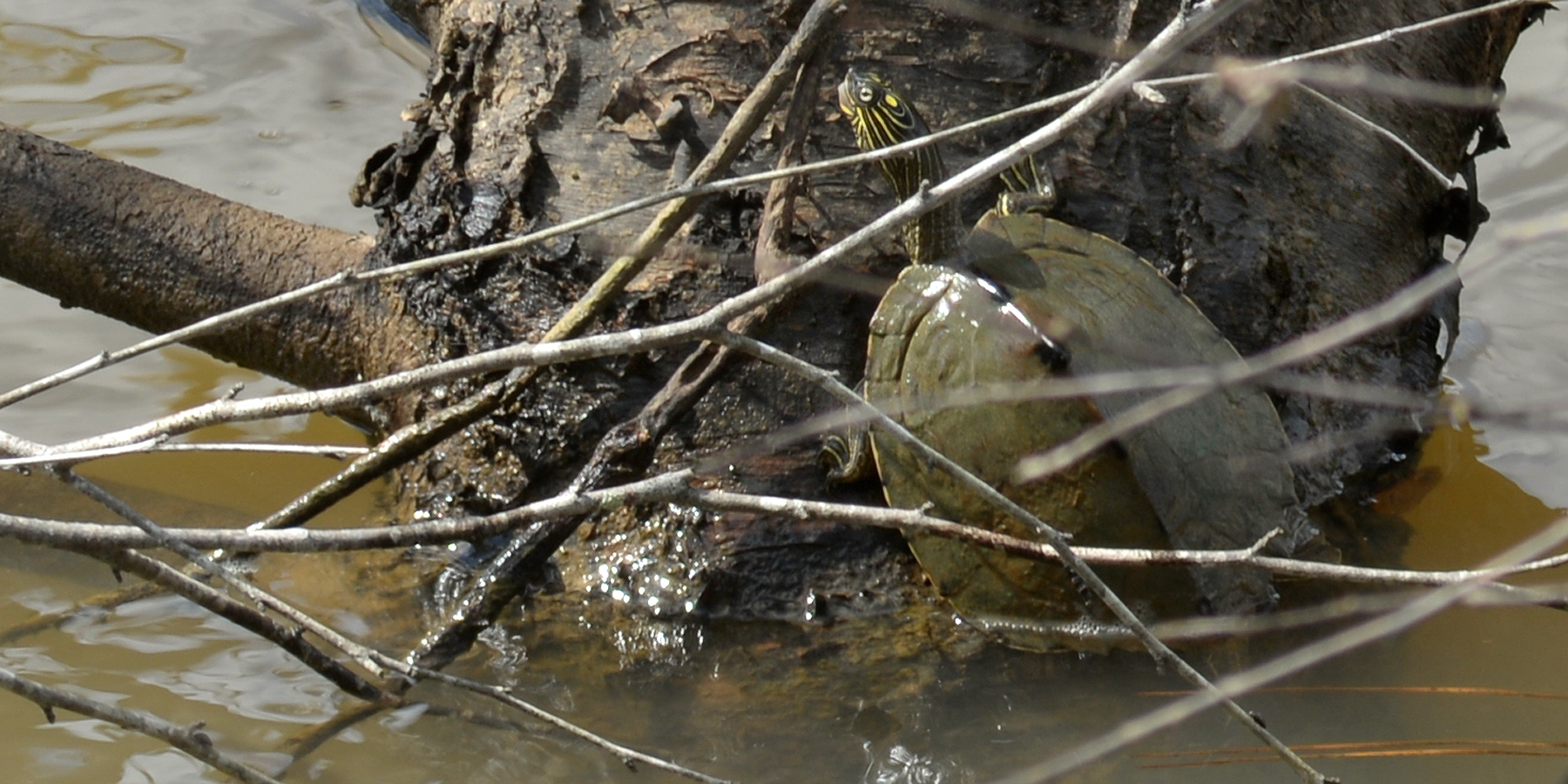
Сабінська горбата черепаха (Graptemys ouachitensis sabinensis)
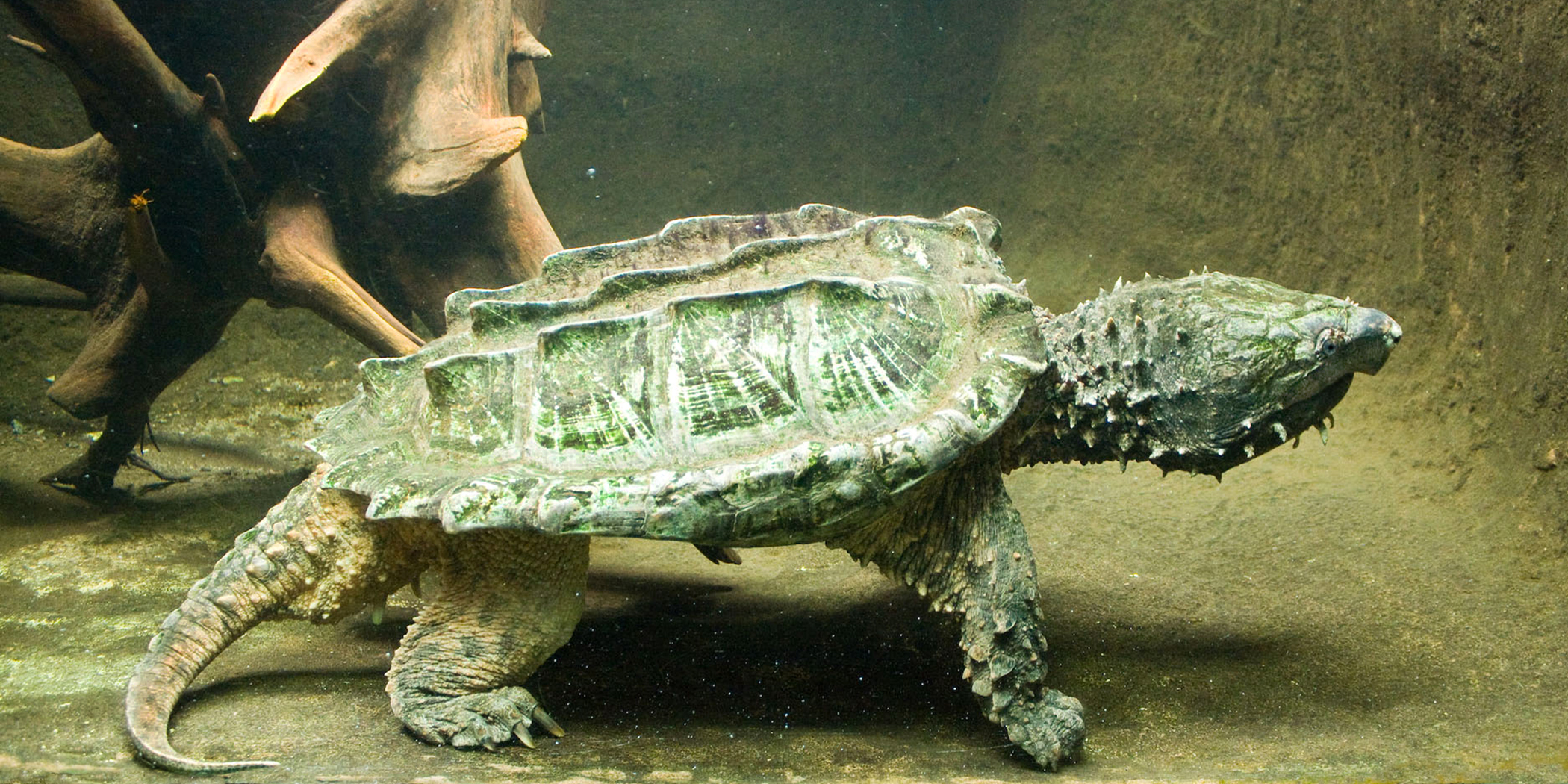
Грифова черепаха (Macrochelys temminckii),
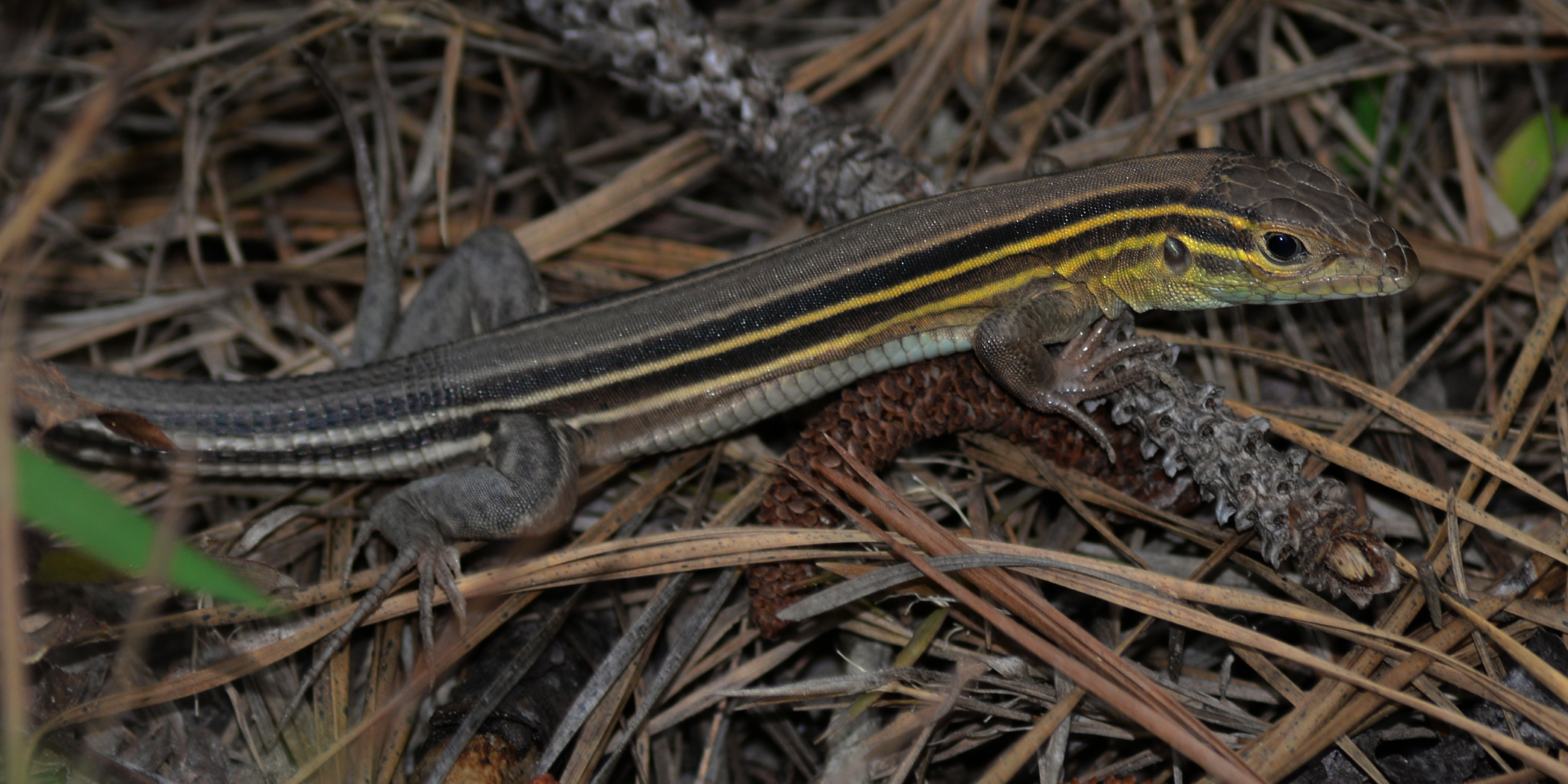
Шестисмугий батогохвіст (Aspidoscelis sexlineatus),
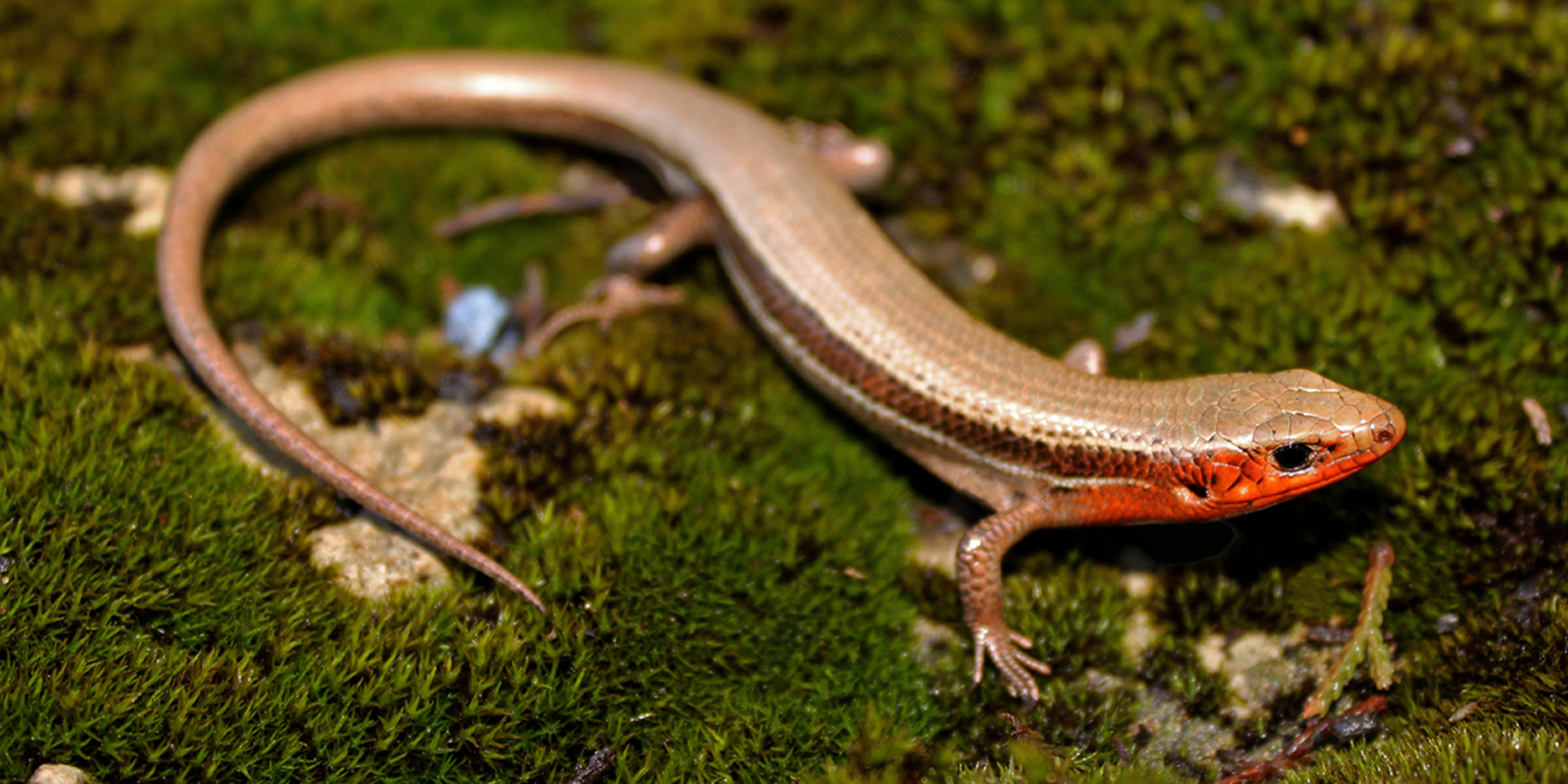
Вугільний сцинк (Plestiodon anthracinus)
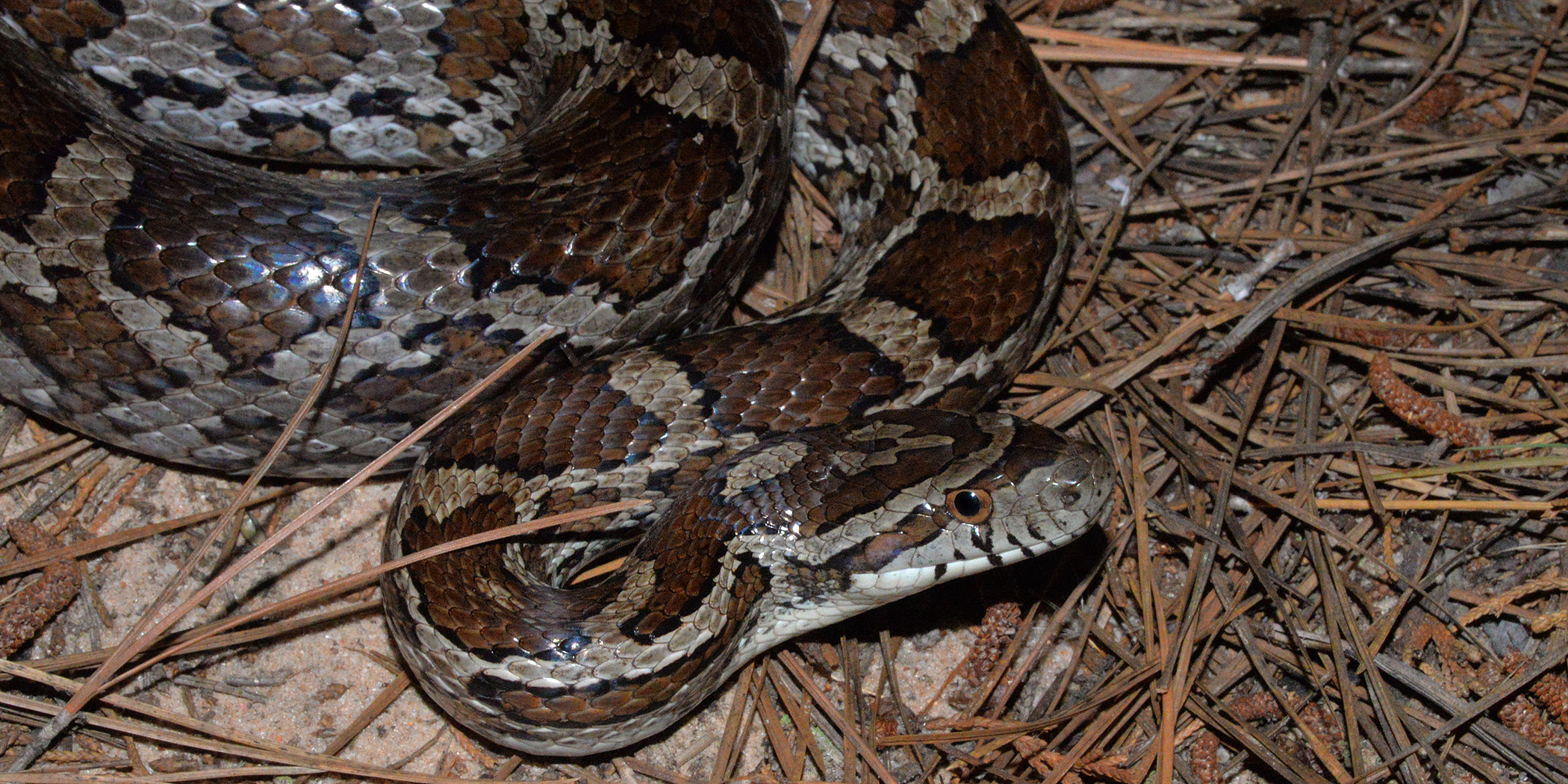
Кукурудзяна змія Словінського (Pantherophis slowinskii).
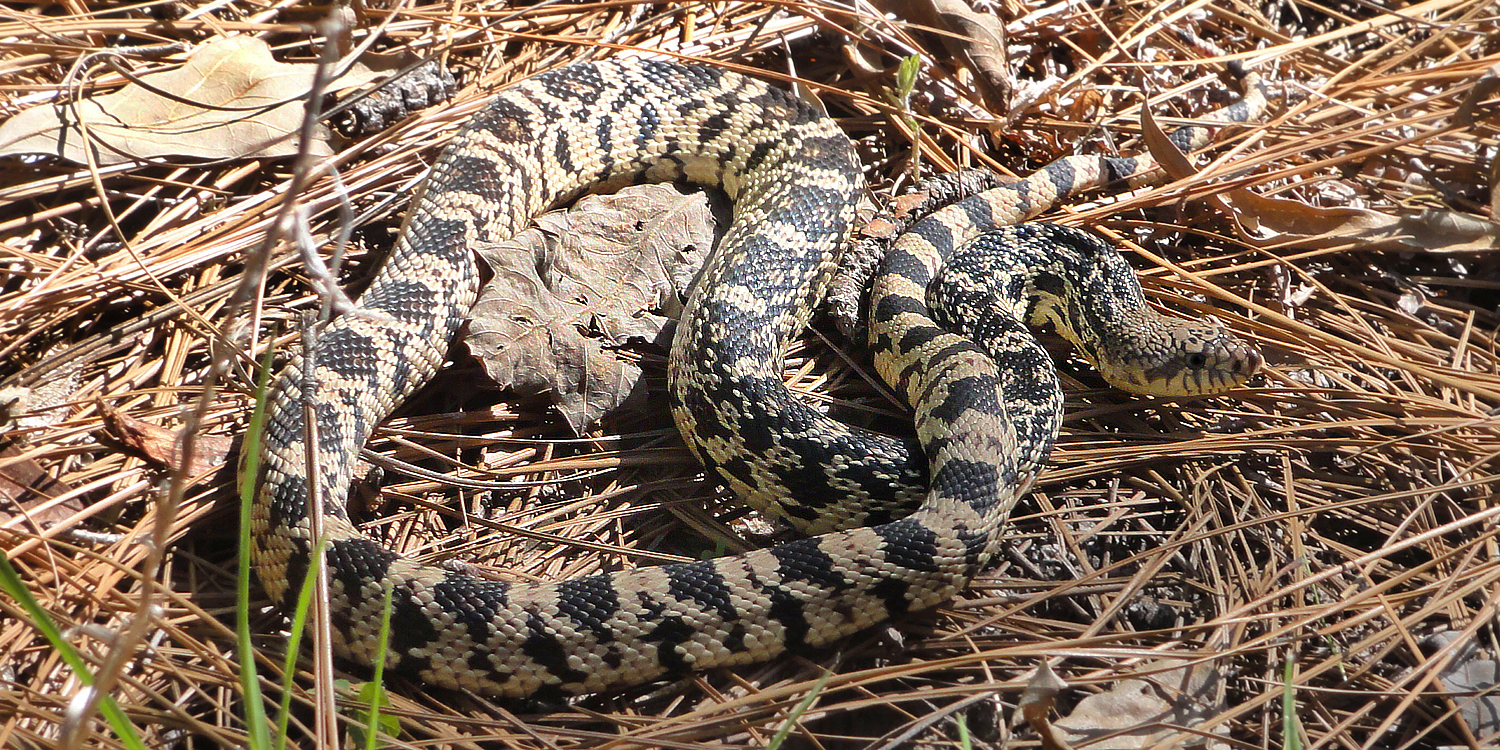
Луїзіанська соснова змія (Pituophis ruthveni)

### Земноводні
У регіоні Пайні-Вудс мешкає більше десяти видів саламандр, зокрема ендемічні луїзіанські слизькі саламандри (Plethodon kisatchie), поширені на півночі Луїзіани і в прилеглих районах на півдні Арканзасу. Деякі місцеві саламандри, зокрема трипалі амфіуми (Amphiuma tridactylum) завдовжки 45-75 см, західні протеї (Necturus beyeri), луїзіанські протеї (Necturus maculosus louisianensis) та середні сирени (Siren intermedia) ведуть повністю водний спосіб життя, інші, зокрема американські плямисті саламандри (Ambystoma maculatum), мармурові амбістоми (Ambystoma opacum), кротоподібні амбістоми (Ambystoma talpoideum), короткоголові амбістоми (Ambystoma texanum), плямисті темні саламандри (Desmognathus conanti), західні карликові саламандри (Eurycea paludicola) (Eurycea quadridigitata) та східноамериканські тритони (Notophthalmus viridescens), також зустрічаються в лісах. Серед жаб, поширених у Пайні-Вудсі, слід відзначити райку-цвіркуна Бланшара (Acris blanchardi), сіру деревну райку Копа (Dryophytes chrysoscelis), американську райку (Dryophytes cinerea), каджунську болотяну райку (Pseudacris fouquettei), райку-свистунку (Pseudacris crucifer), райку-каролінку (Gastrophryne carolinensis), лопатонога Гюнтера (Scaphiopus hurteri), американську жабу-бика (Lithobates catesbeianus), галасливу жабу (Lithobates clamitans), щучу жабу (Lithobates palustris) та південну леопардову жабу (Lithobates sphenocephalus). На півночі екорегіону зустрічаються американські ропухи (Anaxyrus americanus), а на півдні — затокові ропухи (Incilius nebulifer). В Арканзасі та Луїзіані поширені ропухи Фаулера (Anaxyrus fowleri), а на сході Техасу поряд з ними також зустрічаються ропухи Вудхауса (Anaxyrus woodhousi velatus).

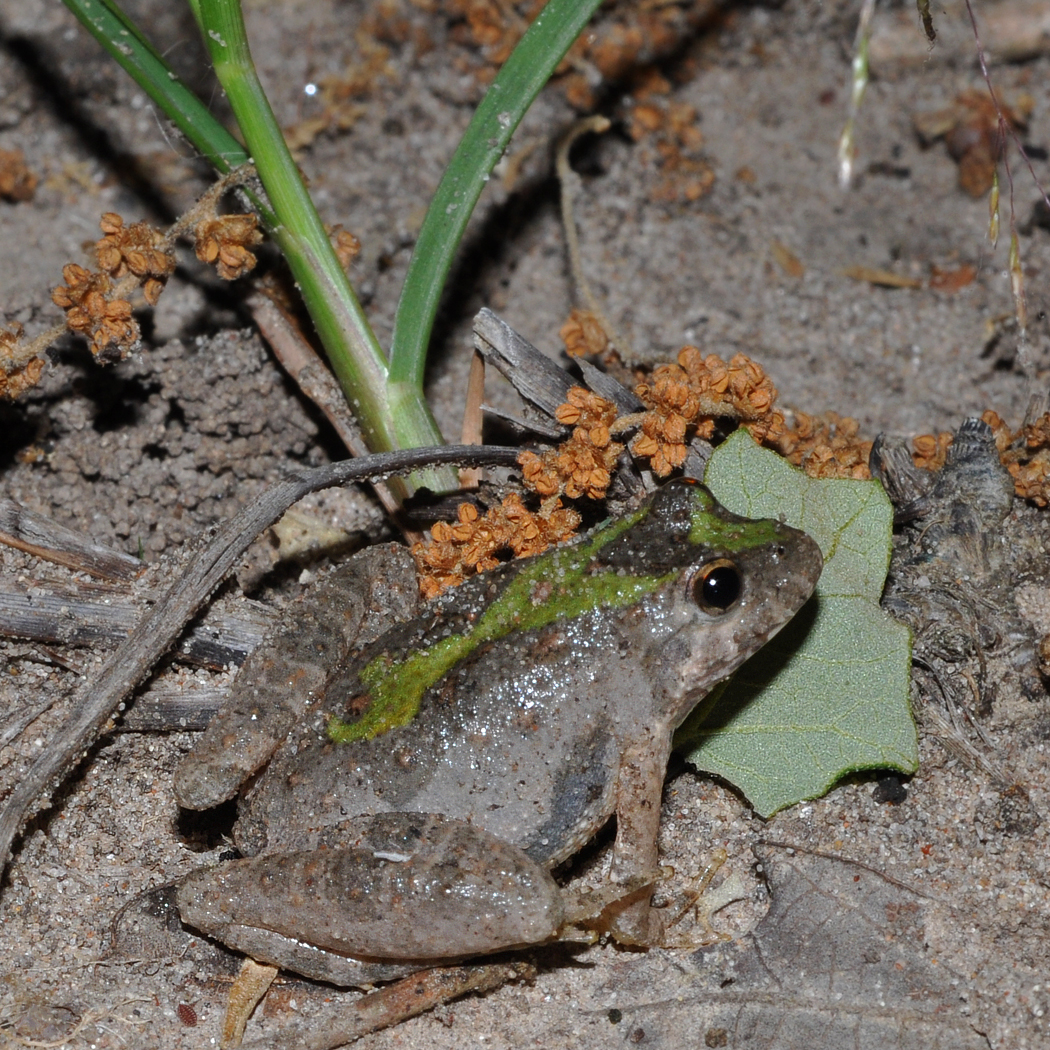
Райку-цвіркун Бланшара (Acris blanchardi)
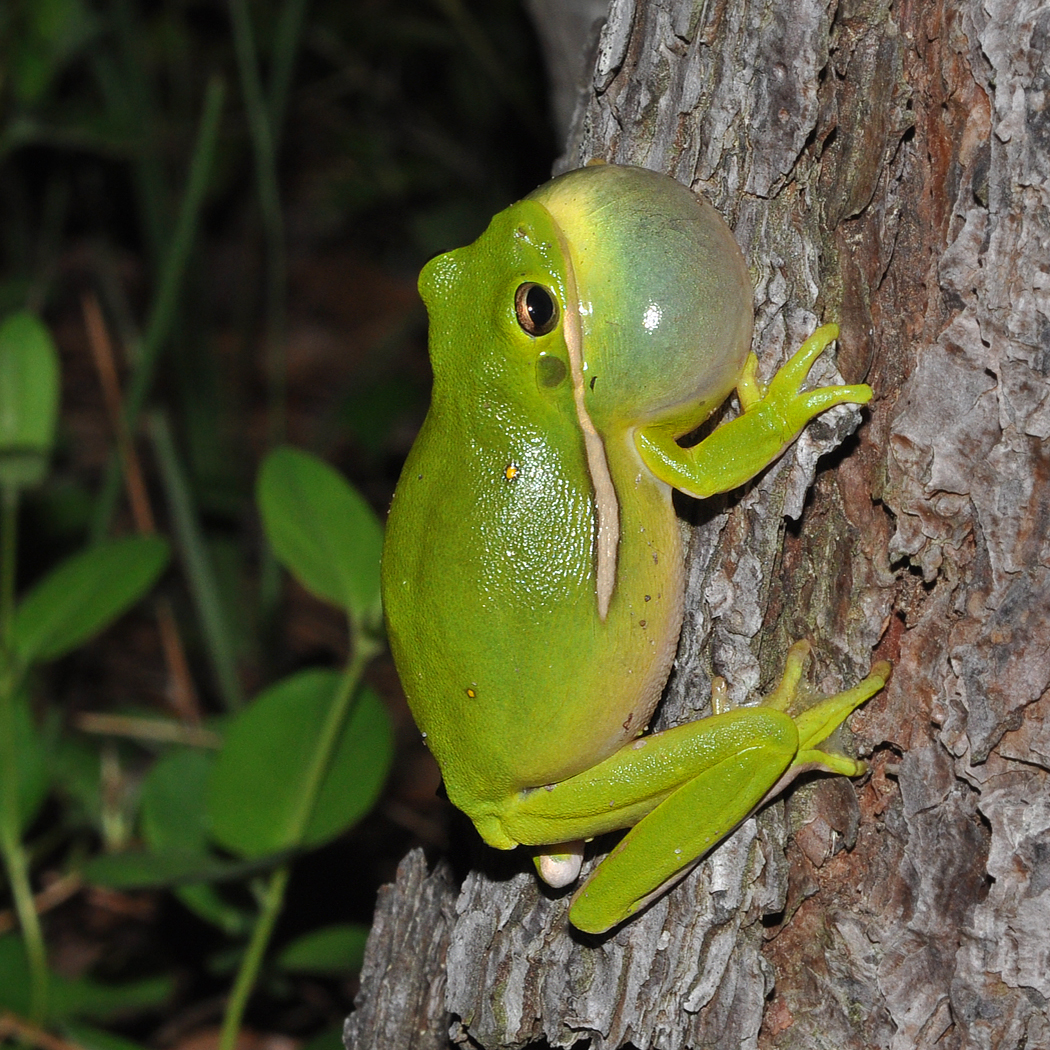
Американська райка (Dryophytes cinerea),
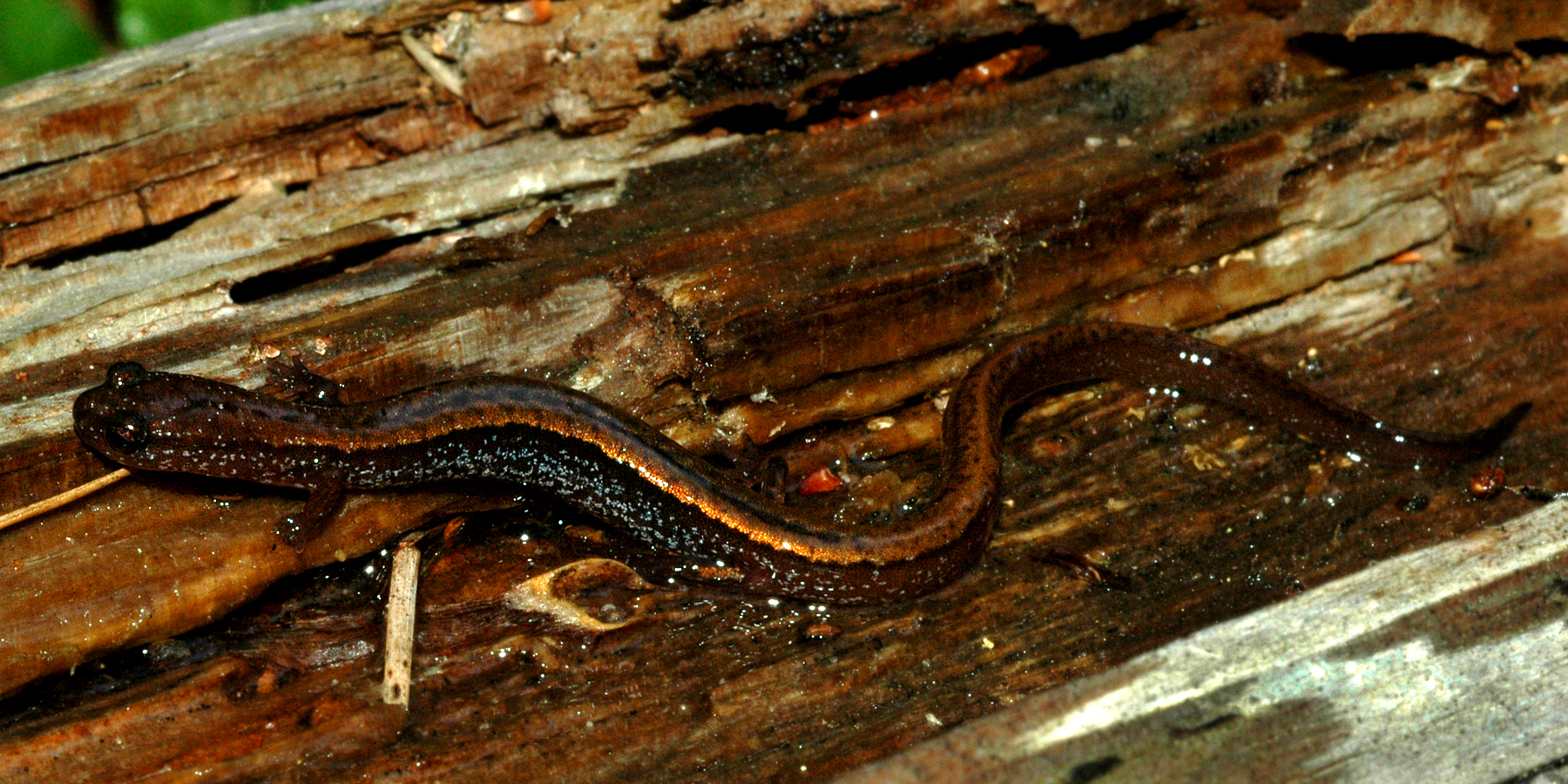
Західна карликова саламандра (Eurycea paludicola)
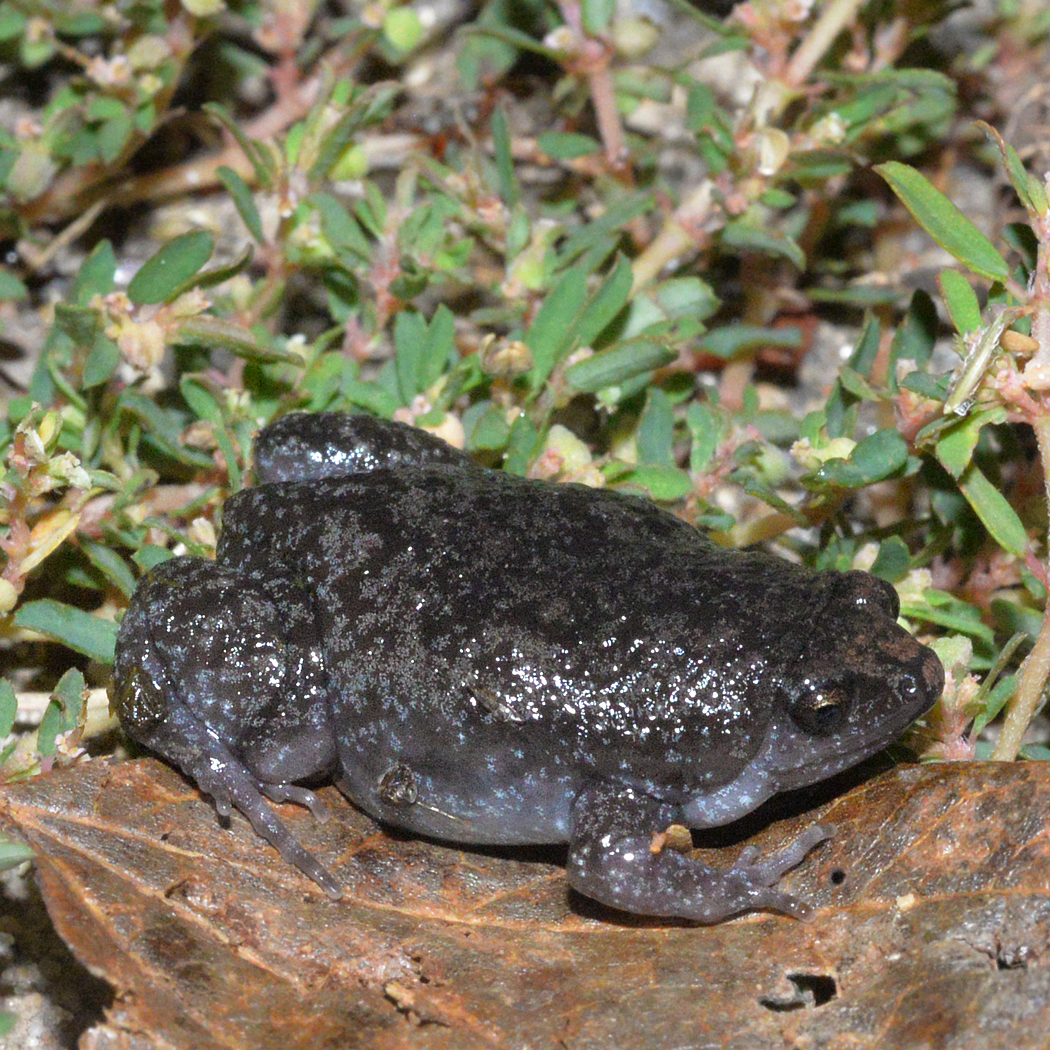
Райка-каролінка (Gastrophryne carolinensis),
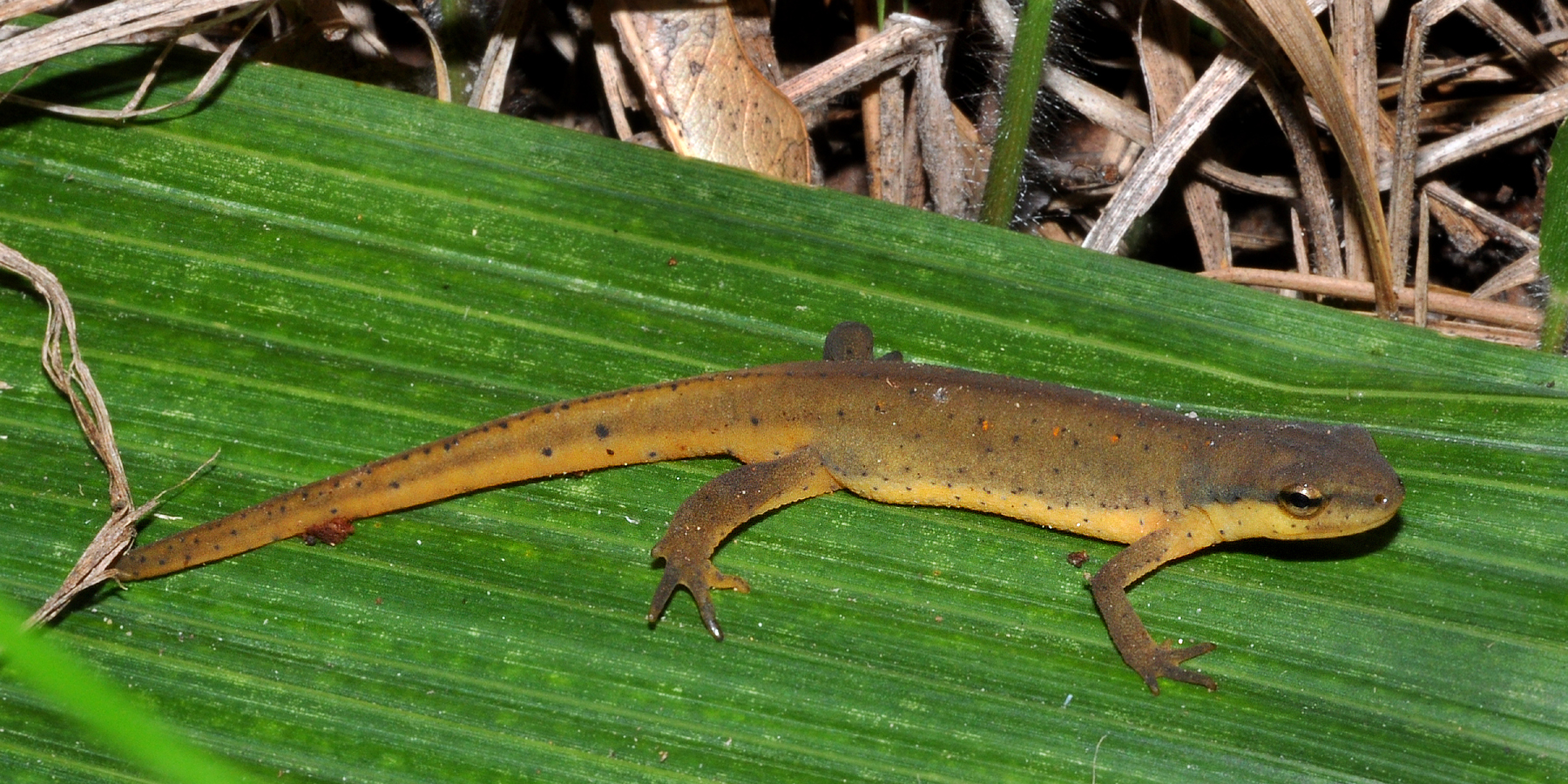
Східноамериканський тритон (Notophthalmus viridescens)
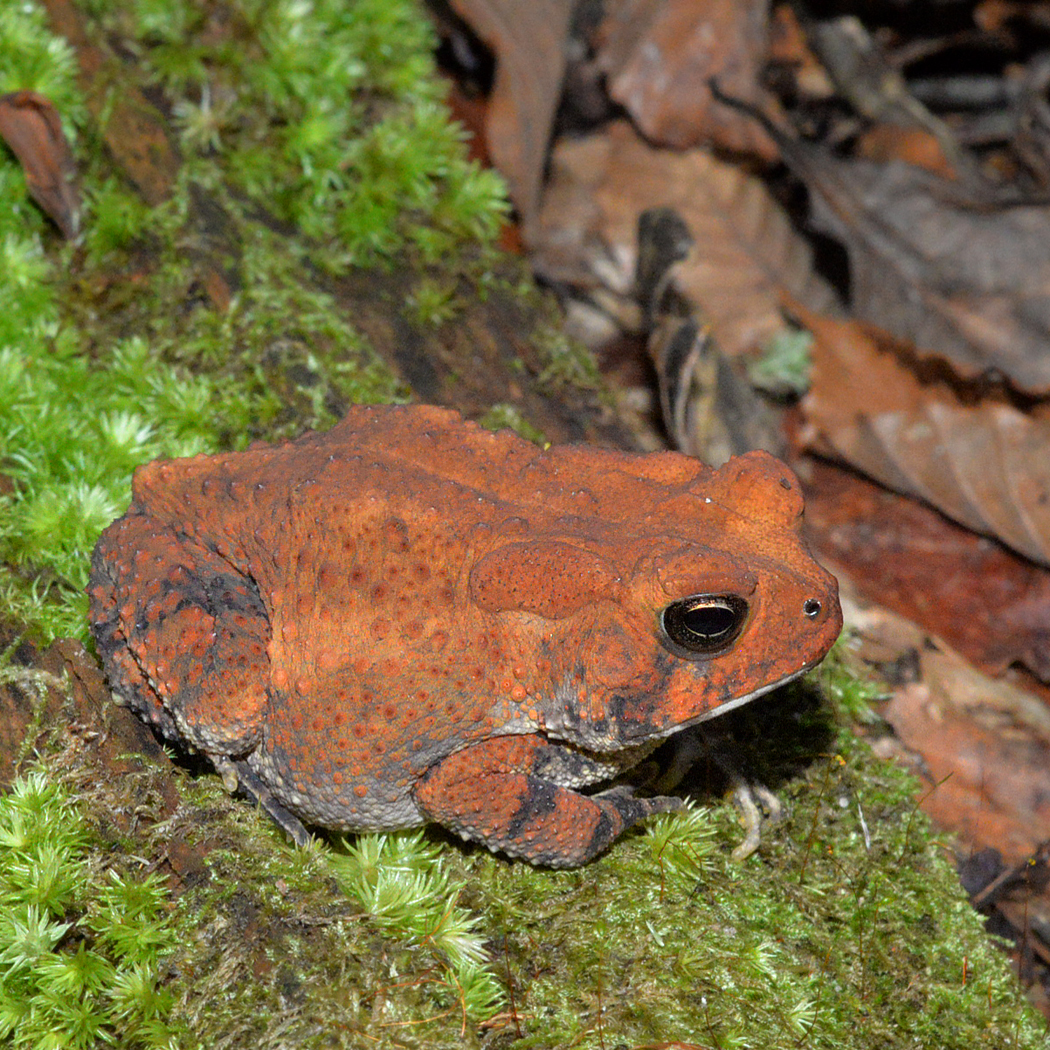
Ропуха Вудхауса (Anaxyrus woodhousi velatus)
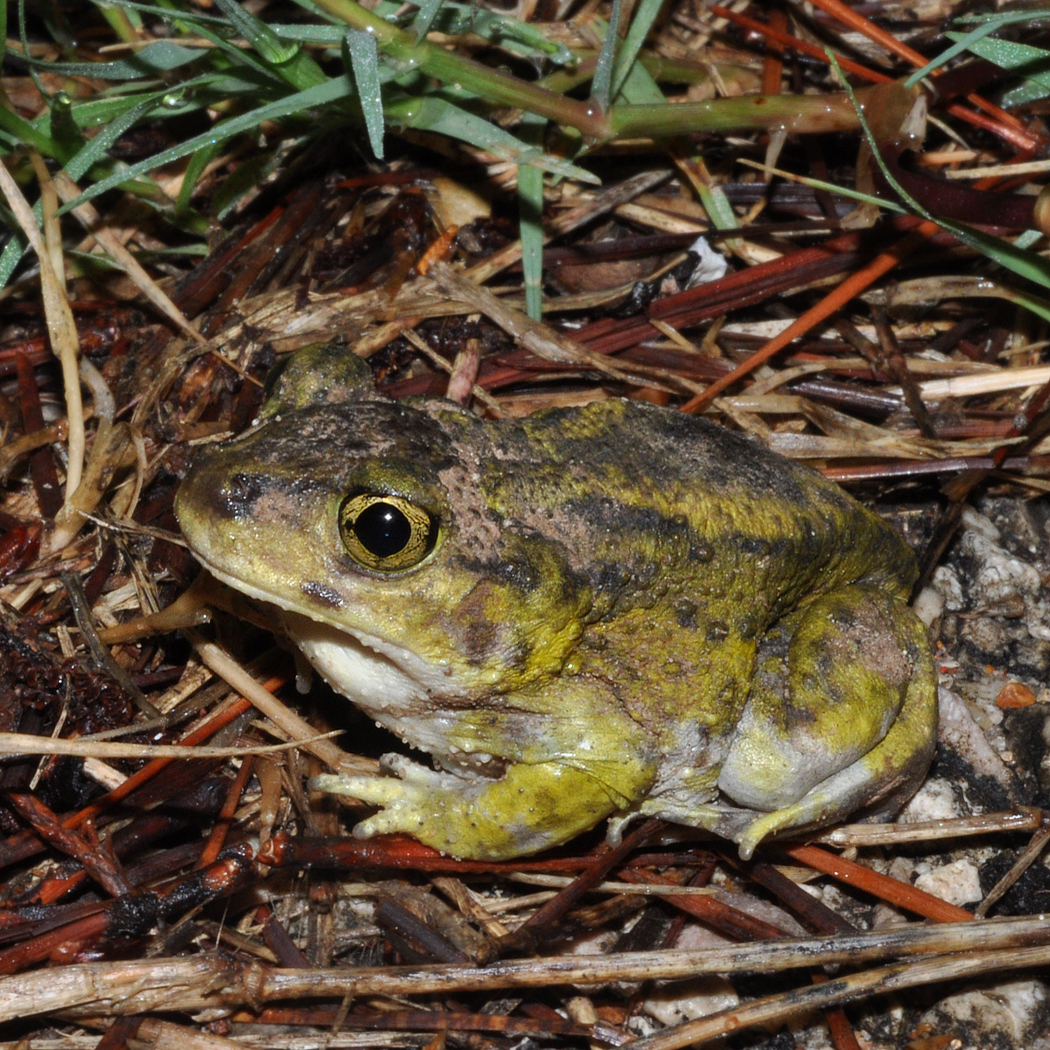
Лопатоніг Гюнтера (Scaphiopus hurteri),
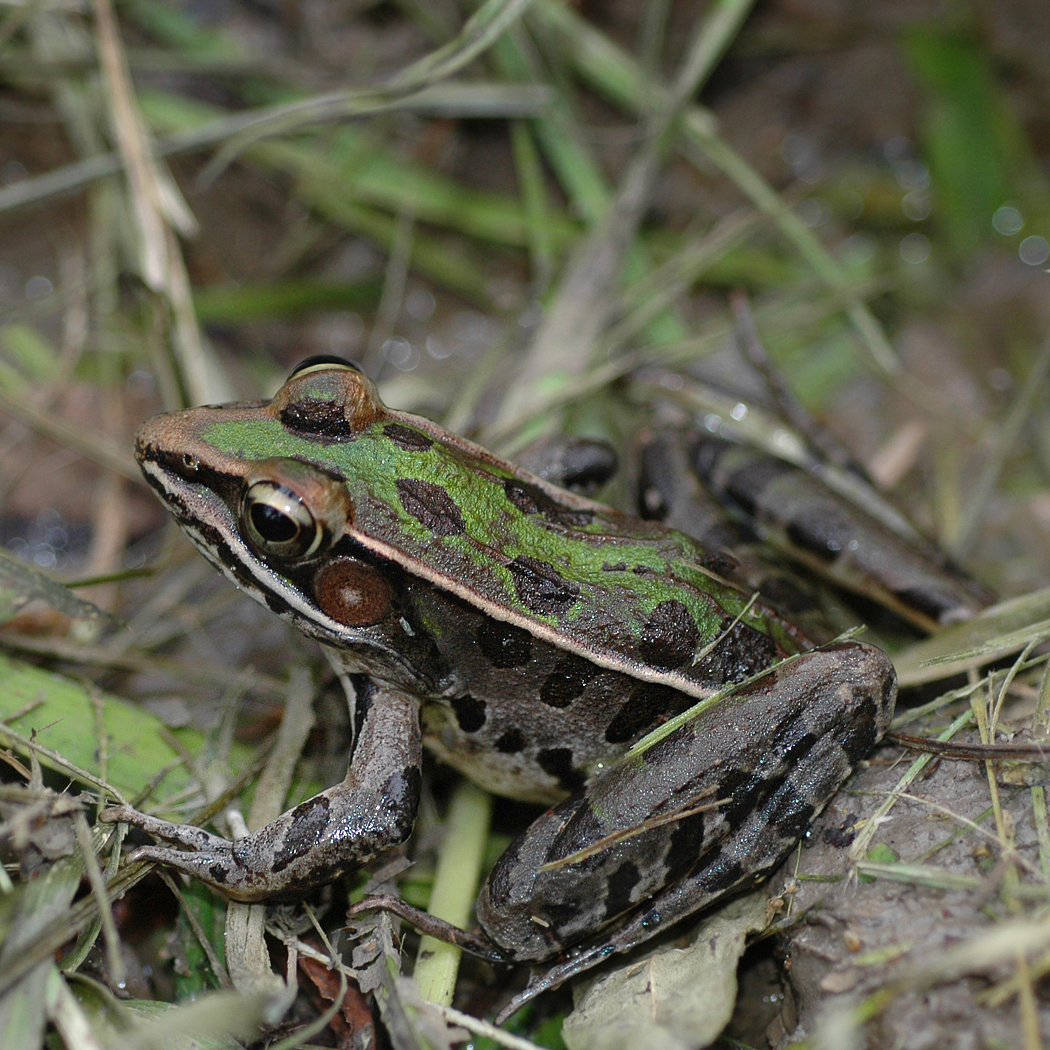
Південна леопардова жаба (Lithobates sphenocephalus).

### Риби та інші
Річки та озера Пайні-Вудсу багаті на різноманітну рибу. Тут зустрічаються каштанові міноги (Ichthyomyzon castaneus), південні струмкові міноги (Ichthyomyzon gagei), американські веслоноси (Polyodon spathula), міссісіпські панцирники (Atractosteus spatula), плямисті панцирники (Lepisosteus oculatus), амії (Amia calva) та американські щуки (Esox americanus). Деякі види, зокрема великороті окуні (Micropterus nigricans), плямисті окуні (Micropterus punctulatus), білі окуні (Morone chrysops), жовті окуні (Morone mississippiensis), чорні краппі (Pomoxis nigromaculatus), білі краппі (Pomoxis annularis), блакитні соми (Ictalurus furcatus), канальні соми (Ictalurus punctatus), жовті сомики (Ameiurus natalis), чорні сомики (Ameiurus melas), червоновухі сонячні окуні (Lepomis microlophus) та вухаті сонячні окуні (Lepomis megalotis), цінуються у рибальському спорті.
У водах регіону мешкає безліч дрібних видів риб, зокрема звичайні гамбузії (Gambusia affinis), які були інтродуковані по всьому світу, а також чорнохвості шайнери (Cyprinella venusta), бліді шайнери (Hybopsis amnis), чорноплямисті шайнери (Notropis atrocaudalis), перчені шайнери (Notropis perpallidus), сабінські шайнери (Notropis sabinae), трав'яні шайнери (Notropis texanus), чорнохвості рудоконики (Moxostoma poecilurum), плямисті медтомики (Noturus nocturnus), бурі медтомики (Noturus phaeus), західні зірчасті фундули (Fundulus blairae), золотисті фундули (Fundulus chrysotus), чорноплямисті фундули (Fundulus olivaceus), бентамові сонячні окуні (Lepomis symmetricus), лускаті піщані дартери (Ammocrypta vivax), червоноплямисті дартери (Etheostoma artesiae), мулові дартери (Etheostoma asprigene), дартери-арлекіни (Etheostoma histrio) та золотосмугі дартери (Etheostoma parvipinne). Ендеміками екорегіону є синьоголові шайнери (Pteronotropis hubbsi) та креольські дартери (Etheostoma collettei).
Ендеміками екорегіону також є представники інших груп тварин. У байю на півдні Арканзасу живуть ендемічні бодкауські раки (Bouchardina robisoni) та тонкоп'ястні риючі раки (Fallicambarus petilicarpus), а в Техасі та Луїзіані — ендемічні бабки техаські зеленотілки (Somatochlora margarita) та сарраценійські кордулегастери (Cordulegaster sarracenia).

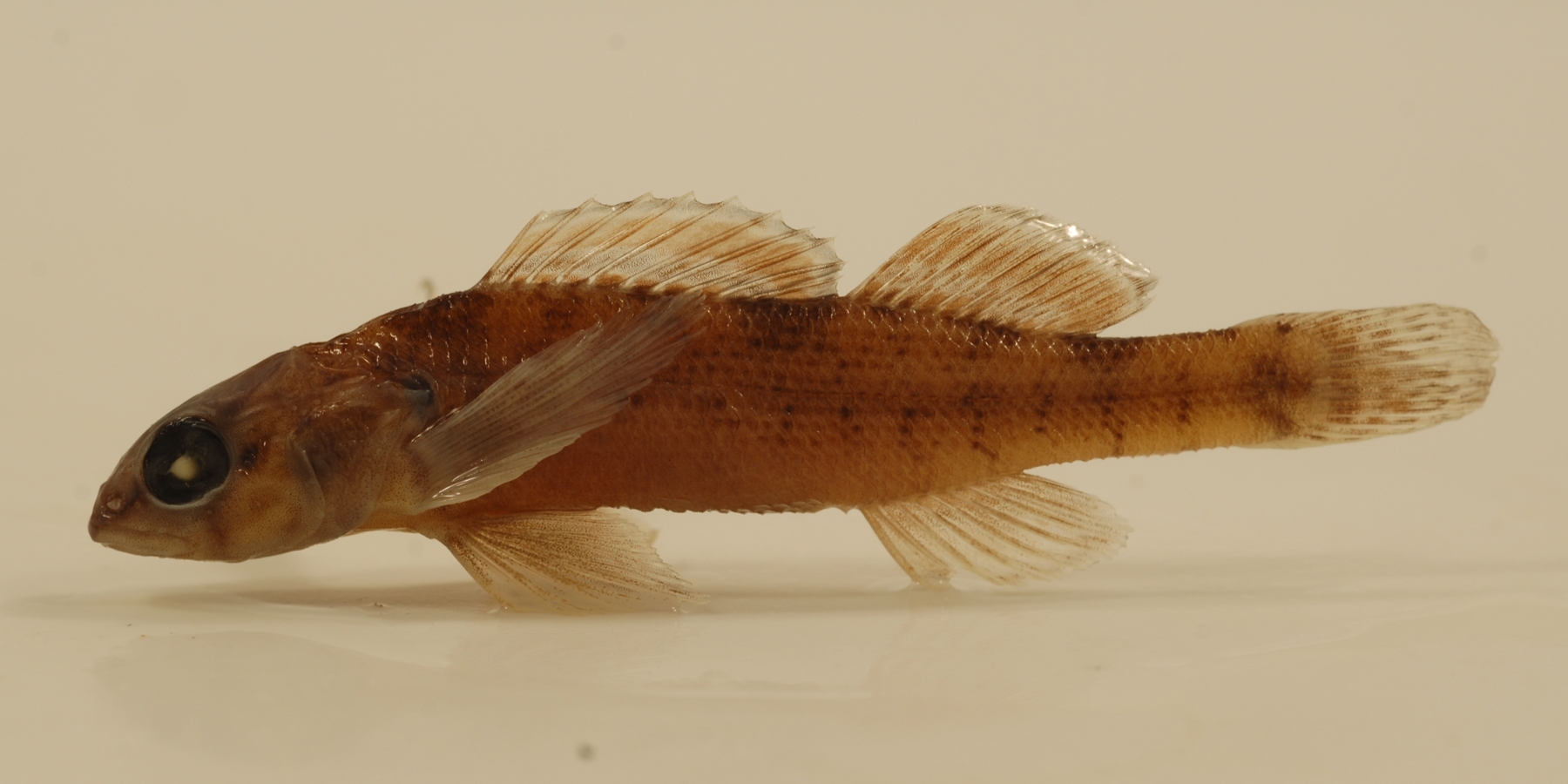
КреольськИй дартер (Etheostoma collettei)
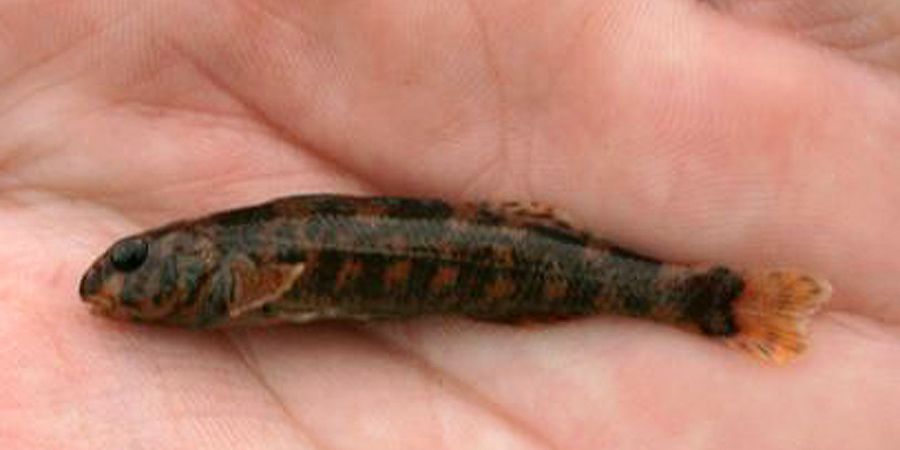
Дартер-арлекін (Etheostoma histrio)
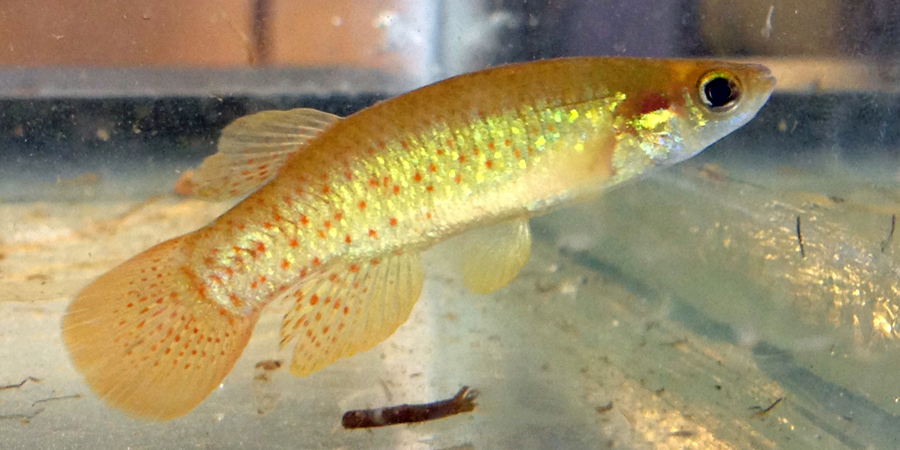
Золотисті фундула (Fundulus chrysotus),
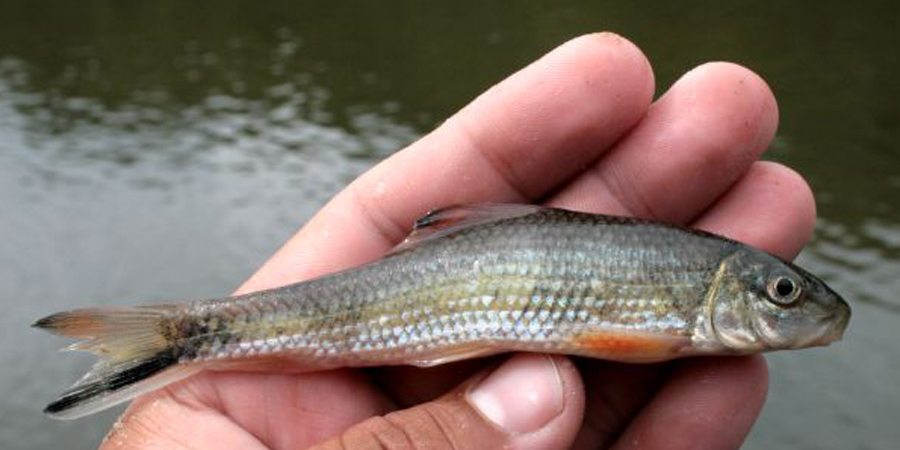
Чорнохвостий рудоконик (Moxostoma poecilurum)
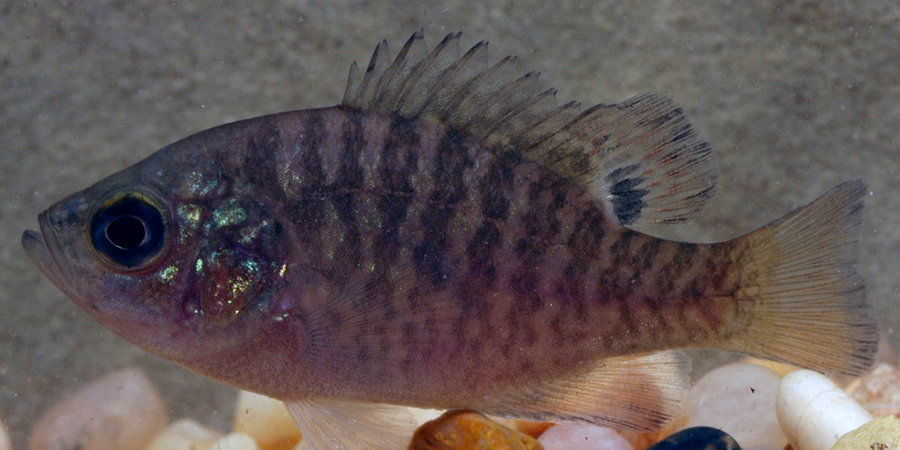
Бентамовий сонячний окунь (Lepomis symmetricus)
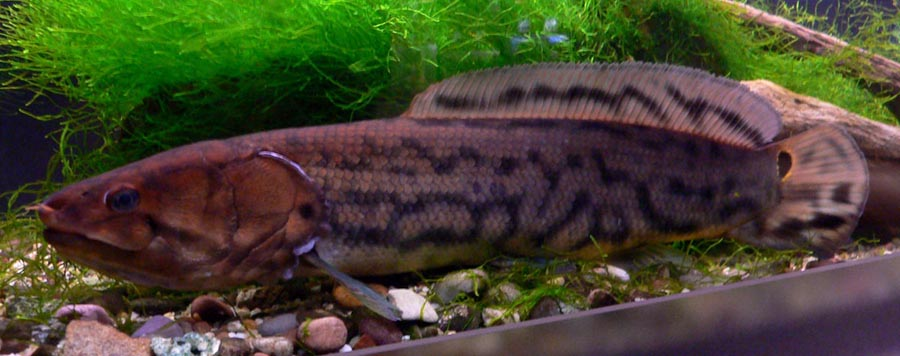
Амія (Amia calva)
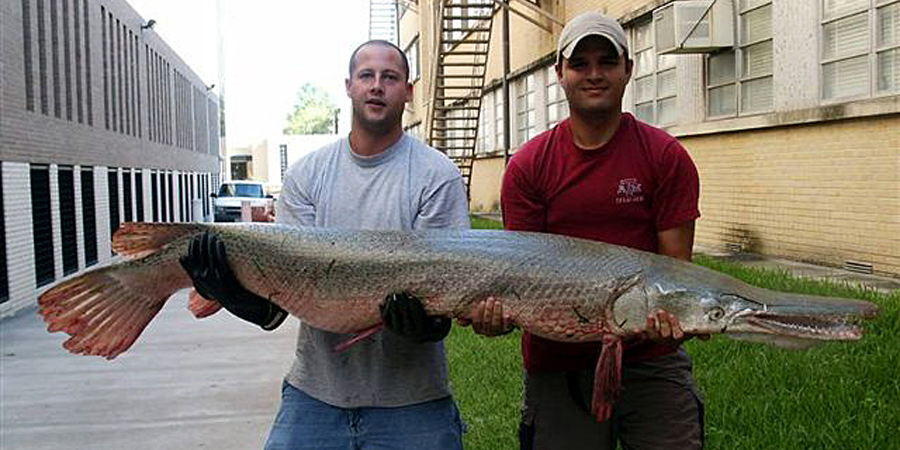
Міссісіпський панцирники (Atractosteus spatula)

## Екорегіони IV рівня
У схемі екорегіонів Агенції з охорони довкілля США регіон Пайні-Вудс відомий як екорегіон III рівня «Рівнини півдня Центральних США». У межах екорегіону рівнин півдня Центральних США виділяють вісім екорегіонів рівня IV: третинні височини, заплави та низькі тераси, плейстоценові річкові тераси, крейдові розчленовані височини, південні третинні височини, південні низовини, заплави Червоної річки та прерії Блекленду.

Мапа екорегіонів IV рівня

### Третинні височини (35a)

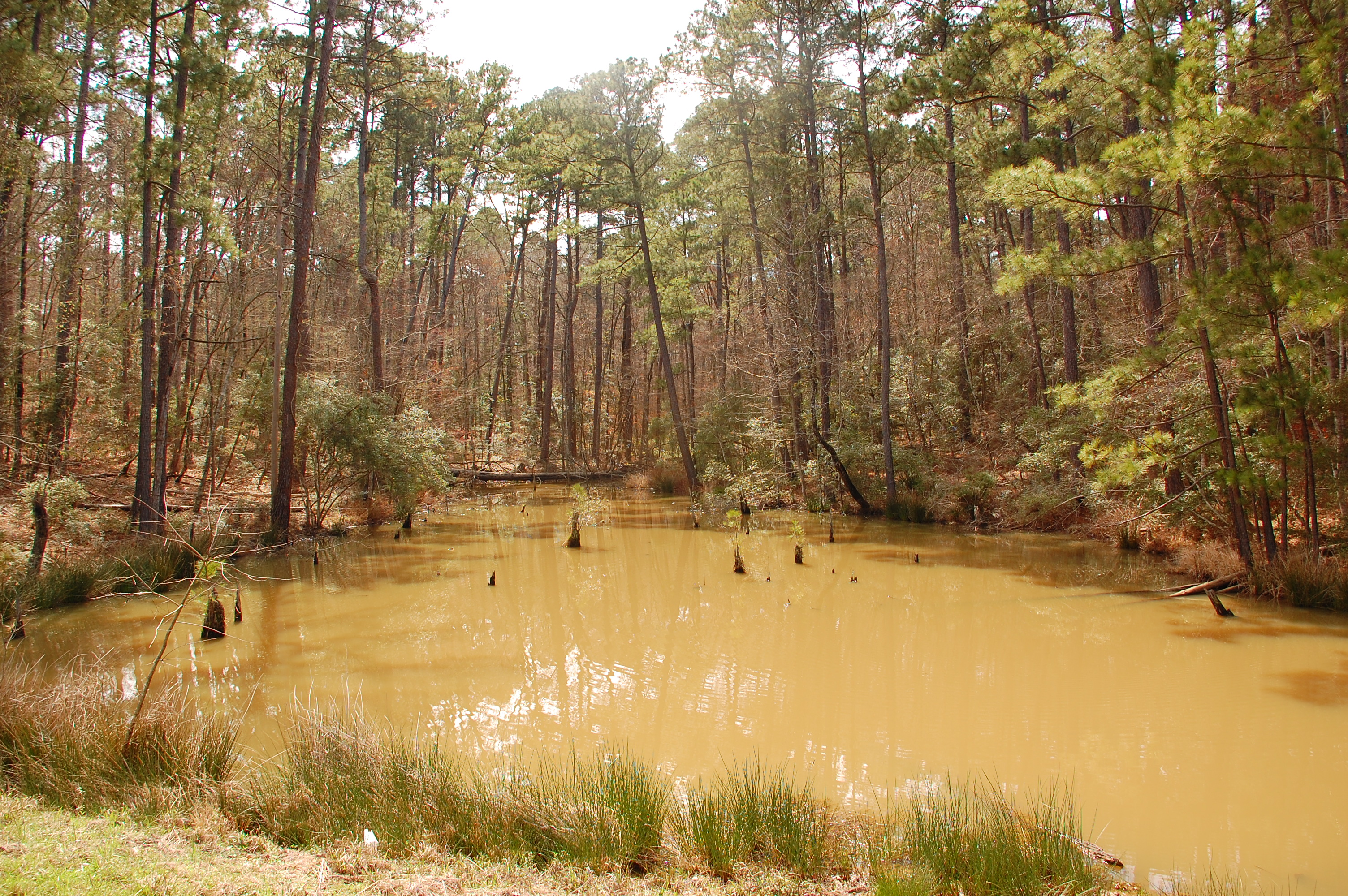
Ставок у Національному лісі Національний ліс Себін, на території Третинних височин (35a)

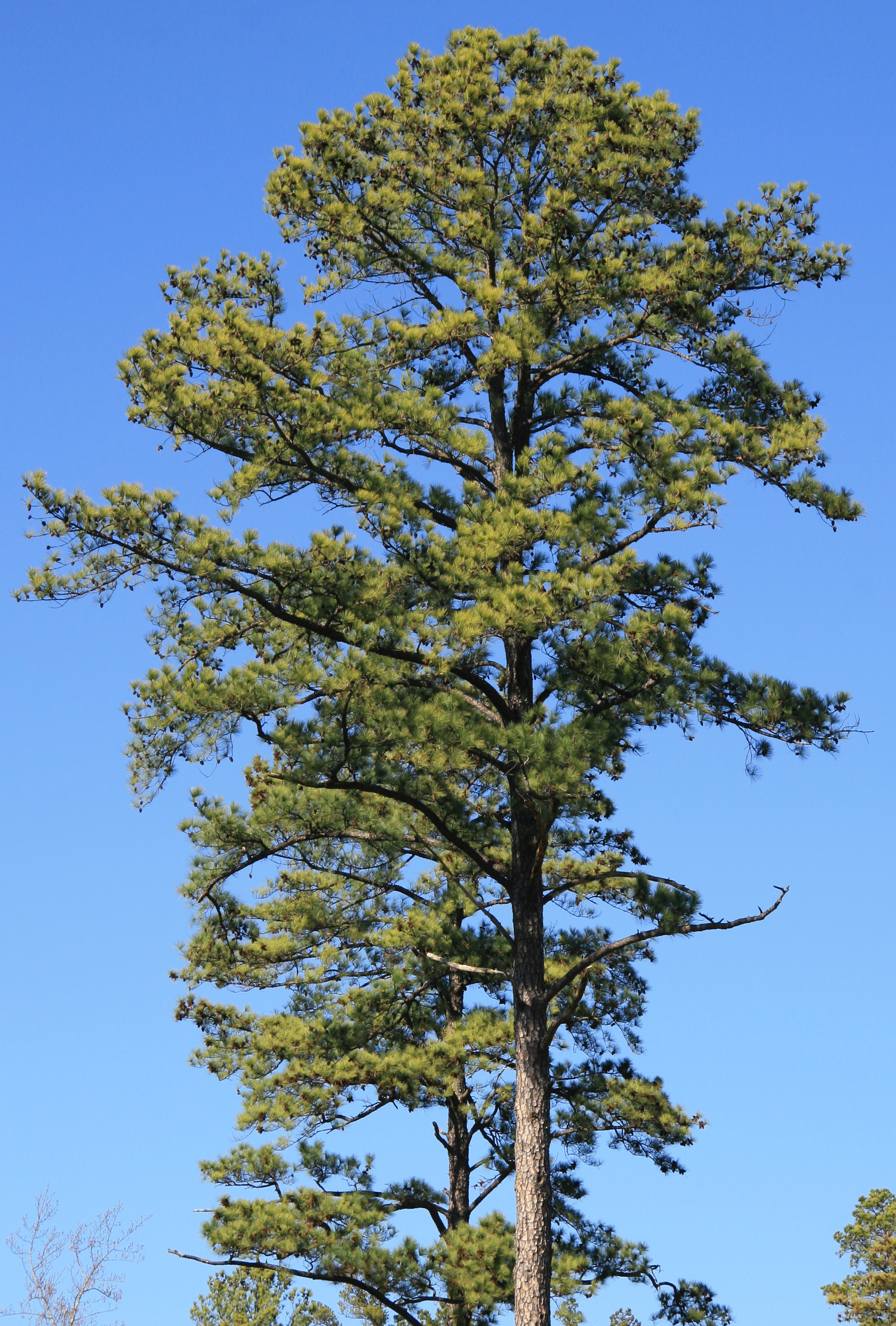
Ладанна сосна (Pinus taeda)

Значні території на сході Техасу, півдні Арканзасу та півночі Луїзіани займають пологі, горбисті третинні височини. Раніше на них переважали дубово-гікорієво-соснові ліси, однак наразі більшість з них замінені комерційними сосновими насадженнями.
Основу височин 35а складають слабоконсолідовані третинні піски, мул та гравій. Тут відсутні крейдові або вапнякові породи розчленованих височин (35d) та потужні шари алювіальних відкладів, поширені в екорегіонах 35b, 35g та 73 (у Міссісіпській низовині). На сході Техасу та у Луїзіані третинні відклади переважно представлені еоценовими глинами, мулами та пісками, з деякими палеоценовими відкладами на заході. Ґрунти регіону представлені суглинками, добре дренованими червоноземами або помірно дренованими сірими лісовими ґрунтами, як правило, з піщаною та суглинистою текстурою поверхні.
Ландшафт третинних височин розчленований численними невеликими струмками. Вода в них, як правило, забарвлена органічними речовинами, які знижують її прозорість та збільшують загальний рівень органічного вуглецю та біохімічний рівень потреби в кисні. Більшість струмків мають піщаний субстрат. Багато з них не течуть влітку або на початку осені. Проте серед піщаних пагорбів трапляються джерела та постійні потоки. Загальна кількість розчинених твердих речовин та завислих часток, значення лужності та твердості води у цих струмках нижчі, ніж в інших частинах рівнин півдня Центральних США. Якість води в лісових струмках краща, ніж у струмках, що течуть полями. Видобуток нафти знизив якість водотоків на півдні регіону.
Природний рослинний покрив третинних височин представлений лісами, у яких домінують короткохвойні сосни (Pinus echinata), ладанні сосни (Pinus taeda), південні червоні дуби (Quercus falcata), зірчасті дуби (Quercus stellata), чорні дуби (Quercus velutina), білі дуби (Quercus alba), різні види гікорі (Carya spp.) та американські амброві дерева (Liquidambar styraciflua). В підліску цих лісів поширені американські гарноплідники (Callicarpa americana) та чагарники сумаха (Rhus spp.), сарсапарелі (Smilax spp.) і глоду (Crataegus spp.). У більш піщаних районах в лісах частіше зустрічаються сиві дуби (Quercus incana), зірчасті дуби (Quercus stellata) та низькорослі сосни, а на піщаних пагорбах — розрізнені, невисокі рідколісся. В регіоні поширені середні та високі трав'янисті рослини, такі як пониклий сорговник (Sorghastrum nutans), мітлистий бородачник (Schizachyrium scoparium), пласкоколосники (Chasmanthium spp.) та просо (Panicum spp.).
В регіоні переважає лісова промисловість, випас худоби, птахівництво та нафтогазова промисловість. Тут розташовані такі поселення, як Літл-Рок, Ель-Дорадо і Тексаркана в Арканзасі, Растон в Луїзіані та Лонгв'ю, Тайлер і Накодочес в Техасі. Природоохоронні території включають Національний природний заповідник озера Каддо, Державний ліс Пойзон-Спрінгс, більшу частину Національного лісу Себін та Себінську зону управління дикою природою.

### Заплави та низькі тераси (35b)

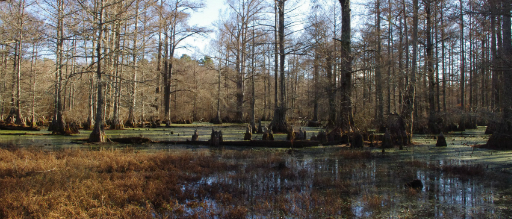
Кипарисове болото у Національний природний заповідник Малої річки в регіоні 35b

Заплави та низькі тераси екорегіону 35 b складають західну окраїну південних заплавних лісових угруповань, що простягаються вздовж Примексиканської та Приатлантичної низовин, від Техасу до Вірджинії. Основу майже пласких терас та заплав регіону 35b складають голоценові алювіальні відклади. Тут зустрічаються природні дамби, канави, стариці та меандрові гриви. Похил річок, що протікають через рівнини екорегіону менший, ніж в горах Уошито (екорегіон 36), що лежать на північ від нього. Ґрунти в заплавах представлені альфісолями, інцептісолями, вертісолями та ентісолями. Вони, як правило, погано або дуже погано дреновані, глинисті або суглинисті.
Значні частини регіону 35b часто затоплюються. Характерними для них є заболочені ліси, але також трапляються пасовища. Поля зустрічаються набагато рідше, ніж у долині Червоної річки (35g). Активні, звивисті алювіальні русла річок є динамічними системами, де ерозія та відкладення змінюють рельєф дамб, хребтів і схилів. Затоплення берегів, ґрунтові води та місцеві опади підвищують рівень води в болотах, трясовинах, старицях і западинах цього регіону.
Природний рослинний покрив заплав регіону представлений затоплюваними лісами, подібними до тих, що зустрічаються у Міссісіпській низовині) (екорегіон 73). Ці ліси відрізняються від дубово-гікорієво-соснових лісів, поширених на краще дренованих та літологічно відмінних третинних височинах (35a) та на крейдових розчленованих височинах (35d). Основу їх складають водяні дуби (Quercus nigra), верболисті дуби (Quercus phellos), американські амброві дерева (Liquidambar styraciflua), чорні тупело (Nyssa sylvatica), американські в'язи (Ulmus americana), червоні клени (Acer rubrum), південні червоні дуби (Quercus falcata), болотяні каштанові дуби (Quercus michauxii) та ладанні сосни (Pinus taeda). В підліску цих лісів ростуть падуби (Ilex spp.), виноград (Vitis spp.), східний отруйний плющ (Toxicodendron radicans), козяча бігнонія (Bignonia capreolata), сарсапарель (Smilax spp.), а також різноманітні папороті та мохи. У напівпостійно затоплених районах поширені болотяні кипариси (Taxodium distichum) та водяні тупело (Nyssa aquatica). Ці дерева часто вкриті епіфітним луїзіанським мохом (Tillandsia usneoides), а у водоймах зустрічаються плаваючі водні рослини. У вологих западинах та на окраїнах сезонно затоплюваних боліт трапляються ліроподібні дуби (Quercus lyrata), водяні гікорі (Carya aquatica), водяні планери (Planera aquatica),  американські амброві дерева (Liquidambar styraciflua), пенсильванські ясени (Fraxinus pennsylvanica) та червоні клени (Acer rubrum), а на берегах річок — чорні верби (Salix nigra), західні платани (Platanus occidentalis) та трикутнолисті тополі (Populus deltoides). Вологість та повені серйозно ускладнюють ведення сільського господарства у цьому регіоні. На деяких високих терасах можуть зустрічатися пасовища, але більшу частину регіону продовжують вкривати широколистяні ліси. У лісових господарствах практикують вибіркову або суцільну вирубку дерев, а у деяких районах — повну заміну на соснову монокультуру. Створення водосховища призвело до затоплення значних територій регіону та до зміни гідрології вниз за течією. Заплавні ліси забезпечують важливе середовище існування для різноманітних диких рослин і тварин.
У заплавах регіону розташовані такі поселення, як Бомонт в Техасі та Лейк-Чарлз в Луїзіані, однак переважно ці вузькі та вологі райони слабо розвинені. Природоохоронні території включають Національний природний заповідник Понд-Крік, Національний природний заповідник Малої річки, Національний природний заповідник Фельзенталь, Національний природний заповідник Верхньої Уошито, Зону управління дикої природи острова Себін та Національний природний заповідник річки Трініті.

### Плейстоценові річкові тераси (35c)
Основу майже пласких, погано дренованих, періодично вологих річкових терас складають плейстоценові неконсолідовані відклади. Ці широкі, пологі, не надто розчленовані тераси лежать на нижчих висотах, ніж третинні височини (35a), але вище, ніж заплави 35b та 35g. Ґрунти тут представлені добре або погано дренованими сірими лісовими ґрунтами або червоноземами або помірно дренованими, як правило, з суглинистою та піщаною текстурою поверхні. На терасах переважають ліси ладанних сосен (Pinus taeda) та дубів, пристосованих до перемінного водного режиму, а також, меншою мірою, пасовища та сіножаті.
Рослинність терас демонструє вертикальну зональність. На найнижчих, майже пласких, глинистих терасах, поширені заболочені широколистяні ліси. На вищих, більш старих і розчленованих терасах переважають соснові рідколісся та савани, прерії або мішані сосново-дубові ліси, тоді як заболочені ліси тут зустрічаються рідше. Тераси середнього рівня вкриті нанесеними вітром лесовими відкладами. Водні потоки тут, як правило, характеризуються помірною каламутністю та забарвлені органічними речовинами. Вода в цих струмках містить більше завислих часток, більш каламутна та тверда, ніж вода струмків, що течуть по третинних височинах (35a).
Найпівденніша частина регіону 35c, плейстоценова тераса, розташована поблизу Марксвілла в штаті Луїзіана, має деяку подібність ґрунтів та природної рослинності з лесовими рівнинами Лафаєтту (34j), що входять до екорегіону прибережних луків заходу Мексиканської затоки. В техаській та оклахомській частинах екорегіону тераси менш поширені: вони тут зустрічаються переважно вздовж Червоної річки, а також вздовж річки Сульфур. Рослинний покрив техаських річкових терас представлений сосново-широколистяними лісами. На заході в цих лісах переважають зірчасті дуби (Quercus stellata), дуби Шумарда (Quercus shumardii) та віргінські яловці (Juniperus virginiana). На терасах Арканзасу ладанні сосни (Pinus taeda) більш поширені, ніж короткохвойні сосни (Pinus echinata), можливо, внаслідок більшої сезонності режиму вологості. Більшість прерій, які раніше були поширені на терасах, були перетворені на сільськогосподарські угіддя.
На терасах екорегіону розташовані такі поселення, як Вайт-Голл, Пайн-Блафф, Спаркмен, Іст-Камден, Гермітаж та Ешдаун в Арканзасі, а також Бастроп та Мінден в Луїзіані. Природоохоронні території включають Державний парк Кейн-Крік, Зону управління дикою природою Севен-Девілс, Експериментальний ліс Кроссетт та Зону управління дикою природою Лафаєтт.

### Крейдові розчленовані височини (35d)

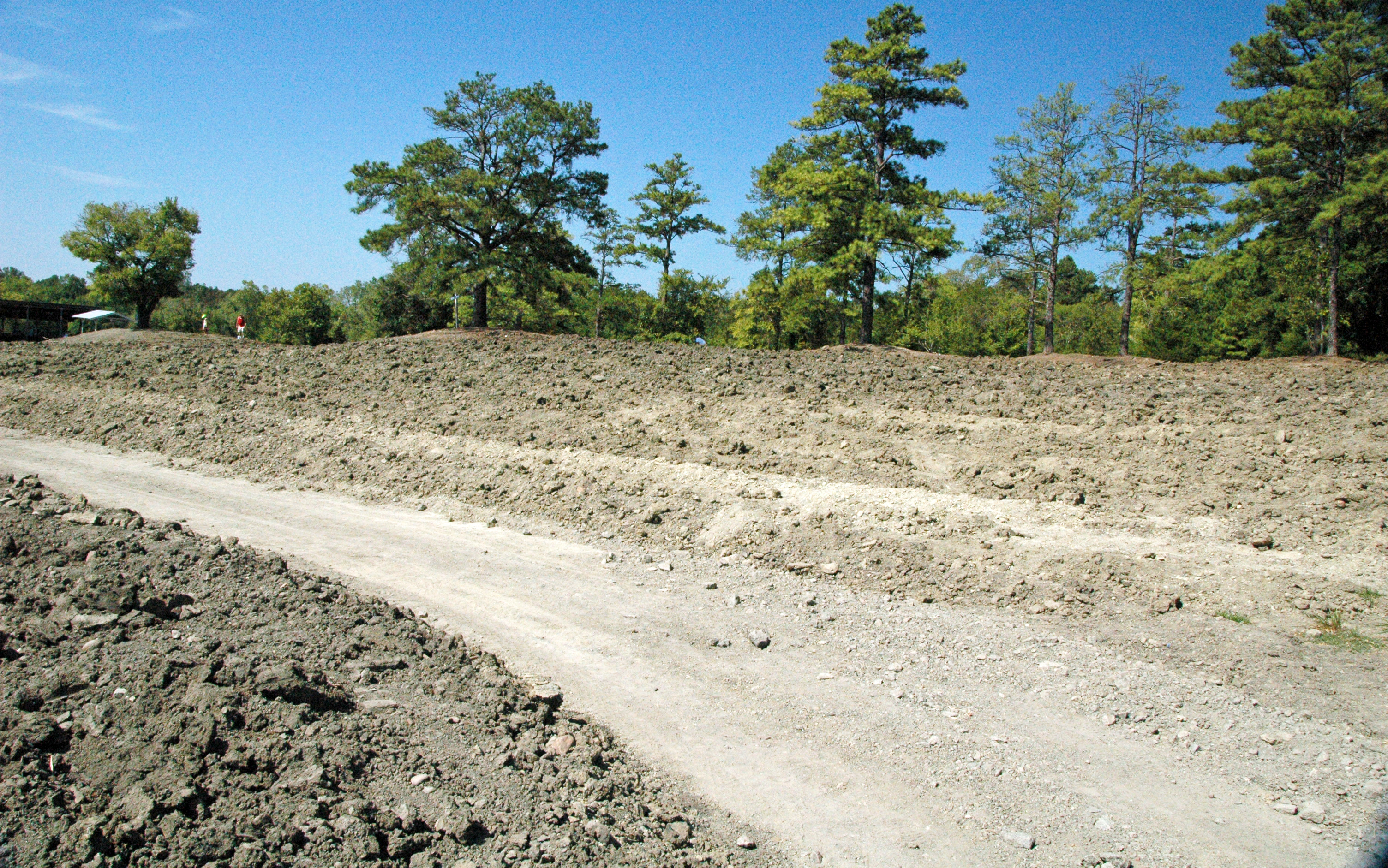
Кам'янистий ґрунт крейдових височин (35d), позаду — сосново-дубовий ліс

Дещо горбисті крейдові височини лежать на півночі екорегіону, на території Південно-Східної Оклахоми та Арканзасу. Вони характеризуються більшою щільністю дренажу, ніж інші регіони рівнин півдня Центральних США.
Рослинний покрив крейдових височин представлений дубово-гікорієво-сосновими лісами. Наразі в регіоні поширені ліси та пасовища. Якість води у водотоках, що протікають через ліси вища, ніж в струмках, що протікають через пасовища. Вода в цих струмках зазвичай містить менше розчинних твердих речовин та значно меншу кількість органічного вуглецю, ніж вода струмків, що протікають через третинні височини (35a) та плейстоценові річкові тераси (35c), хоча значення її каламутності, загальної кількості завислих часток та твердості дещо вищі. Похил річок та вплив гір Уошито тут більший, ніж в регіонах 35a або 35c.
Струмки, що лежать через вододіли Мадді-Боггі-Кріка та Блакитної річки, часто беруть початок на височині Арбакл (29g) в регіоні Кросс-Тімберс  і часто поділяють з ним спільні види. Значення лужності, твердості та провідності води залежать від місцевих джерел і зростають зі сходу на захід. Водотоки, що протікають через східну частину розчленованих крейдових височин дренують більш суворі, літологічно чіткі гори Уошито (екорегіон 36). Їх флора і фауна знаходяться під впливом цих гір і відрізняються від флори і фауни західних потоків.
На території крейдових височин розташовані такі поселення, як Аркадельфія, Гоуп і Локсбург в Арканзасі та Г'юго, Беннінгтон і Кейні в Оклахомі. Природоохоронні території включають Державний парк Алмазного кратера та деякі частини Національного лісу Уошито і Парка Боггі-Депот.

### Південні третинні височини (35e)

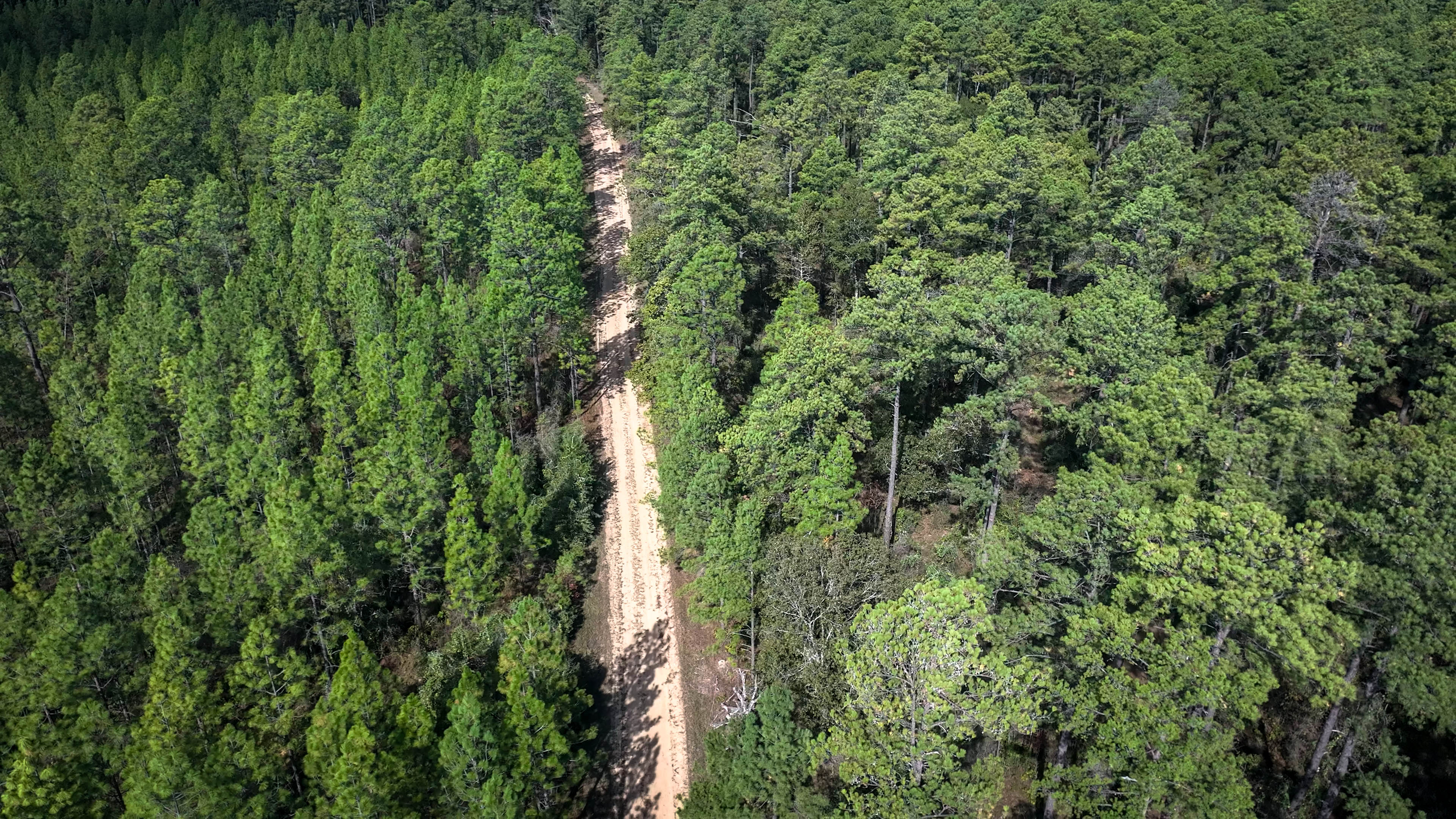
Національний ліс Кісатчі в регіоні Південних височин (35e)

Південні третинні височини поширені в Техасі та Луїзіані, на північ від південних низовин (35f). Порівняно з цими низовинами, височини мають більш горбистий та розчленований рельєф, а їх ґрунти, як правило, краще дреновані, оскільки під ними залягають більш водопроникні породи. З геологічної точки зору основу південних височин складають еоценово-пліоценові алевроліти, пісковики, вапнякові та кислі глини. Ґрунти регіону представлені червоноземами та сірими лісовими ґрунтами, що мають мулисто-суглинисту або суглинисто-піщану текстуру поверхні.
Історично на південних височинах переважали соснові рідколісся, у яких домінували довгохвойні сосни (Pinus palustris), а в підліску яких ріс високий бородачник (Andropogon gerardi). Окрім соснових рідколісь, тут зустрічаються інші типи лісів, зокрема сосново-широколистяні ліси, у яких домінують довгохвойні сосни (Pinus palustris), мішані ліси, у яких домінують ладанні сосни (Pinus taeda), та широколистяні ліси, поширені вздовж струмків. На більш мезофільних ділянках ростуть ліси великолистих буків (Fagus grandifolia) та магнолієво-букові соснові ліси, у яких зростають ладанні сосни. На вапняково-глинистих ґрунтах зустрічаються невеликі розкидані ділянки прерій, у яких зростають рідкісні трав'янисті рослини. Серед пісковикових відслонень формації Катахула зустрічаються характерні вапнякові галявини та пустища, де також зростають рідкісні види рослин. Поблизу болотяних джерел, де ґрунтові води виходять на поверхню, зустрічаються види, пристосовані до кислих заболочених умов, зокрема віргінські магнолії (Magnolia virginiana), падуби (Ilex spp.), мірики (Myrica spp.), блискучі ліонії (Lyonia lucida), болотяної азалії (Rhododendron viscosum), різноманітні рослини-хижаки та орхідеї (Orchidaceae). Ці рослини стають більш поширеними на південних низовинах (35f). Наразі на південних височинах Техасу та Луїзіани зустрічається більше соснових лісів, ніж дубово-соснових лісів чи пасовищ, які більш типові для північних третинних височин (35a). Більша частина ареалу довгохвостої сосни на захід від Міссісіпі лежить в цій частині екорегіону.
В регіоні розташовані такі поселення, як Чатем, Кларкс, Джена, Пайнвілл і Лісвілл  в Луїзіані та Джаспер, Лафкін і Конро в Техасі. Значна частина регіону входить до природоохоронних територій, зокрема до Державного парку імені Джиммі Девіса, Державного парку Великого Кипариса, Зони управління дикою природою Еслер-Філд, Національного лісу Кісатчі (включає чотири великі масиви), Державного лісу Александер, Зони управління дикою природою Форт-Джонсон-Норт, Зони управління дикою природою Клір-Крік, південної частини Національного лісу Себін, Національного лісу Анджеліна, Зони управління дикою природою Банністер, Національного лісу імені Дейві Крокетта та Національного лісу імені Сема Г'юстона.

### Південні низовини (35f)

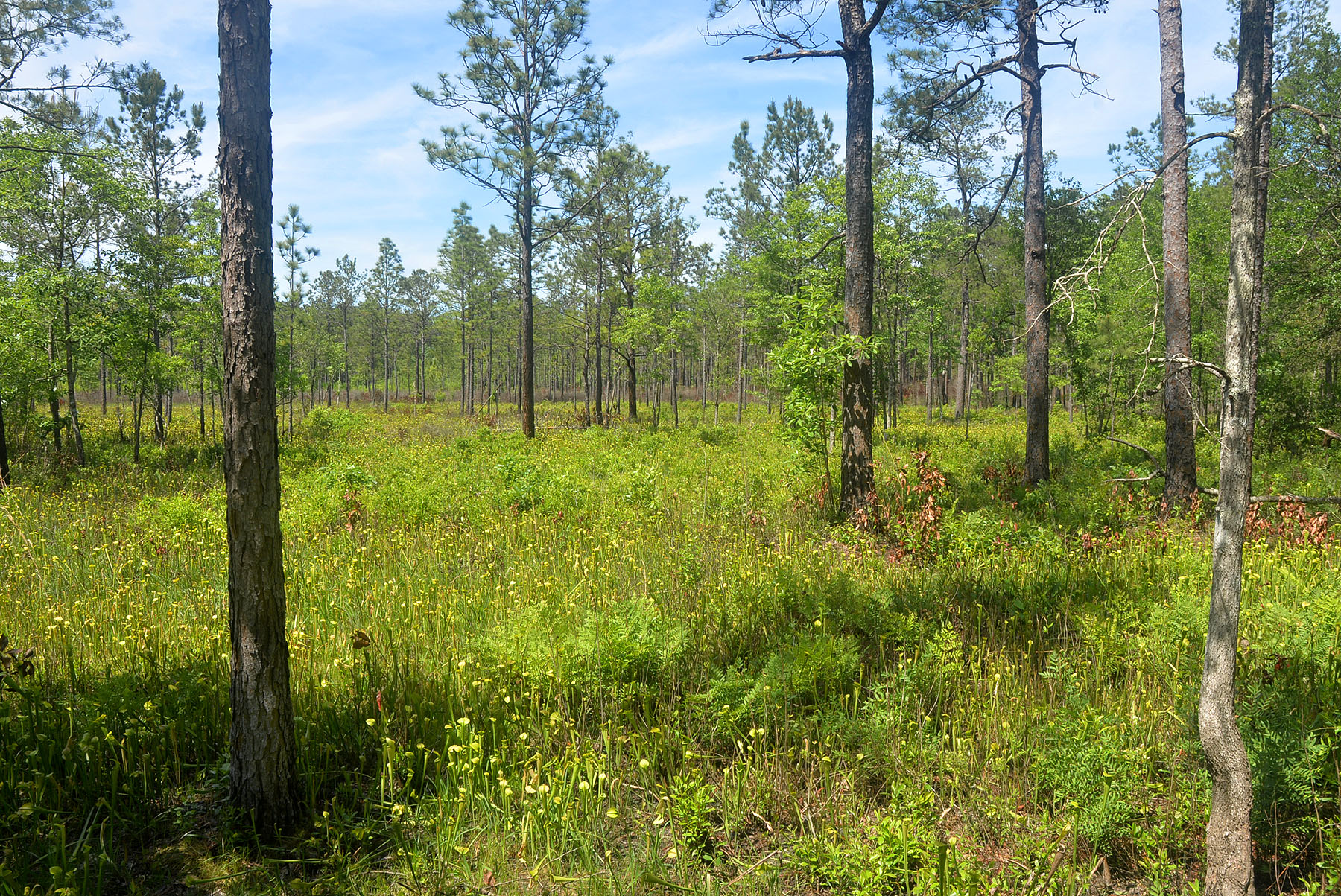
Заболочена савана у Національному заповіднику Велика хаща в регіоні 35f

Пласкі або помірно пологі південні низовини, основу яких складають плейстоценові відклади, простягаються на півдні екорегіону, на території Техасу та Луїзіани. Північний край цих низовин проходить по уступу Хоклі, який визначає межу між плейстоценовими та більш давніми пліоценово-міоценовими відкладами, поширеними північніше. Ґрунти низовин представлені погано або помірно дренованими сірими лісовими ґрунтами та червоноземами, що мають переважно мулисто-суглинисту текстуру поверхні. Вони, як правило, гірше дреновані, ніж ґрунти південних третинних височин (35e), розташованих північніше, та, як правило, менш глинисті, ніж ґрунти південних напіввологих прибережних прерій та північних вологих прибережних прерій, що входять до екорегіону прибережних луків Мексиканської затоки, розташованого південніше.
Раніше в регіоні домінували соснові савани, у яких домінували довгохвойні сосни (Pinus palustris), а також зустрічалися інші типи мішаних сосново-широколистяних лісів. Угруповання довгохвойних сосен характеризувалися високим різноманіттям трав'янистих видів, при цьому структура та склад самих лісових угруповань варіювалися від більш відкритих вологих саван до більш закритих сухих лісів. Водно-болотні угіддя, приурочені до формації Монтгомері, та прерії, приурочені до формації Бомонт, найімовірніше, були більш поширеними на низовинах, ніж на південних третинних височинах (35e) та північних третинних височинах (35a). У заболочених саванах переважали довгохвойні сосни (Pinus palustris), віргінські магнолії (Magnolia virginiana), чагарники мірики (Myrica spp.), болотяної цирілли (Cyrilla racemiflora) та падуба (Ilex spp.). У трав'яному ярусі зустрічалися різноманітні трави, осоки, а у деяких випадках також комахоїдні рослини та орхідеї. Ці заболочені савани є одним із найрідкісніших ландшафтів Техасу, і лише кілька невеликих ділянок перебувають під охороною. Інші подібні ділянки були значно змінені або заросли та стали менш різноманітними.
По рівнинах регіону розкидані невеликі пагорби. На їх стрімких схилах, на берегах річок та у інших районах, де пожежі траплялися рідше, у лісах переважають ладанні сосни (Pinus taeda), американські амброві дерева (Liquidambar styraciflua), білі дуби (Quercus alba), південні червоні дуби (Quercus falcata), верболисті дуби (Quercus phellos), чорні тупело (Nyssa sylvatica) та падуби (Ilex spp.). Незважаючи на те, що площа лісів довхохвойних сосен значно скоротилася за останні століття, вони продовжують вкривати значну частину території регіону. Буково-магнолієві ліси раніше зустрічалися у вузьких ділянках вздовж деяких струмків та на мезофільних схилах.
Південні низовини більш теплі та вологі, менш розчленовані та лежать на нижчій висоті, ніж північні третинні височини (35a) та південні третинні височини (35e). До появи в екорегіоні європейців тут частіше траплялися пожежі. Водотоки, що протікають через ці низовини, мають низький похил і повільну течію. У східній частині регіону, на межі з долиною Червоної річки (35g) більш поширені лесові відклади, ландшафт стає більш розчленованим, а в рослинності переважають мішані широколистяно-соснові ліси. Південні низовини мають тривалу історію розвитку лісової та нафтогазової промисловості і залізничного транспорту, завдяки якій в регіоні відбувалися цикли підйому та спаду розвитку та заселення.
На південних низовинах розташовані такі поселення, як Мосс-Блафф і Де-Ріддер в Луїзіані та Ламбертон, Етаскосіта, Амбел і Зе-Вудлендс в Техасі. Природоохоронні території включають Державний парк Чіко, Зону управління дикою природою Марш-Байю, Зону управління дикою природою Вест-Бей, Національний заповідник Великої хащі та Державний ліс імені Джона Генрі Кірбі.

### Заплави Червоної річки (35g)

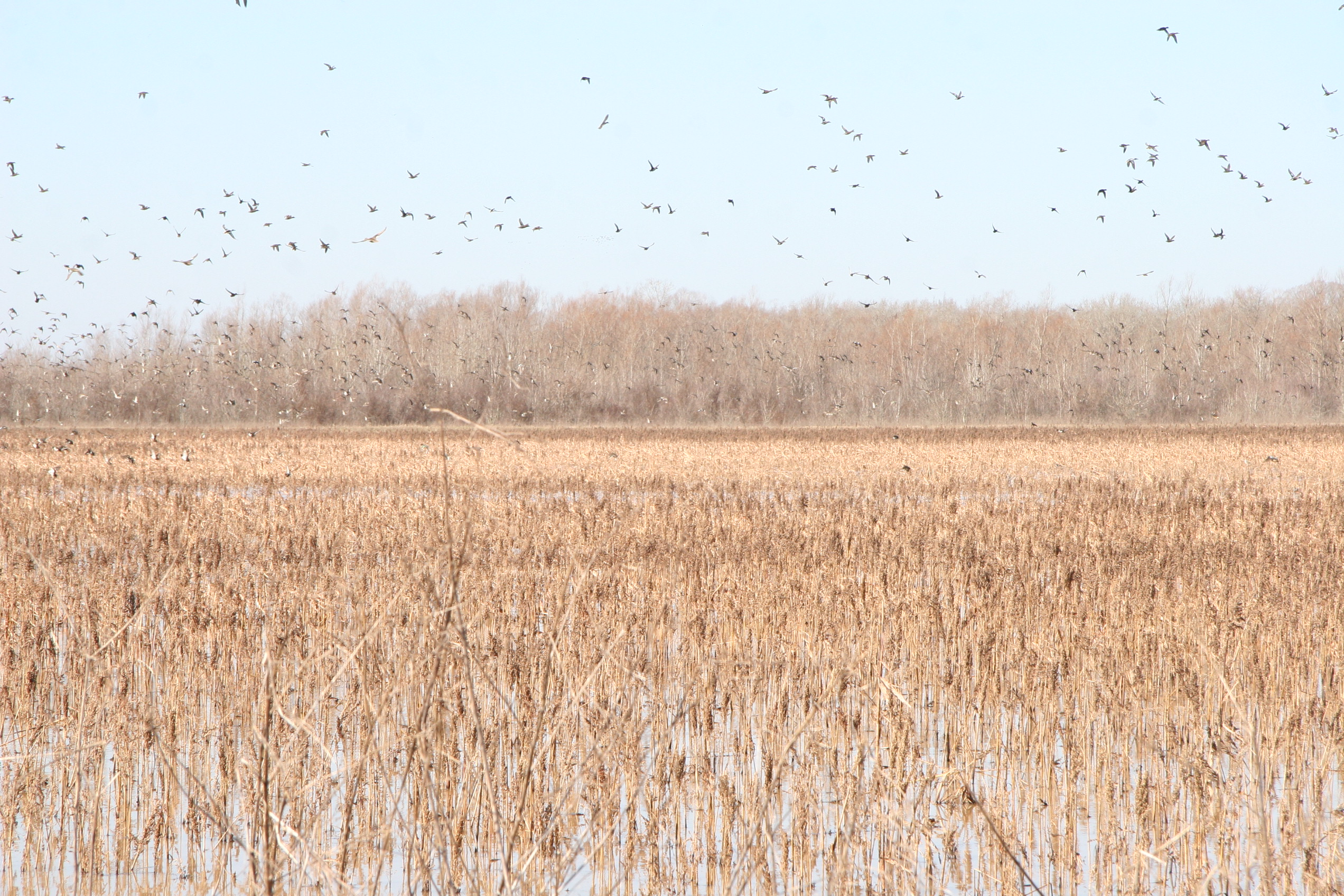
Ландшафт Національного природного заовідника Національний природний заповідник Гранд-Кот в заплаві Червоної річки (35g)

Рівнини півдня Центральних США перетинає звивиста Південна Червона річка, що протікає територією Техасу, Оклахоми, Арканзасу та Луїзіани та впадає у Міссісіпі. У заплавах та на низьких тарасах цієї річки зустрічаються численні стариці та меандрові гриви, горби та болота.
Голоценові алювіальні відклади долини Червоної річки є материнською породою для погано дренованих вертісолів та ентісолів, що мають глинисту або суглинисту, червонувато-коричневу, нейтральну або вапнякову поверхню. Літологія регіону контрастує з плейстоценовими відкладами флювіальних терас (35c) та третинними відкладами височин (35a). Домінуючими природними ландшафтами у заплавах Південної Червоної річки є широколистяні ліси, у яких переважають водяні дуби (Quercus nigra), американські амброві дерева (Liquidambar styraciflua), верболисті дуби (Quercus phellos), південні червоні дуби (Quercus falcata), техаські дуби (Quercus texana), тернисті гледичії (Gleditsia triacanthos), водяні гледичії (Gleditsia aquatica), віргінські яловці (Juniperus virginiana), чорні тупело (Nyssa sylvatica), мерілендські дуби (Quercus marilandica), ліроподібні дуби (Quercus lyrata), чорні берези (Betula nigra), червоні клени (Acer rubrum), пенсильванські ясени (Fraxinus pennsylvanica) та американські в'язи (Ulmus americana).
Луїзіанська частина долини Червоної річки має схожість у природній рослинності, іншій біоті, гідрології та землекористуванні з частинами Міссісіпської низовини (екорегіону 73). Однак існують деякі відмінності у рослинності в заплавах цих екорегіонів. Західні види, такі як великоплодий дуб (Quercus macrocarpa) та дуби Дюранда (Quercus sinuata var. sinuata), трапляються в заплавах Червоної річки, але переважно відсутні у Міссісіпській низовині.
Більшість лісів, що колись росли в заплавах Червоної річки, були вирубані та перетворені на орні угіддя та пасовища, хоча деякі ліси все ще зустрічаються в дуже погано дренованих і часто затоплюваних районах. На широких, майже пласких низовинах часто домінують сільськогосподарські угіддя. Тут більше полів, ніж у інших заплавах екорегіону 35. В Оклахомі основними культурами є соя, зернове сорго, люцерна, кукурудза та пшениця, у Техасі — соя, сорго, пшениця та бавовна, а в Луїзіані — бавовна, соя, кукурудза, пшениця та рис, на півдні також цукрова тростина. Червона річка несе багато мулу і майже постійно каламутна порівняно з іншими річками, що протікають через рівнини півдня Центральних США, хоча перенесення мулу в Луїзіані зменшилося завдяки будівництву шлюзу та системи дамб.
У заплавах Червоної річки розташований Шривпорт та лежать східні частини поселень Накетоша, Александрії, Чейнівілла та Банкі — всі в Луїзіані. Природоохоронні території включають Зону управління дикою природою Спрінг-Бенк, Зону управління дикою природою Сода-Лейк, Зону управління дикою природою імені Джона Френкса, Національний природний заповідник Червоної річки, Зону управління дикою природою Логі-Байо, Зону управління дикою природою Байо-П'єр, Зону управління дикою природою Елбоу-Слау, Національний природний заповідник Гранд-Кот, Національний природний заповідник озера Офелія та Акадіанський природоохоронний коридор.

### Прерії Блекленду (35h)

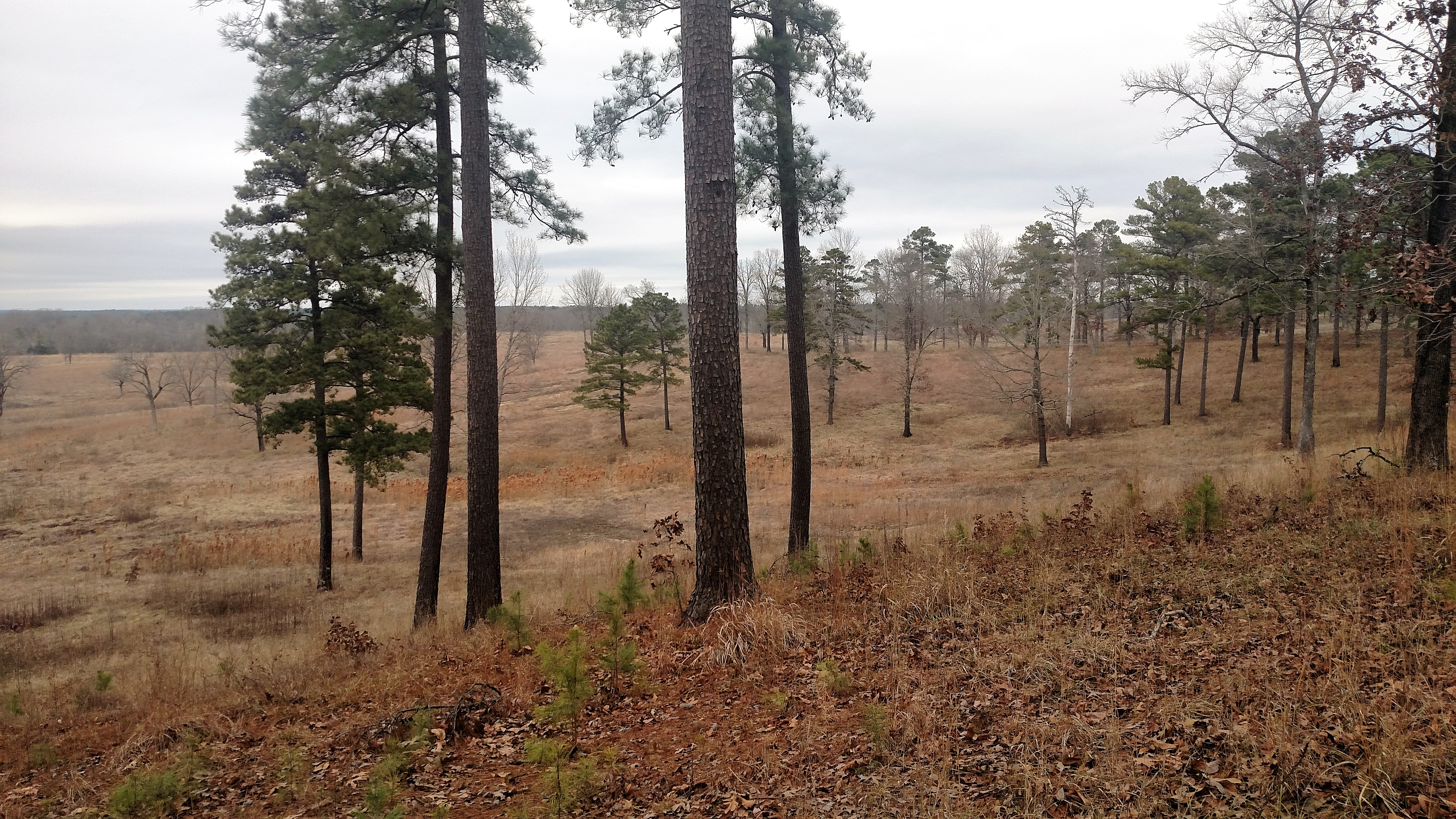
Заповідник Тер-Нуар в регіоні Блекленду (35h)

Для прерій Блекленду, які зустрічаються на півночі екорегіону, характерні темні ґрунти, материнської породою для яких виступають крейдові мергелі, крейди та вапняки. Прерії домінували у цій місцевості протягом голоценового кліматичного оптимуму та ще деякий час після нього. Наприкінці XVII століття рослинний покрив Блекленду був представлений мозаїкою лісів, саван та прерій. Наразі більша частина природної рослинності знищена, а родючі ґрунти регіону переважно використовуються під пасовища, ліси та сіножаті. Залишилося лише кілька ділянок прерій, які переважно обмежені схилами куест, де переважають тонкі, сухі ґрунти.
У Блекленді розташовані такі поселення, як Гердон, Прескотт, Макнаб, Озан, Саратога та Рокі-Комфорт в Арканзасі. Природоохоронні території включають Зону управління дикою природою Тер-Нуар, Зону управління дикою природою Озан, Зону управління дикою природою Хоуп-Упланд, Зону управління дикою природою прерії імені Ріка Еванса та Державний парк імені Реймонда Гері.

## Збереження

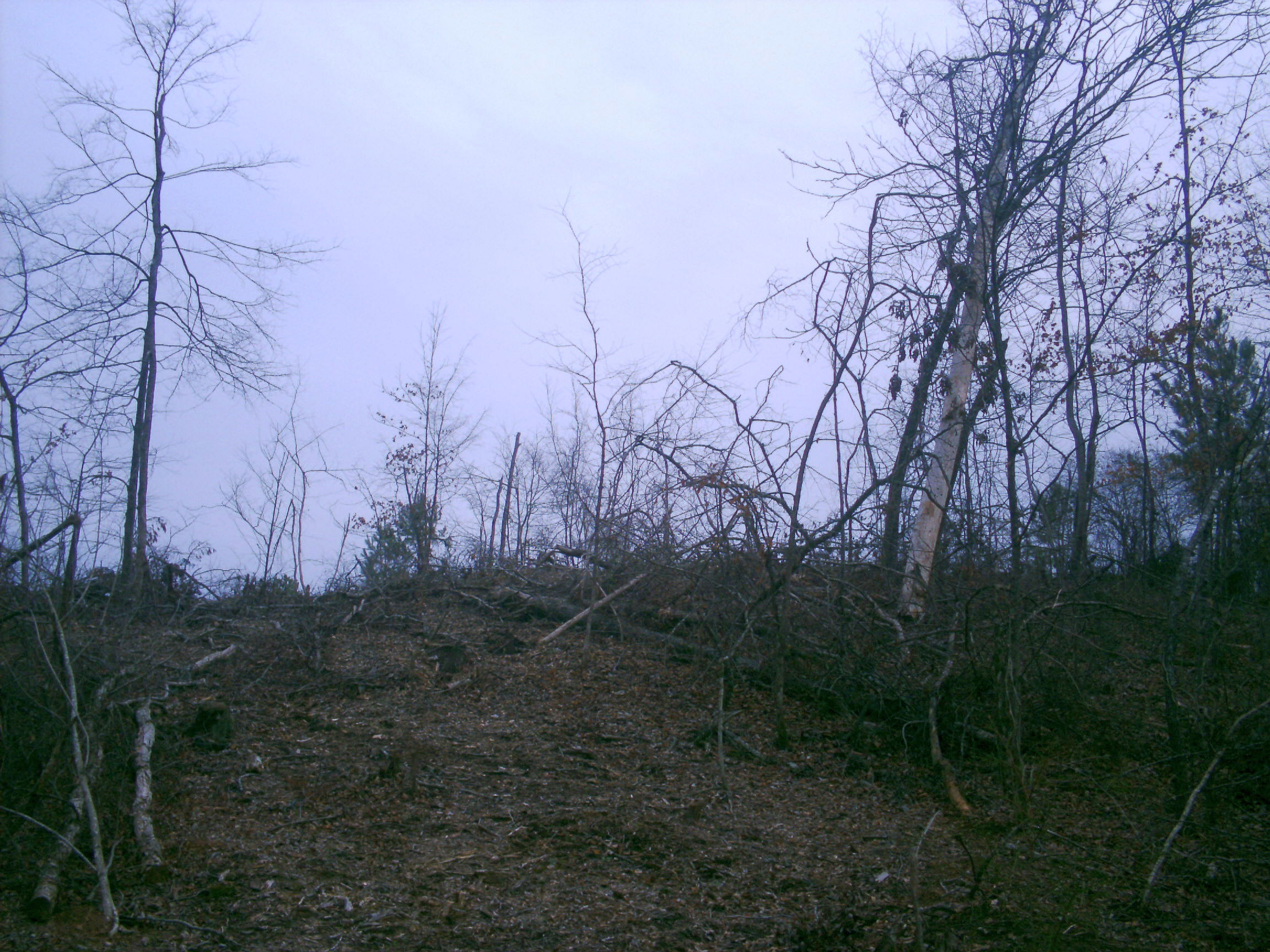
Нещодавно вирубаний ліс у Східному Техасі. Більшість дорослих дерев були знищені, а шар лісової підстилки, який містив органічні речовини, що збагачували ґрунт, почав змиватися нещодавніми дощами

Значна частина рослинного покриву екорегіону була знищена або значно деградувала, зокрема 73 % лісів, 96 % саван та рідколісь, а також 98 % луків, боліт та пустищ. Особливо постраждали ліси в заплавах Червоної річки, які були майже повністю знищені. Тим не менш, втрата природних ландшафтів в регіоні є менш значною, ніж на південному сході Примексиканської низовини, і близько чверті території регіону вкрито природною рослинністю. Основною загрозою для збереження природи регіону є розвиток міст та лісозаготівля. Більша частина об'єктів лісової та деревообробної промисловості Техасу, зокрема близько 50 000 км² комерційних лісових угідь, розташована в регіоні Пайні-Вудс. Боротьба з пожежами та перетворення саван на соснові плантації є основним фактором втрати оселищ видами, що залежать від пожеж. Багато видів, зокрема ендеміків, які більше ніде в світі не зустрічаються, перебувають на межі зникнення. Темпи зростання людського населення є високими в деяких частинах регіону, особливо на південному заході, в околицях Х'юстона, що призводить до масової урбанізації та знищення природної рослинності. Оцінка 2017 року показала, що 4917 км², або 12 % екорегіону, є заповідними територіями.

### Національний заповідник
Єдиним національним заповідником екорегіону є Національний заповідник Великої хащі, розташований на півдні техаської частини Пайні-Вудсу. Він складається з чотирнадцяти несуміжних одиниць, розкиданих по широкій території, приблизно від Пайн-Айленд-Байю в окрузі Гардін на південь до річки Нечес (частини заповідника лежать на обох берегах річки), на захід до річки Трініті та на північ до водосховища Штайнхаген. Служба національних парків США зазначає, що заповідник містить десять різних екосистем. Національний заповідник Великої хащі є одним із двох біосферних заповідників ЮНЕСКО в Техасі. Американська асоціація охорони птахів включила його до списку важливих орнітологічних територій світового значення. Заповідник був заснований у 1974 році і має площу близько 13 000 га.

### Природоохоронні території
Федеральні землі
Департамент внутрішніх справ США, Служба національних парків
- Національний заповідник Великої хащі[en], Техас

Департамент внутрішніх справ США, Служба рибних ресурсів та дикої природи
| - Національний природний заповідник Блек-Байю-Лейк, Луїзіана - Національний природний заповідник озера Каддо, Техас - Національний природний заповідник Катахула, Луїзіана - Національний природний заповідник Д'Арбонн, Луїзіана - Національний природний заповідник Гранд-Кот, Луїзіана - Національний природний заповідник Хенді-Брейк, Луїзіана - Національний природний заповідник Малої річки, Оклахома - Національний природний заповідник Фельзенталь, Арканзас | - Національний природний заповідник Літл-Сенді, Техас - Національний природний заповідник річки Нечес, Техас - Національний природний заповідник Оверфлоу, Арканзас - Національний природний заповідник Понд-Крік, Арканзас - Національний природний заповідник Червоної річки, Луїзіана - Національний природний заповідник річки Трініті, Техас - Національний природний заповідник Верхньої Уошито, Луїзіана |

Департамент сільського господарства США, Служба лісів
| - Національний ліс імені Сема Г'юстона, Техас - Національний ліс Анджеліна, Техас - Національний ліс імені Деві Крокетта, Техас | - Національний ліс Себін, Техас - Національний ліс Кісатчі, Луїзіана - Національний ліс Уошито (частково), Арканзас та Оклахома |

Департамент парків, спадщини та туризму Арканзасу
| - Арканзаський музей природних ресурсів - Державний парк Кейн-Крік - Державний парк кладовища Конвей - Державний парк Алмазного кратера - Вашингтонський державний історичний парк - Державний парк поля битви при Дженкінс-Феррі - Державний парк Логолі | - Державний парк поля битви при Маркс-Міллс - Державний парк Міллвуд - Державний парк Моро-Бей - Державний ліс Пойзон-Спрінгс - Арборетум Південного Арканзасу - Державний парк озера Вайт-Оак |

Департамент дикої природи та риболовлі Луїзіани
| - Акадіанський природоохоронний коридор - Державний ліс Александер - Зона управління дикою природою Байю-П'єр - Заповідна зона імені Бена Ліллі - Зона управління дикою природою Бодкау - Зона управління дикою природою Беф - Зона управління дикою природою Бассі-Брейк - Зона управління дикою природою Кемп-Борегар - Державний парк Шемін-А-О - Державний парк Чіко - Зона управління дикою природою Клір-Крік - Зона управління дикою природою імені Дьюї Вілліса - Зона управління дикою природою Елбоу-Слау - Зона управління дикою природою імені Сонні Гілберта - Державний парк імені Джиммі Девіса | - Державний парк озера Бістіно - Державний парк озера Клейборн - Державний парк озера Д'Арбонн - Зона управління дикою природою Літл-Рівер-Грант - Зона управління дикою природою Логгі-Байю - Арборетум штату Луїзіана - Зона управління дикою природою Марш-Байю - Державний парк Норт-Толедо-Бенд - Державний парк Саут-Толедо-Бенд - Зона управління дикою природою Форт-Джонсон-Норт - Зона управління дикою природою імені Рассела Сейджа - Державний парк імені Сема Г'юстона Джонса - Зона управління дикої природи острова Себін - Зону управління дикої природи Сода-Лейк - Зону управління дикої природи Валнут-Гілл |

Департамент охорони дикої природи Оклахоми
| - Державний парк Біверс-Бенд - Державний парк озера Г'юго - Державний парк Хочатаун - Природна зона округу Маккертен | - Державний парк Макгі-Крік - Державна природна зона відпочинку Макгі-Крік - Державний парк імені Реймонда Гері - Зона управління дикою природою Ред-Слау |

Департамент парків та дикої природи Техасу
| - Зона управління дикою природою Алазан-Байю - Зона управління дикою природою Анджеліна-Нечес - Державний парк Атланта - Зона управління дикою природою Біг-Лейк-Боттом - Зона управління дикою природою озера Каддо - Державний парк озера Каддо - Державний парк Дейнжерфілд - Державний парк Гантсвіль - Державний парк озера Боба Стендліна - Державний парк Лівінгстон | - Державний парк озера Мартін-Крік - Державний парк імені Мартіна Дайса-молодшого - Державний парк Техаської міссії - Зона управління дикою природою Норт-Толедо-Бенд - Зона управління дикою природою Олд-Себін-Боттом - Зона управління дикою природою річки Себін - Тайлер - Віллідж-Крік - Зона управління дикою природою Вайт-Оак-Крік |

## Фольклор
Регіон Пайні-Вудс є відомим місцем спостережень бігфута або сасквоча. Він є третім регіоном за кількістю таких спостережень у Північній Америці. Багато легенд, що оповідають про зустріч з бігфутом, походять з часів до появи європейських колоністів. Однією з таких відомих легенд є історія про чудовисько Фуке з південного Арканзасу, яка відображена у фільмі 1972 року «Легенда про Боггі-Крік». Ще одним ймовірним криптидом, про якого розповідають місцеві жителі, є чорна пума.

## Галерея

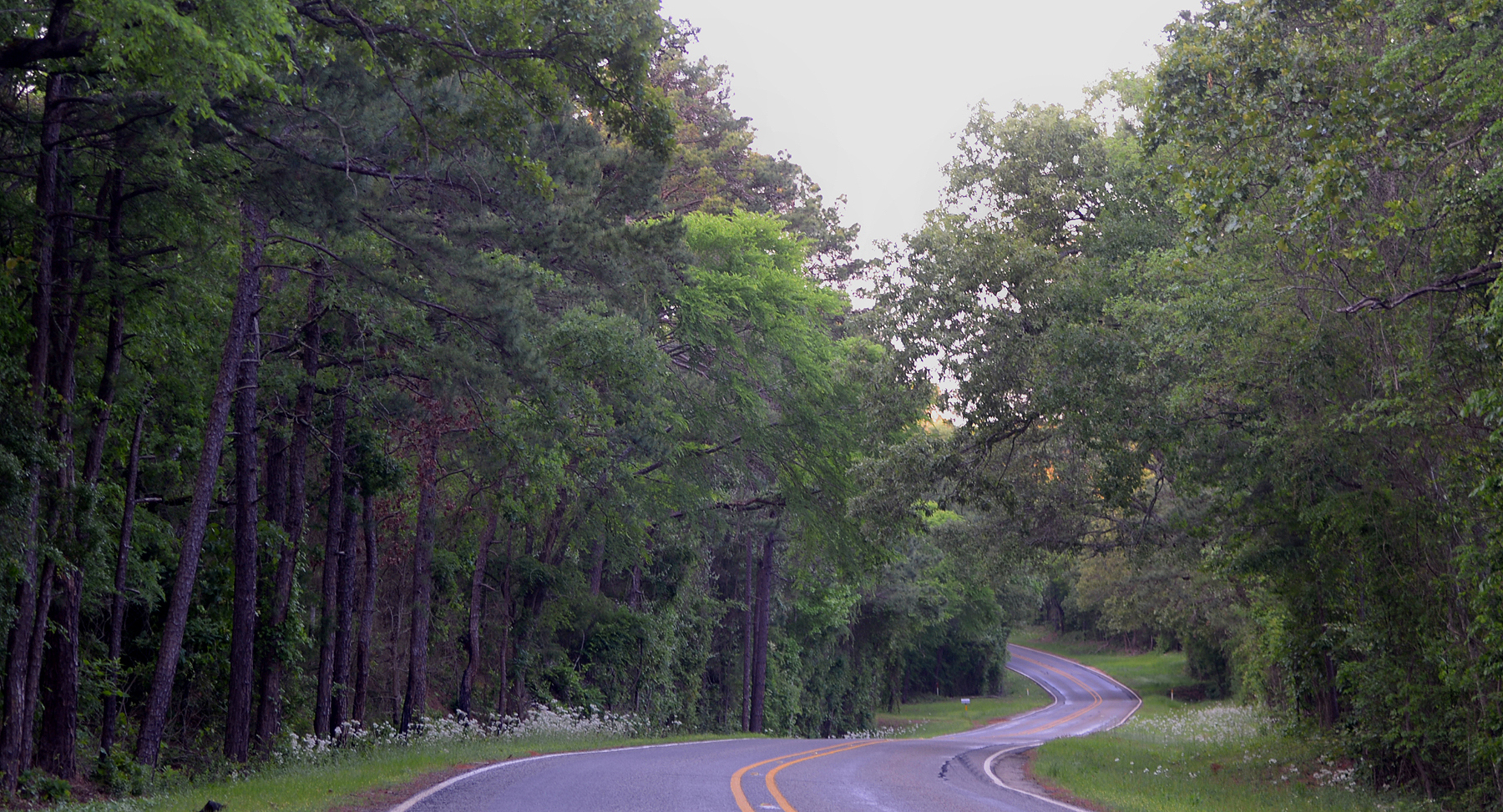
Дорога 315 в окрузі Андерсон, Техас
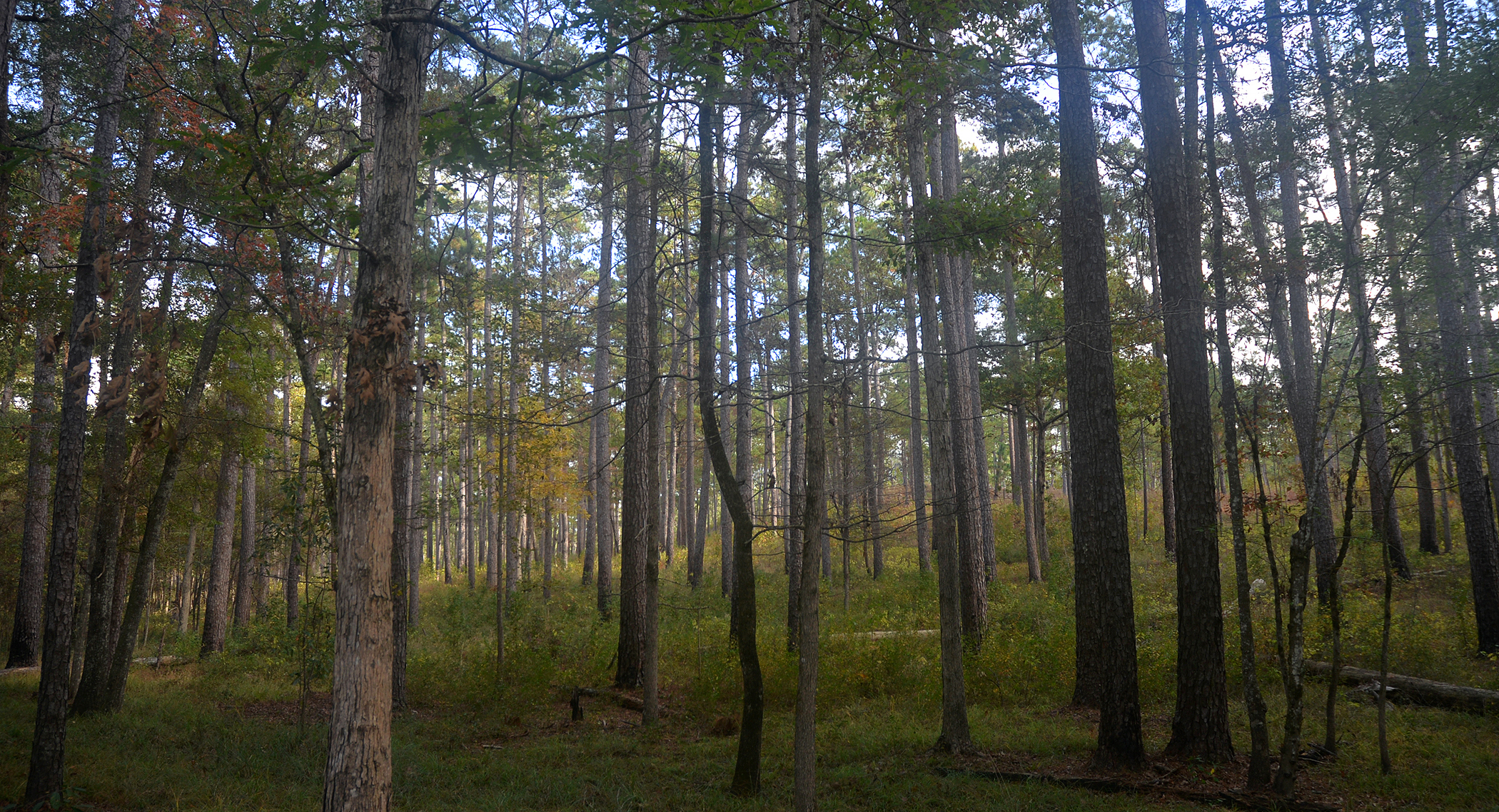
Національний ліс Анджеліна в окрузі Анджеліна, Техас
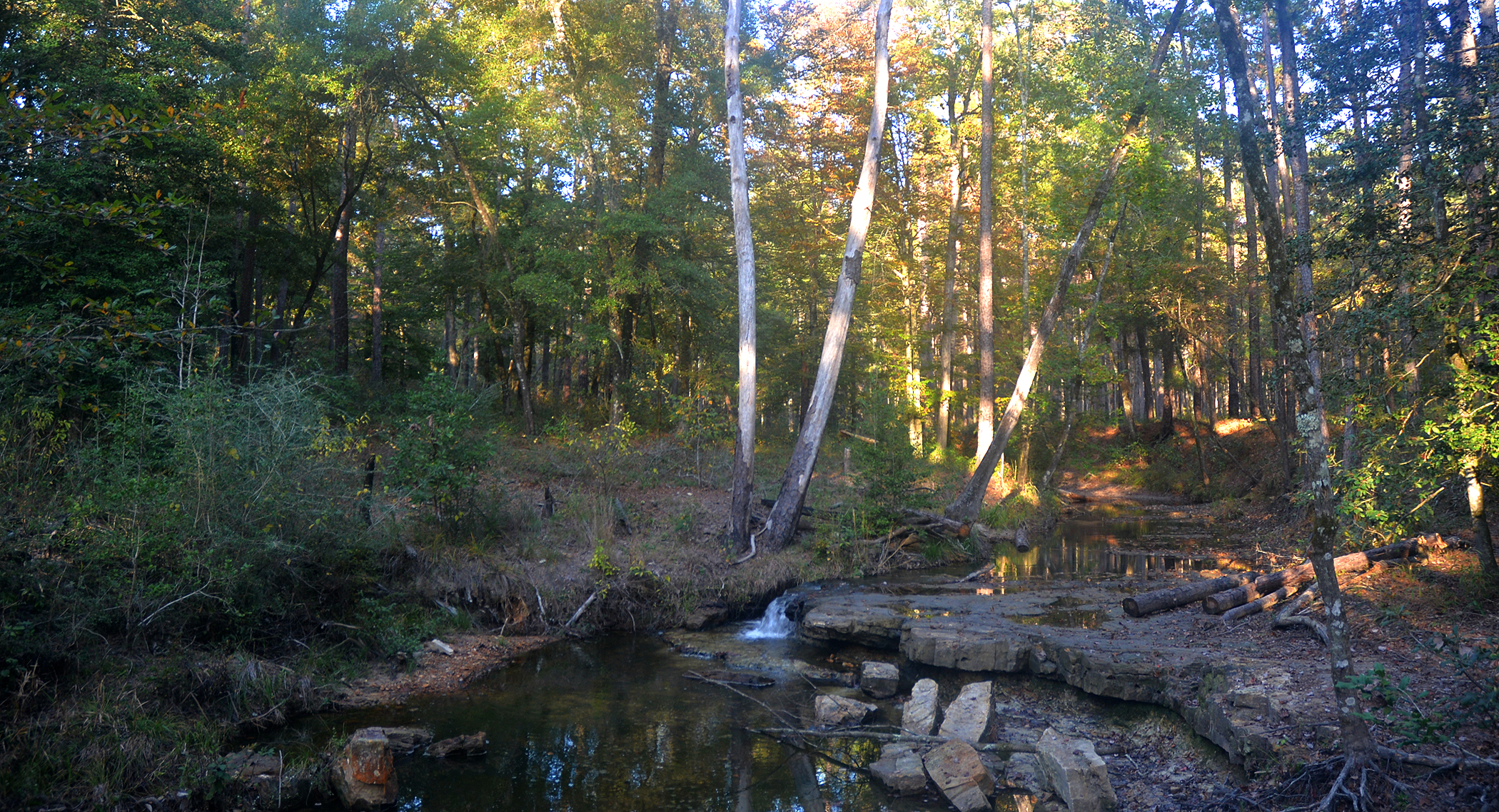
Національний ліс Анджеліна в окрузі Анджеліна, Техас
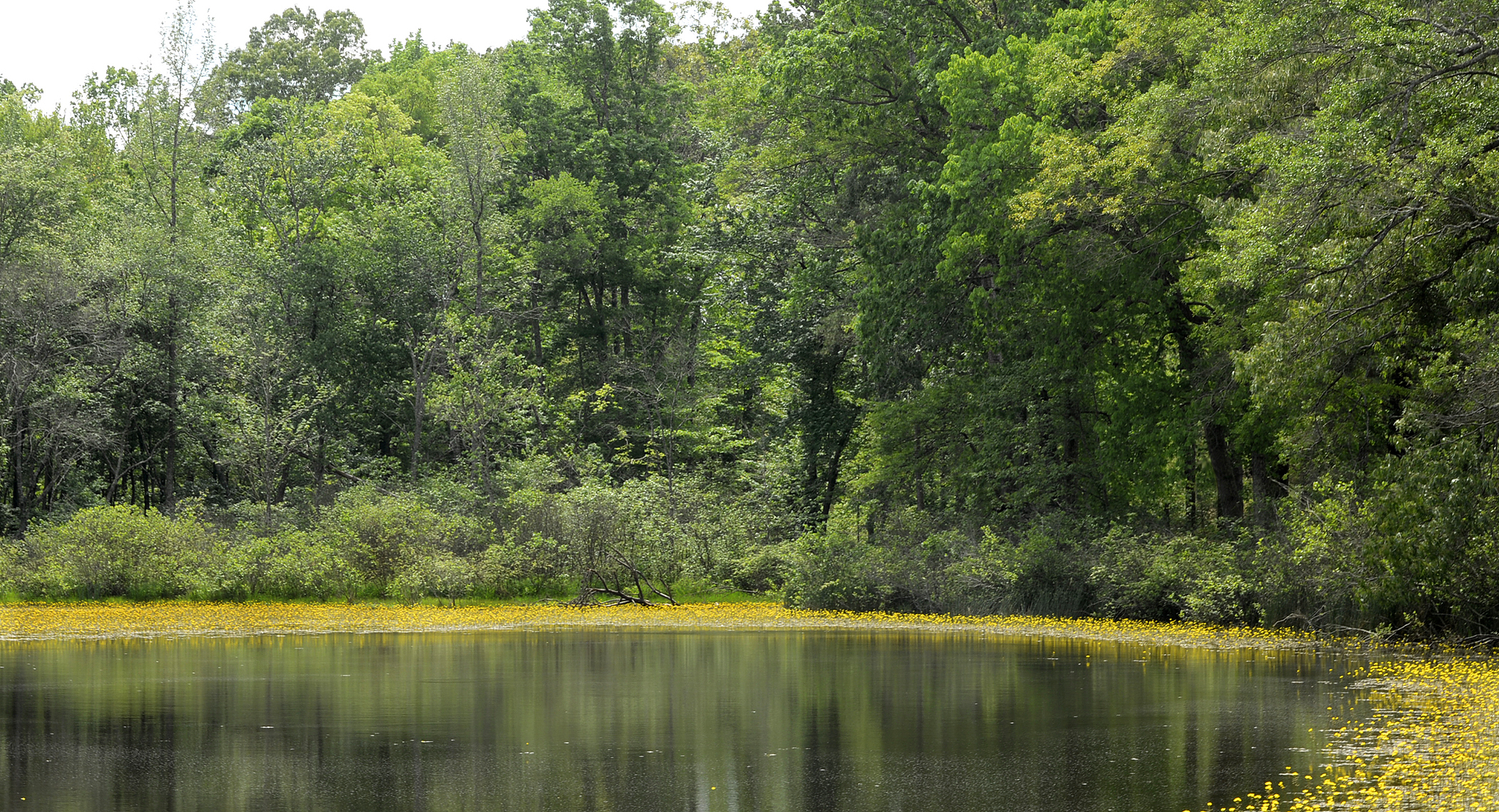
Квітучі пухирники (Utricularia spp.) в окрузі Кесс, Техас
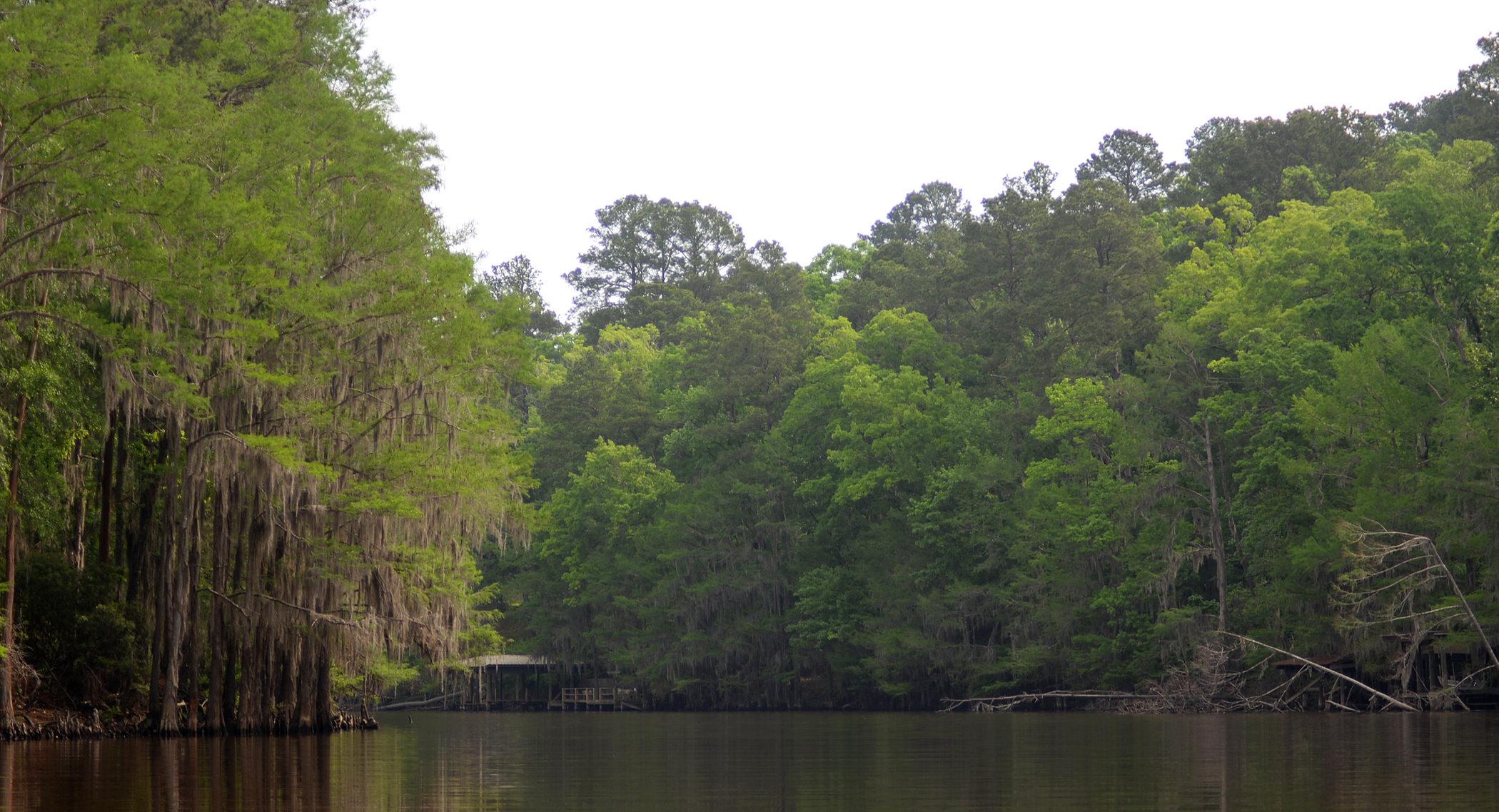
Велике Кипарисове байю в Державному парку озера Каддо, округ Гаррісон, Техас
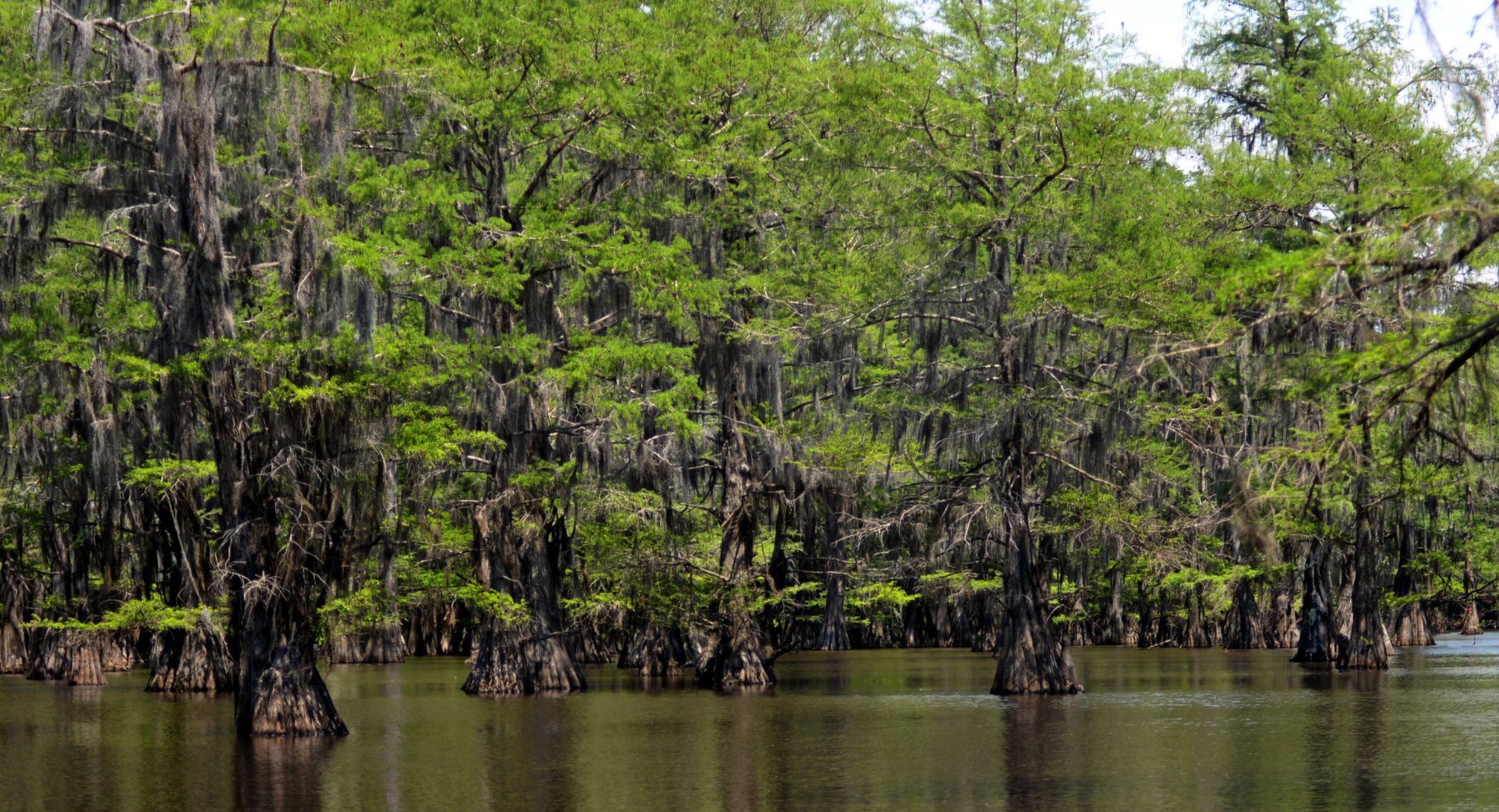
Болотяні кипариси (Taxodium distichum) в Державному парку озера Каддо, округ Гаррісон, Техас
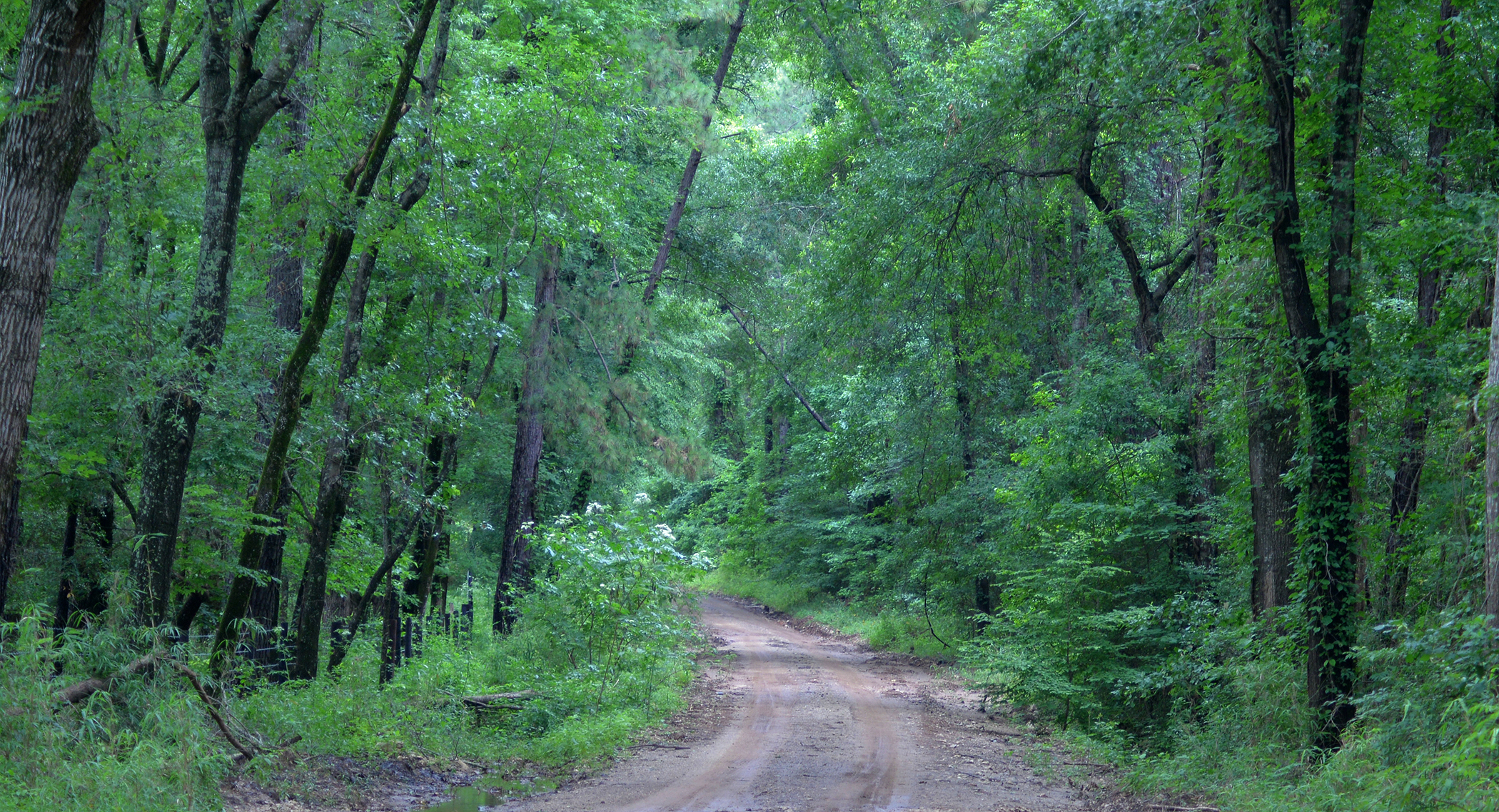
Національний ліс імені Дейві Крокетта в окрузі Г'юстон, Техас
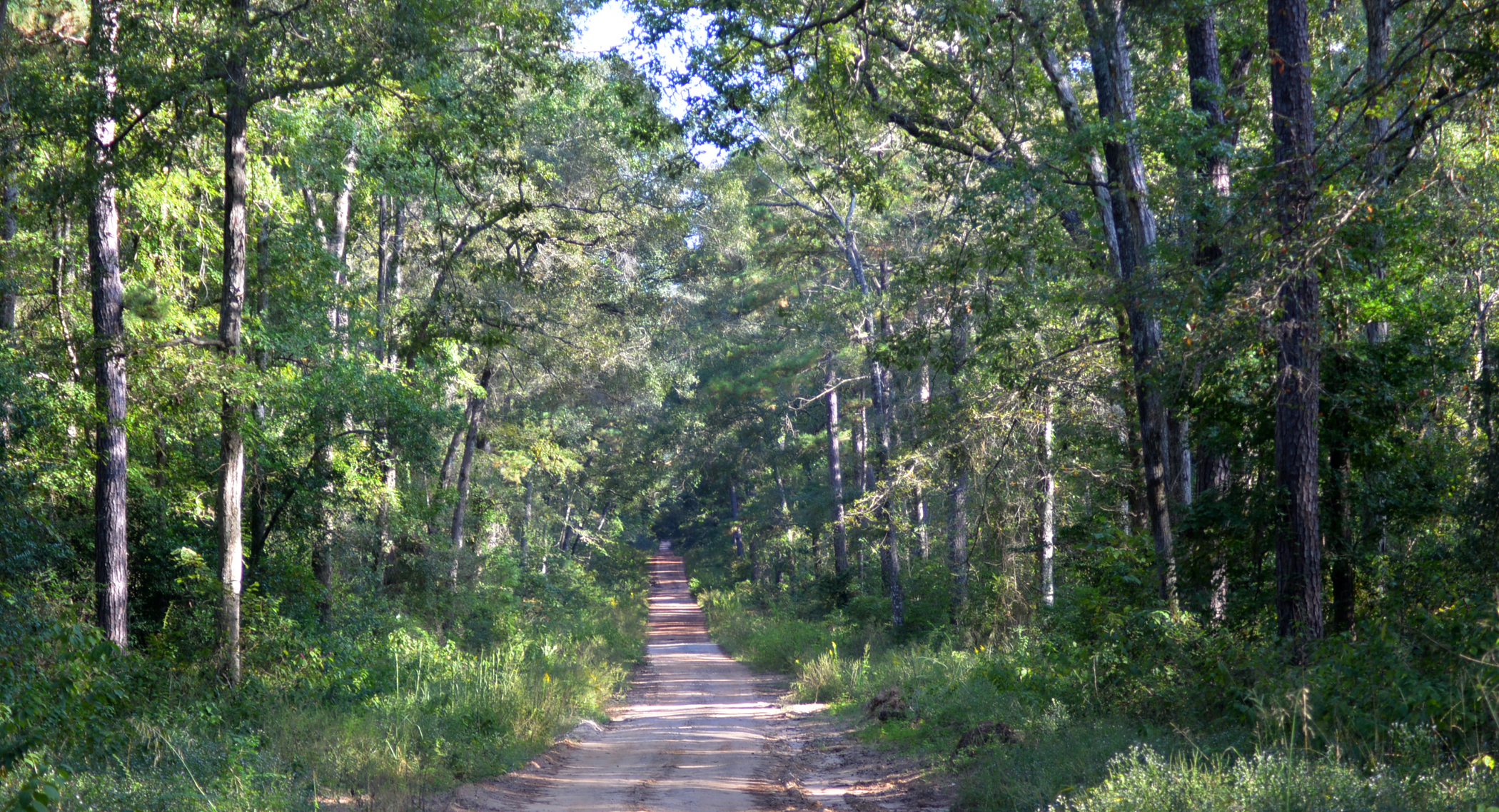
Національний ліс імені Сема Г'юстона в окрузі Сан-Джесінто, Техас
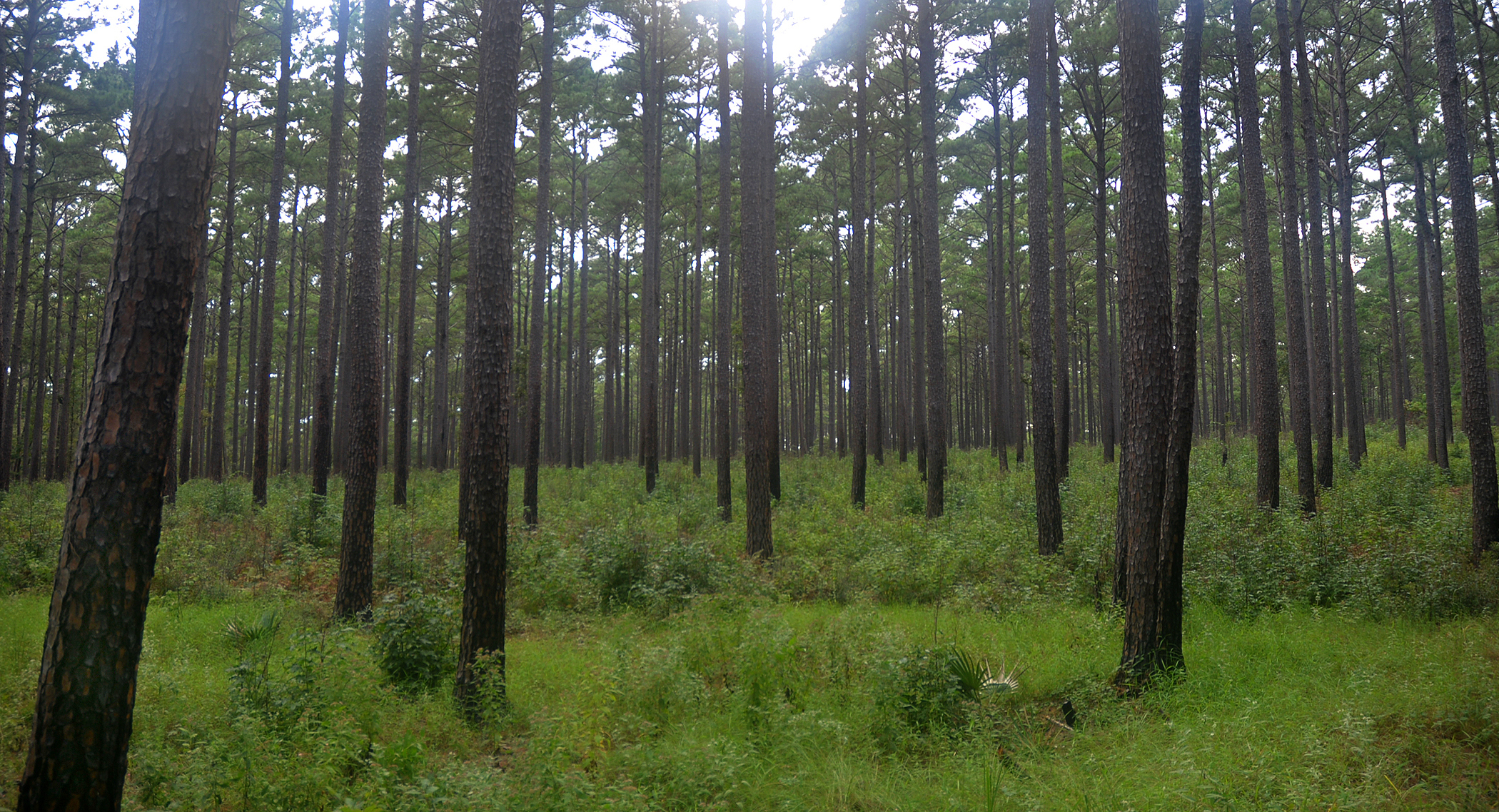
Ліс довгохвойної сосни (Pinus palustris) у Національному лісі імені Сема Г'юстона в окрузі Вокер, Техас
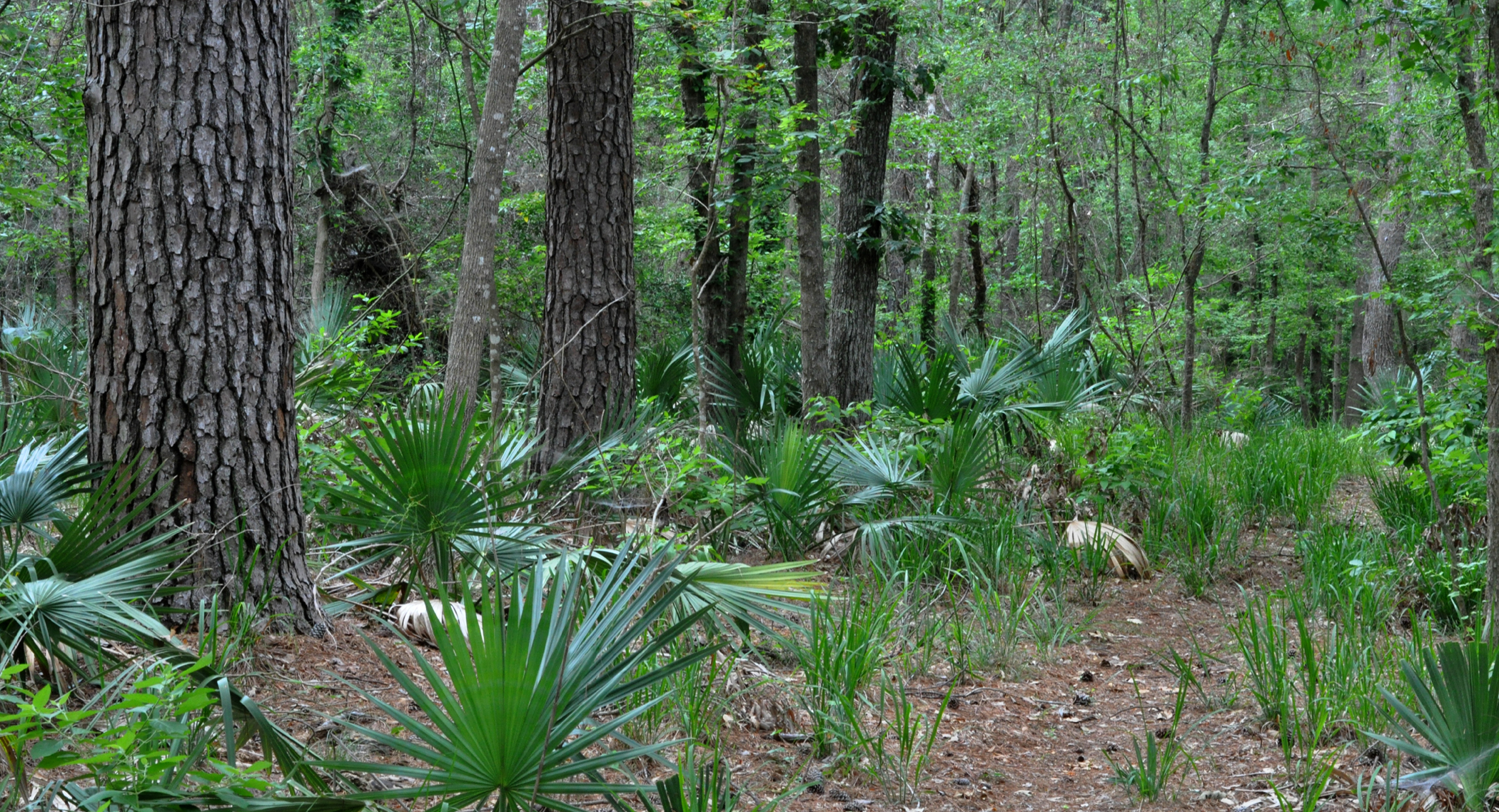
Карликові пальметто[en] (Sabal minor) у Національному лісі імені Сема Г'юстона в окрузі Вокер, Техас
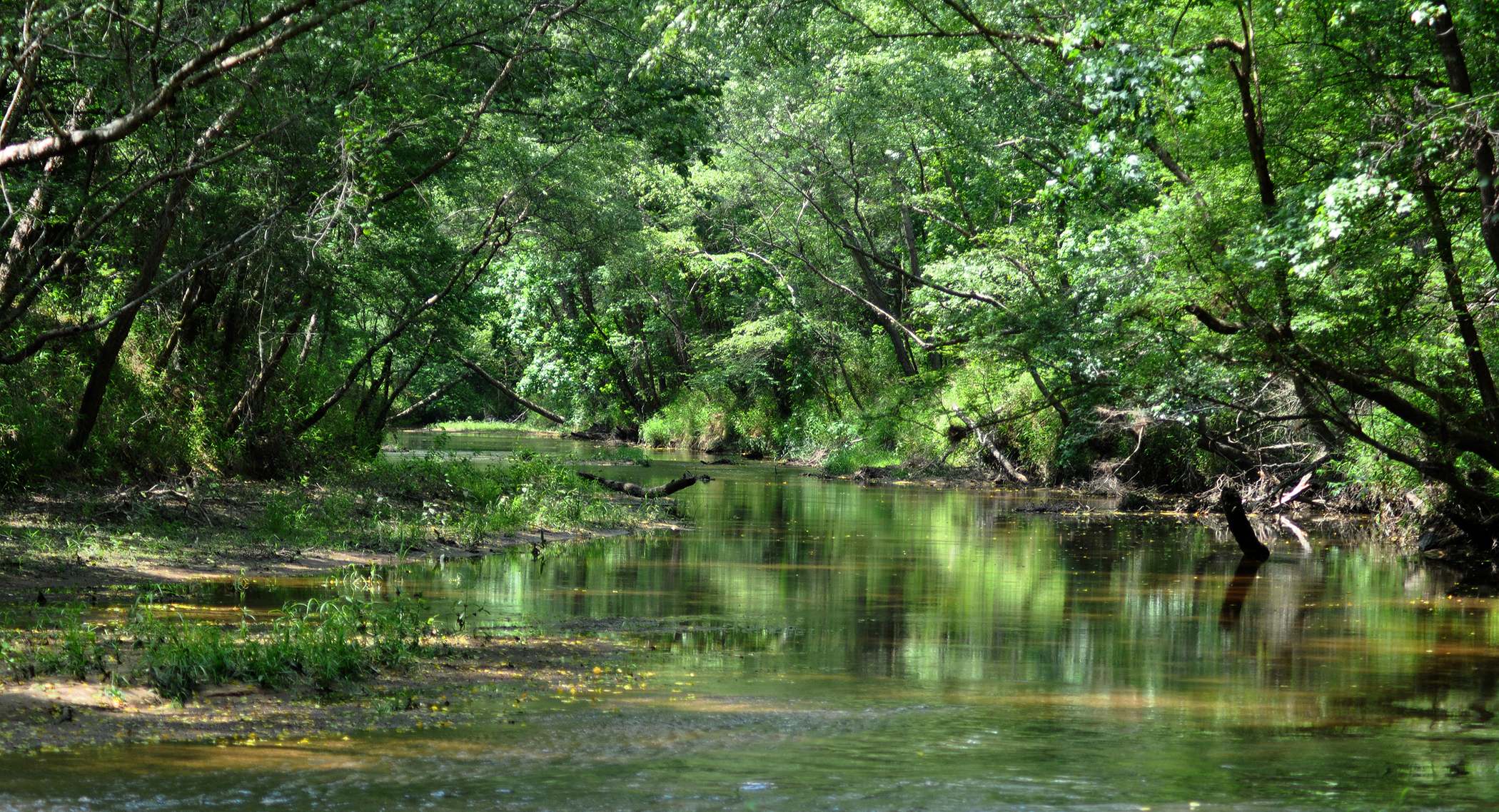
Річка Піч-Крік у Природному парку озера Х'юстон в окрузі Монтгомері, Техас
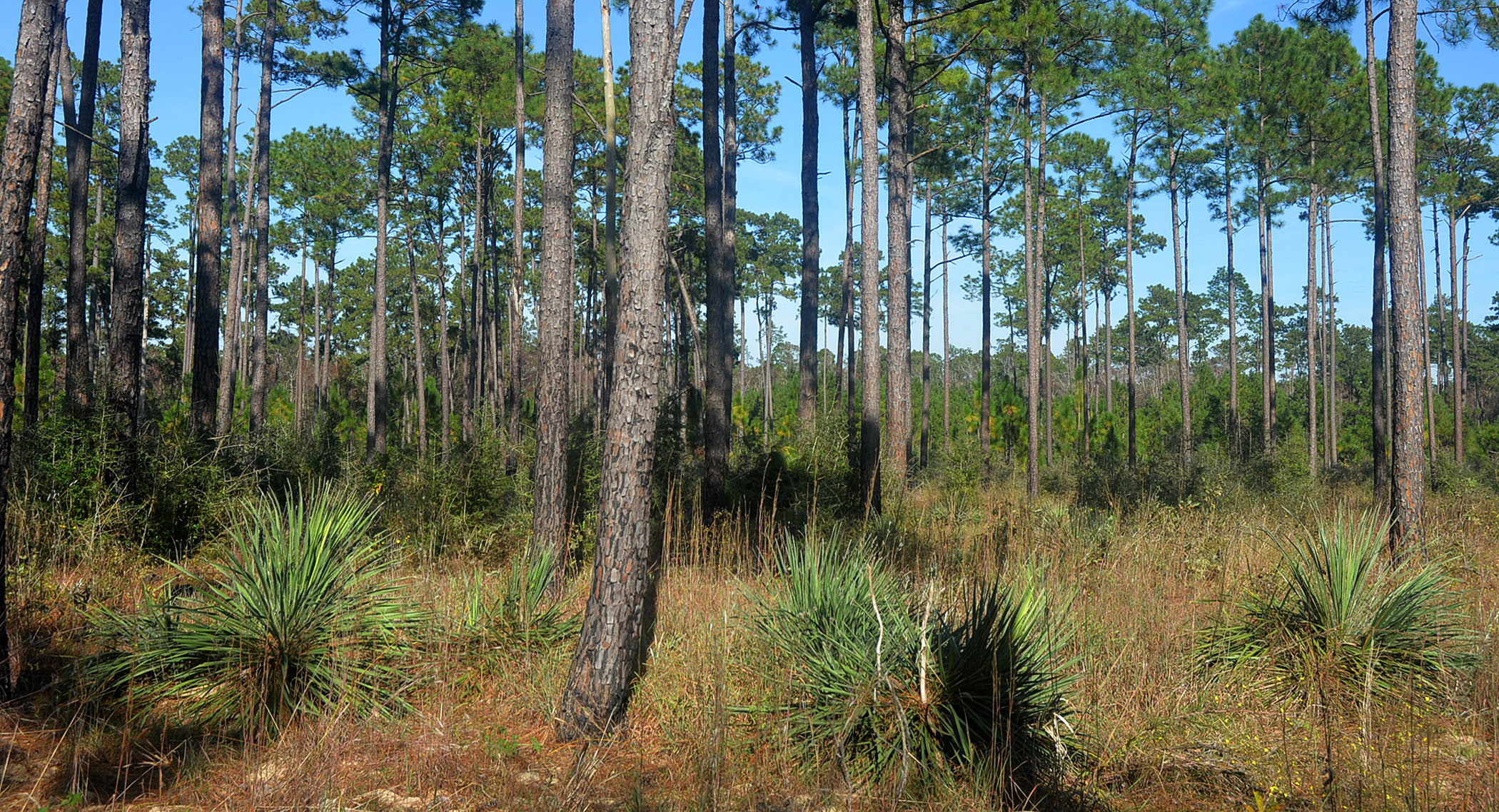
Луїзіанська юка[en] (Yucca louisianensis) в сосновому лісі в окрузі Гардін, Техас
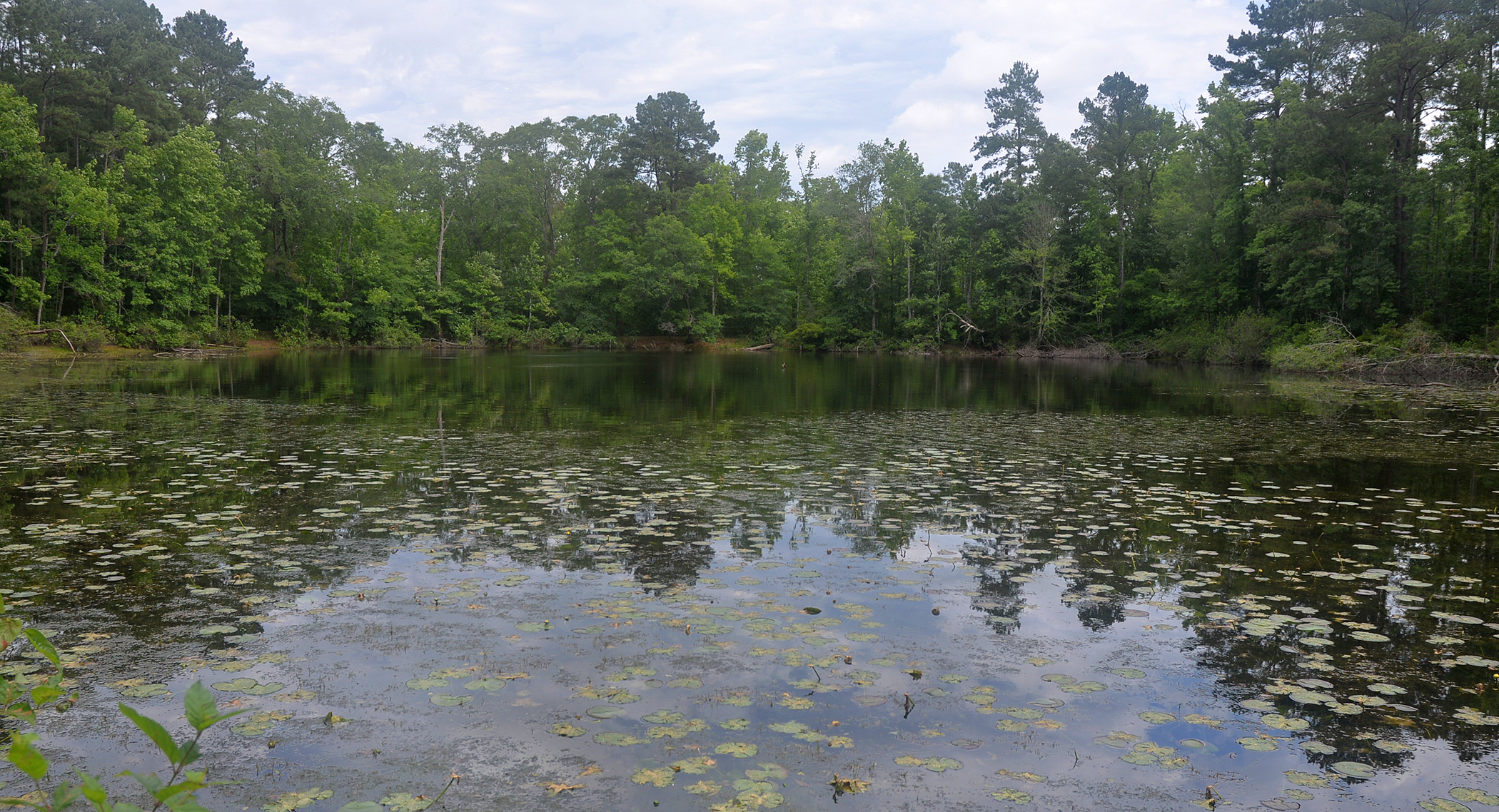
Лісовий ставок у Національному заповіднику Великої хащі в окрузі Полк, Техас
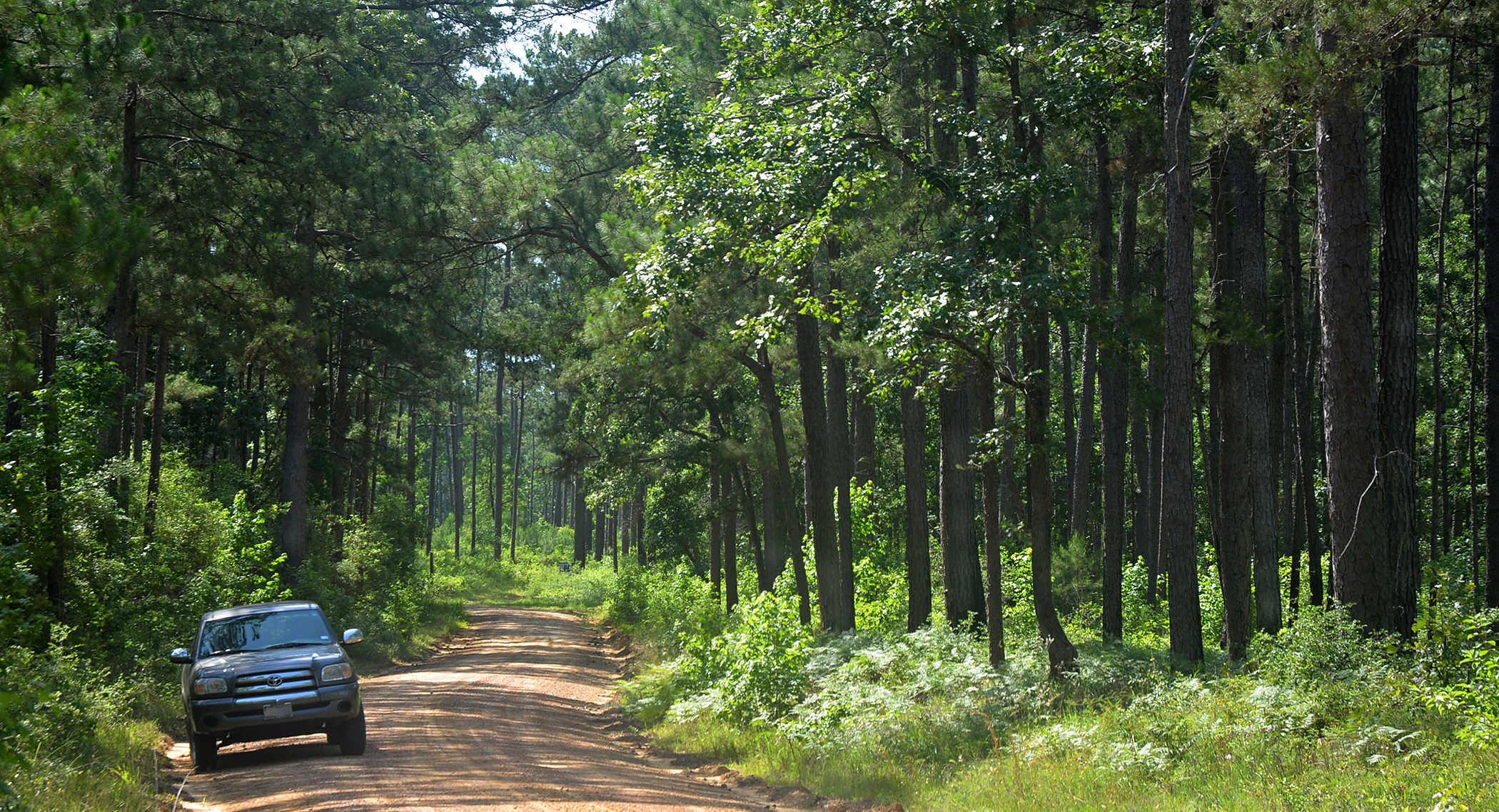
Ліс довгохвойної сосни у Національному заповіднику Великої хащі в окрузі Полк, Техас
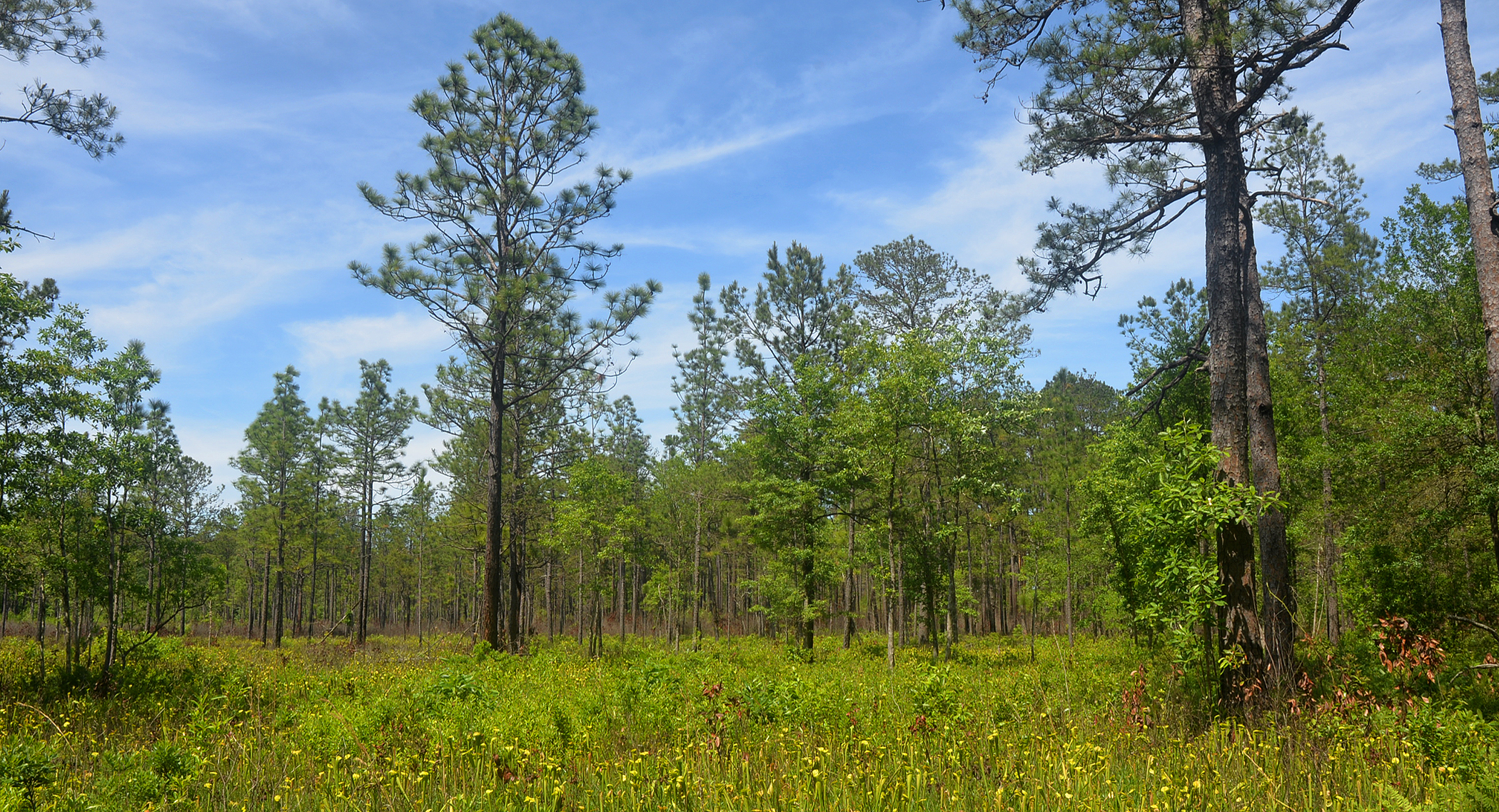
Відкрита соснова савана з жовтими труболистами[en] (Sarracenia alata) в підліску в окрузі Тайлер, Техас
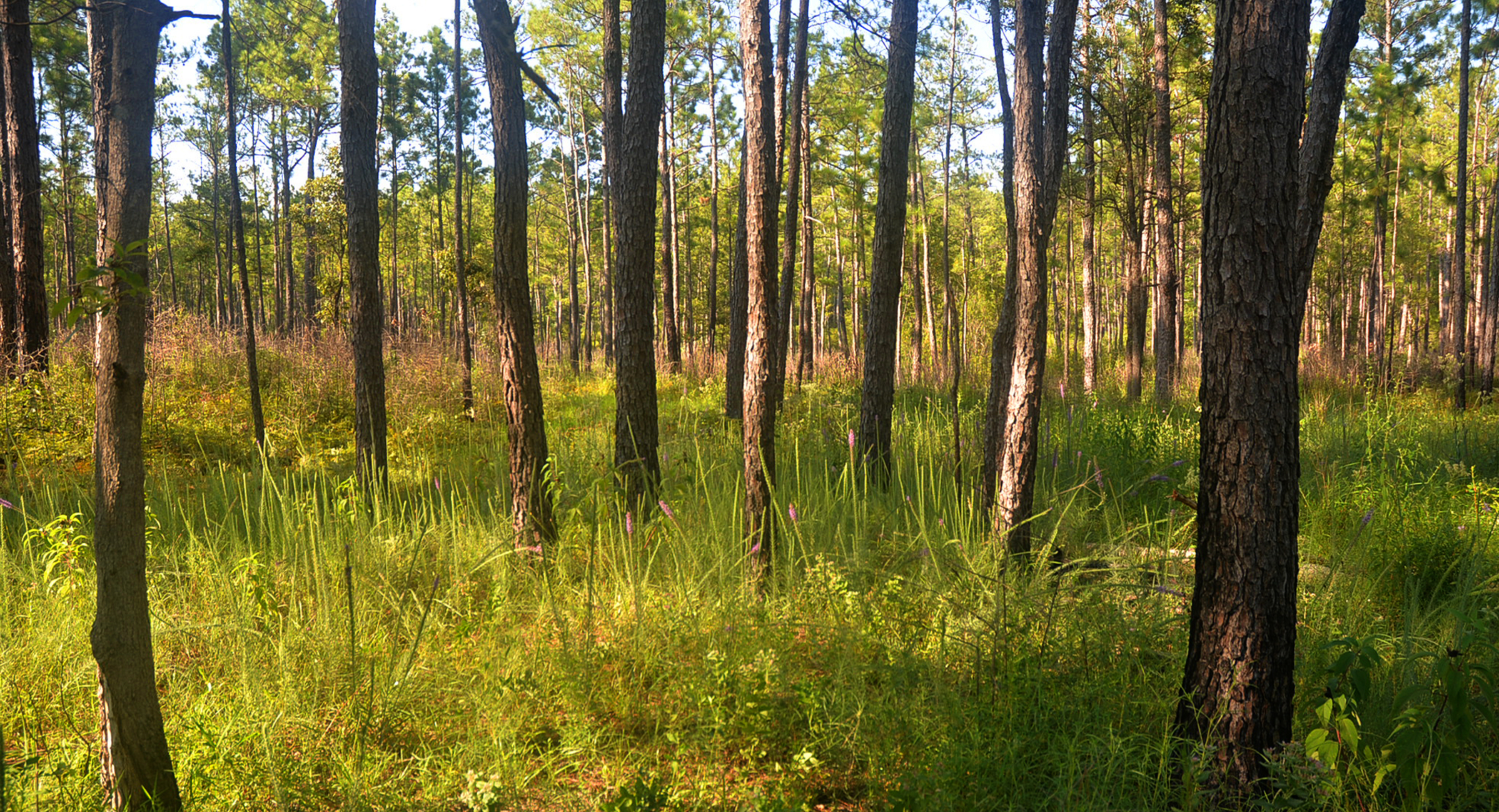
Ліс довгохвойної сосни у Національному заповіднику Великої хащі в окрузі Тайлер, Техас
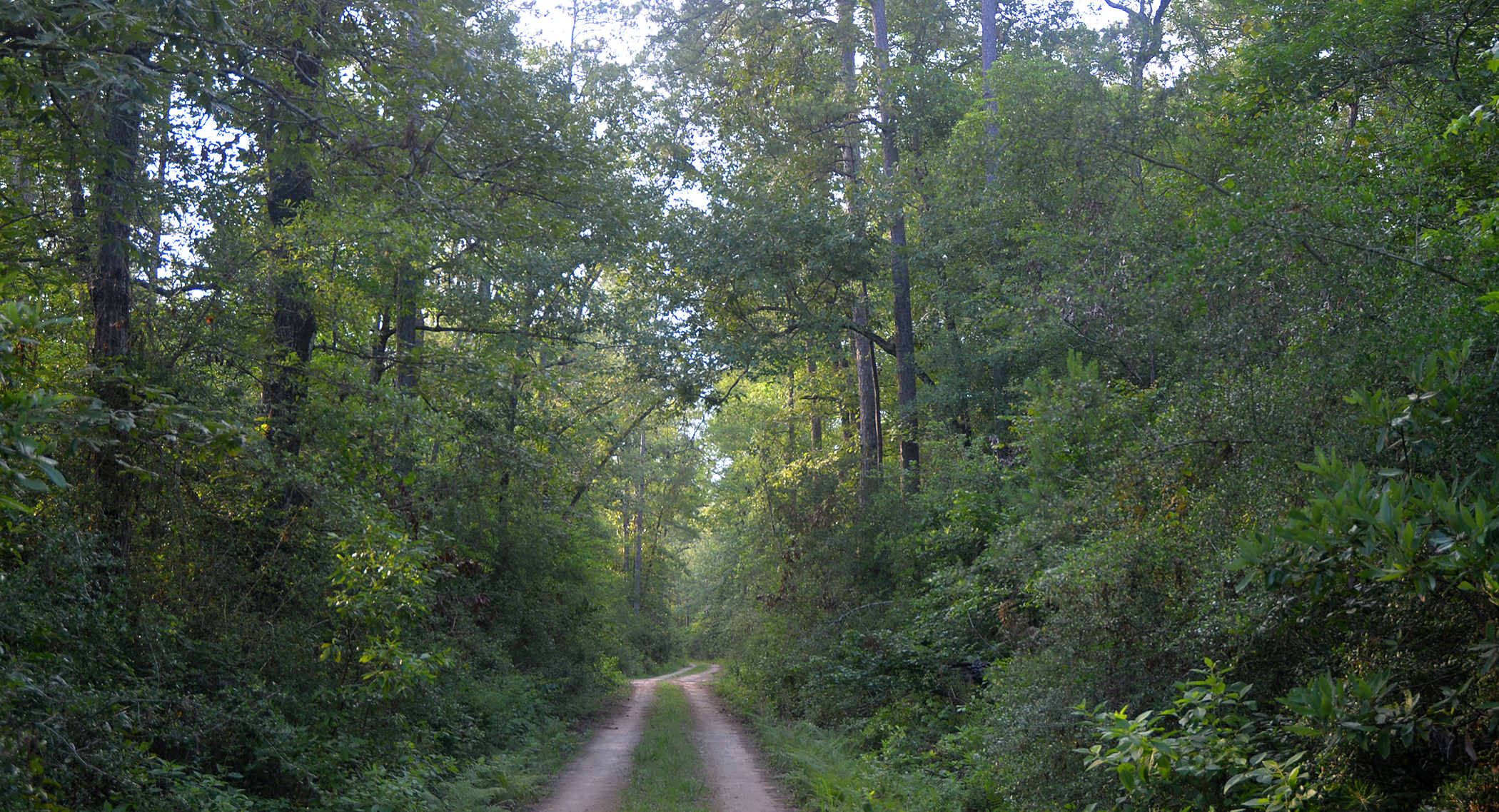
Ландшафт Національного заповідника Великої хащі в окрузі Гардін, Техас
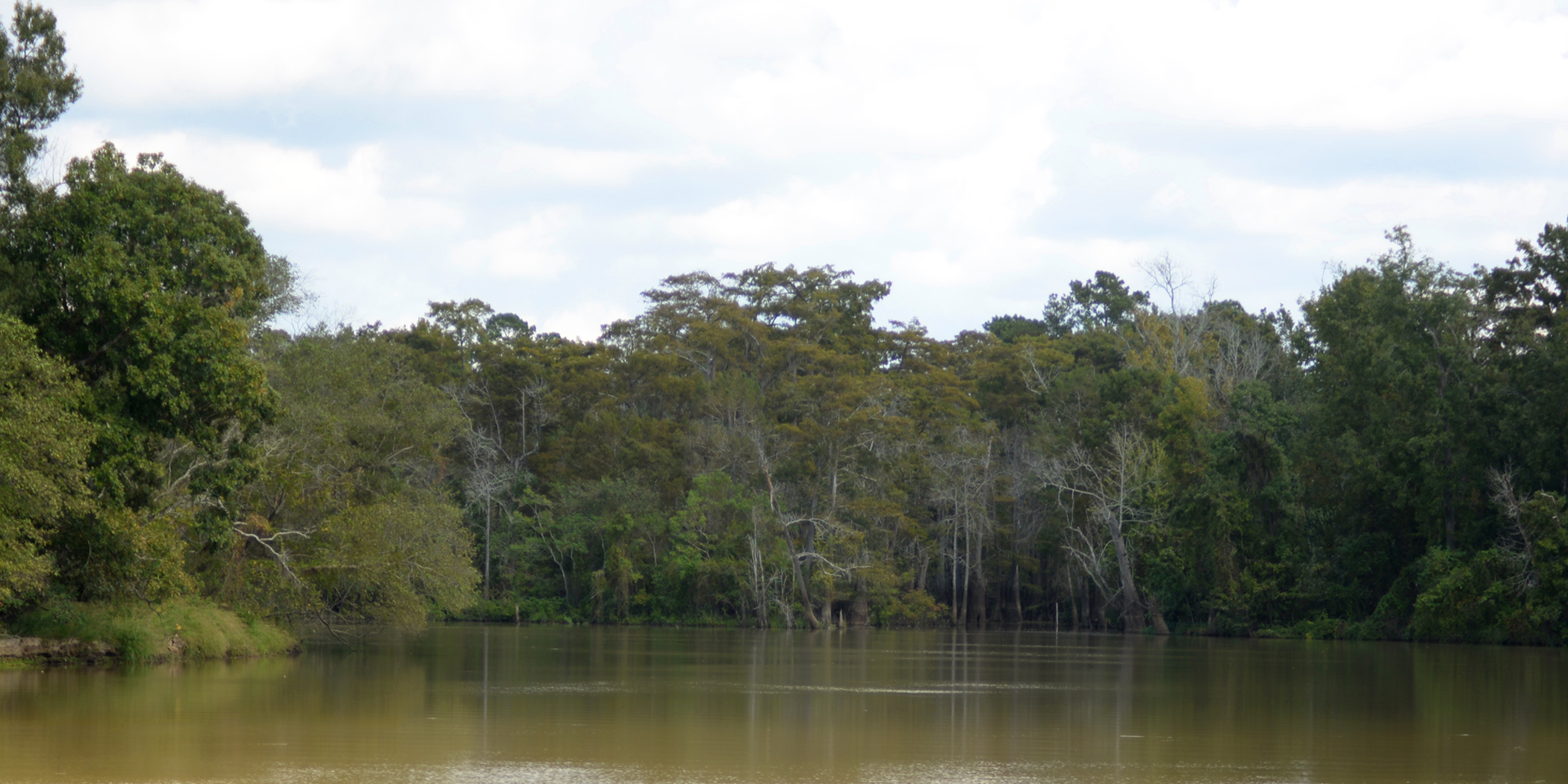
Річка Нечес в окрузі Орандж, Техас